# Liste der Wappen im Landkreis Hildesheim
Diese Liste zeigt die Wappen der Samtgemeinden und Gemeinden sowie Wappen von ehemals selbstständigen Gemeinden und aufgelösten Landkreisen im Landkreis Hildesheim in Niedersachsen.

Wappen des Landkreises Hildesheim[1]
Der Landkreis Hildesheim in Niedersachsen
Der Landkreis Hildesheim in Deutschland

## Wappen der Samtgemeinden

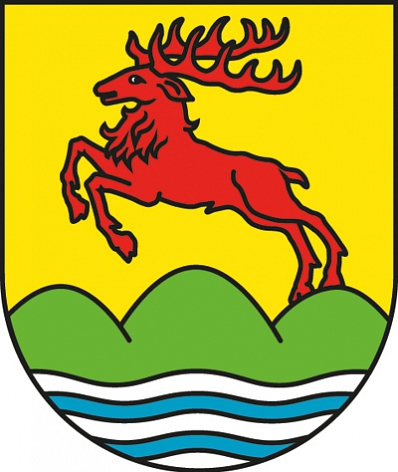
Samtgemeinde Leinebergland

- Samtgemeinde
Leinebergland[2]

## Wappen der Gemeinden
- Stadt
Alfeld (Leine)[3]
- Gemeinde
Algermissen[4]
- Stadt
Bad Salzdetfurth[5]
- Stadt
Bockenem[6]
- Gemeinde
Diekholzen[7]
- Flecken
Duingen[8]
- Flecken
Eime[9]
- Stadt
Elze[10]
- Gemeinde
Freden[11]
- Gemeinde
Giesen[12]
- Stadt
Gronau (Leine)[13]
- Gemeinde
Harsum[14]
- Kreisstadt
Hildesheim[15]
- Gemeinde
Holle[16]
- Flecken
Lamspringe[17]
- Gemeinde
Nordstemmen[18]
- Stadt
Sarstedt[19]
- Gemeinde
Schellerten[20]
- Gemeinde
Sibbesse[21]
- Gemeinde
Söhlde[22]

## Wappen ehemaliger Landkreise

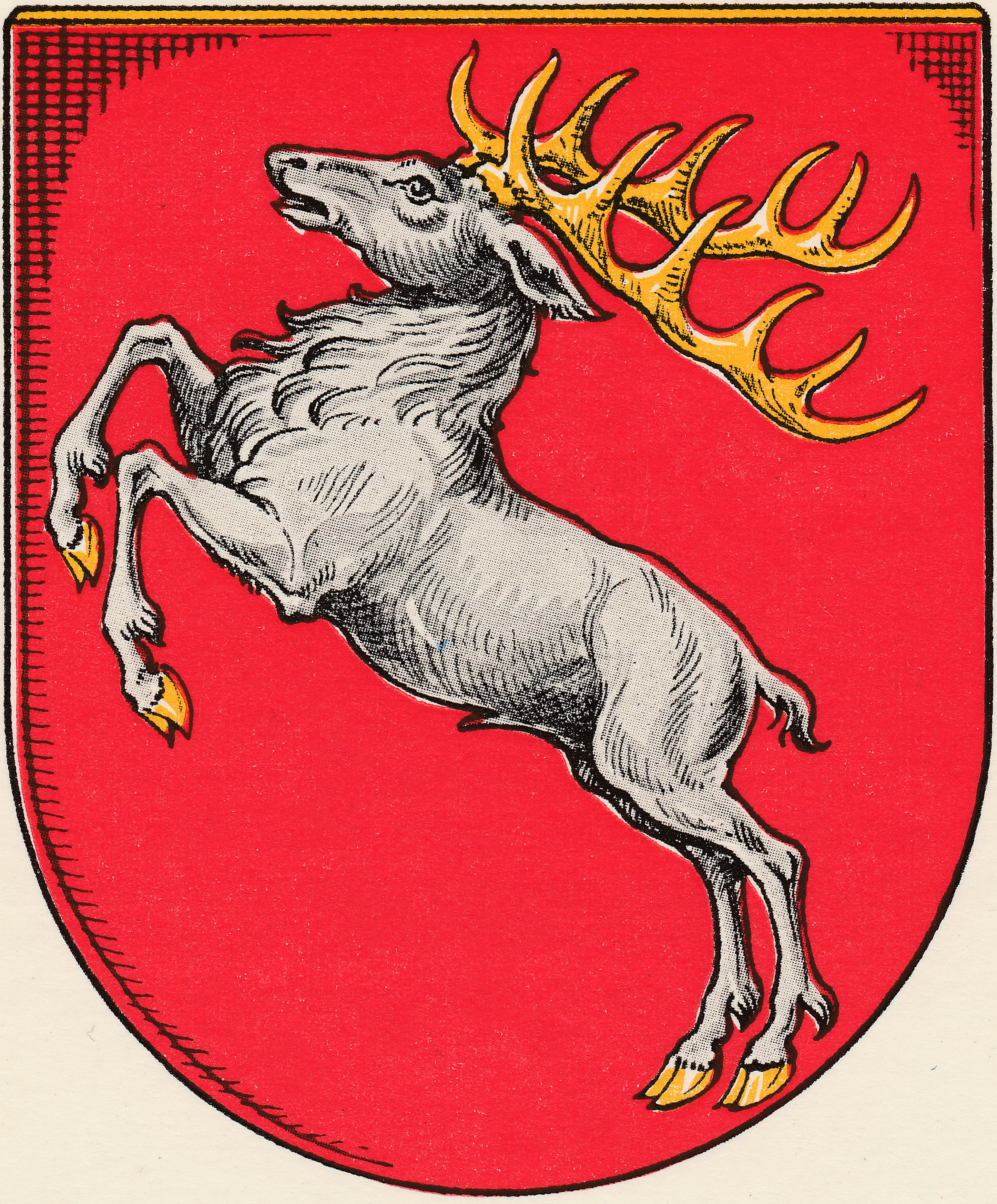
Landkreis Alfeld (Leine)
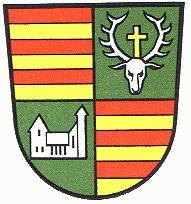
Landkreis Hildesheim-Marienburg

## Wappen ehemaliger Samtgemeinden

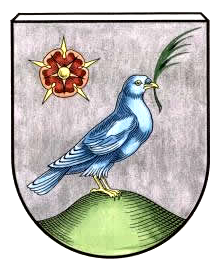
Samtgemeinde Duingen
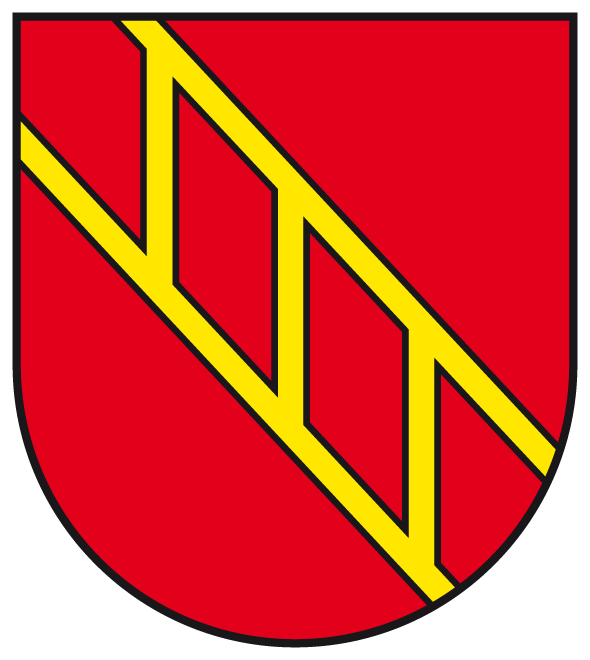
Samtgemeinde Gronau
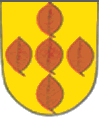
Samtgemeinde Lamspringe
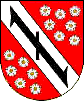
Samtgemeinde Sibbesse

- Samtgemeinde
Duingen[25]
- Samtgemeinde
Gronau[26]
- Samtgemeinde
Lamspringe[27]
- Samtgemeinde
Sibbesse[28]

## Wappen ehemaliger Gemeinden

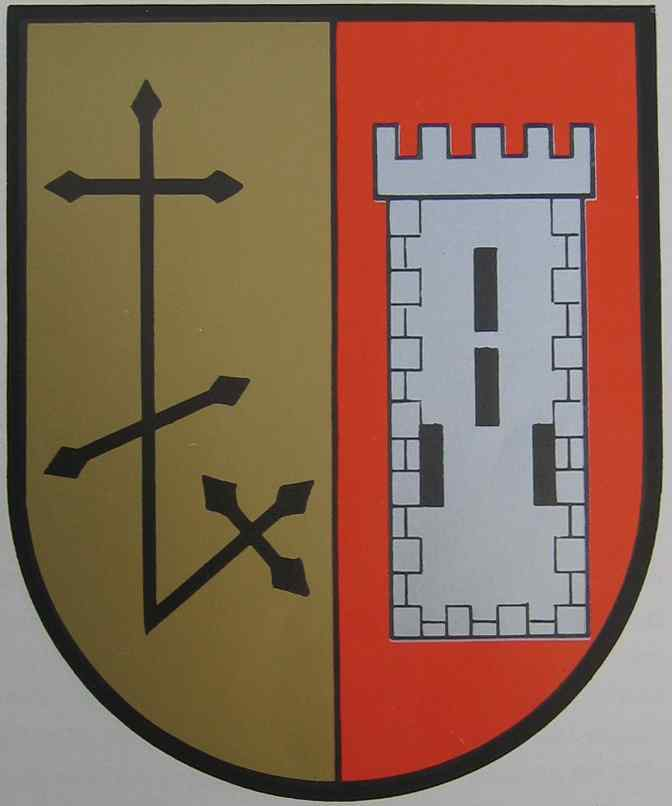
Kreisstadt Hildesheim Ortsteil Achtum-Uppen
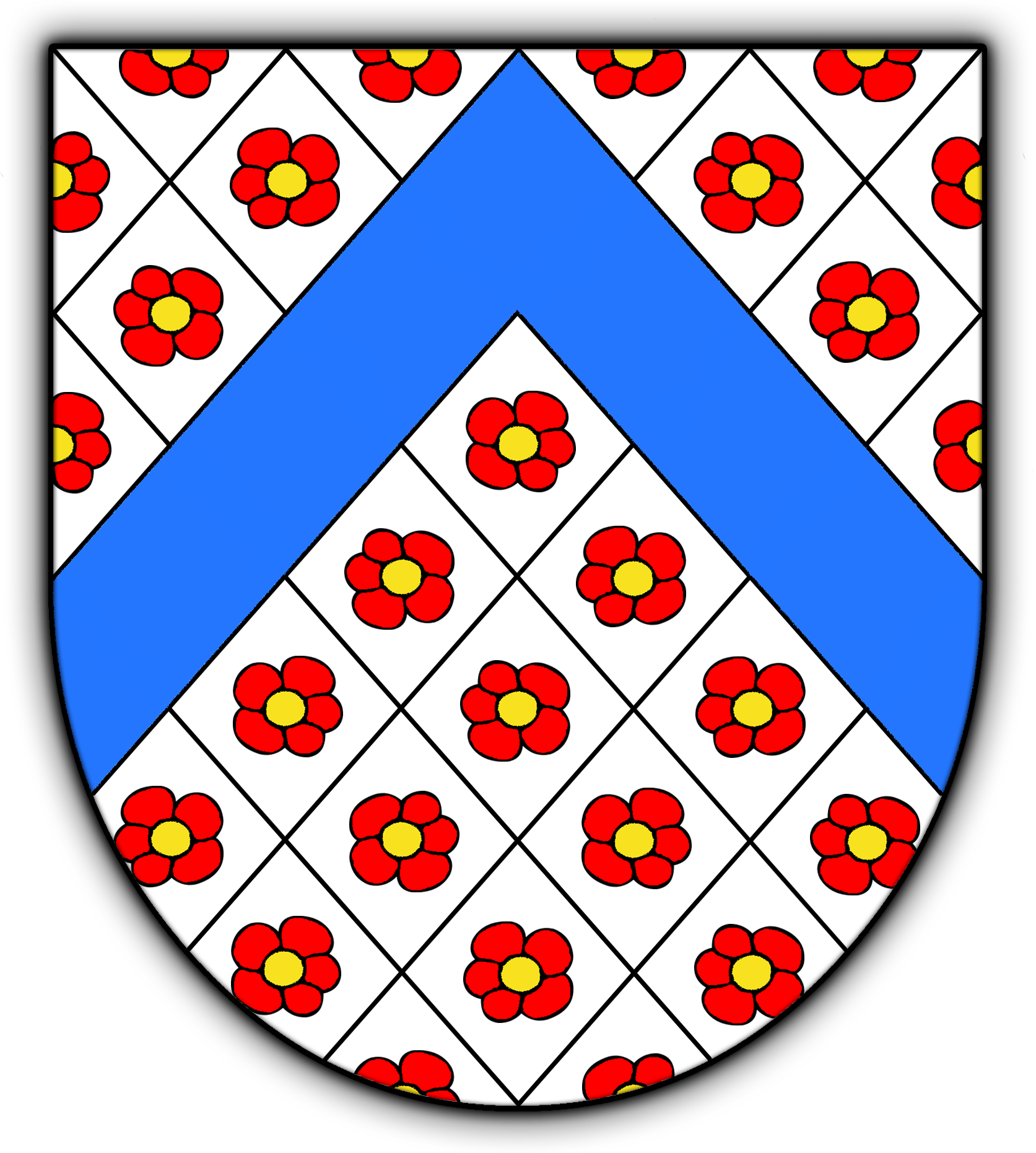
Gemeinde Nordstemmen Ortsteil Adensen
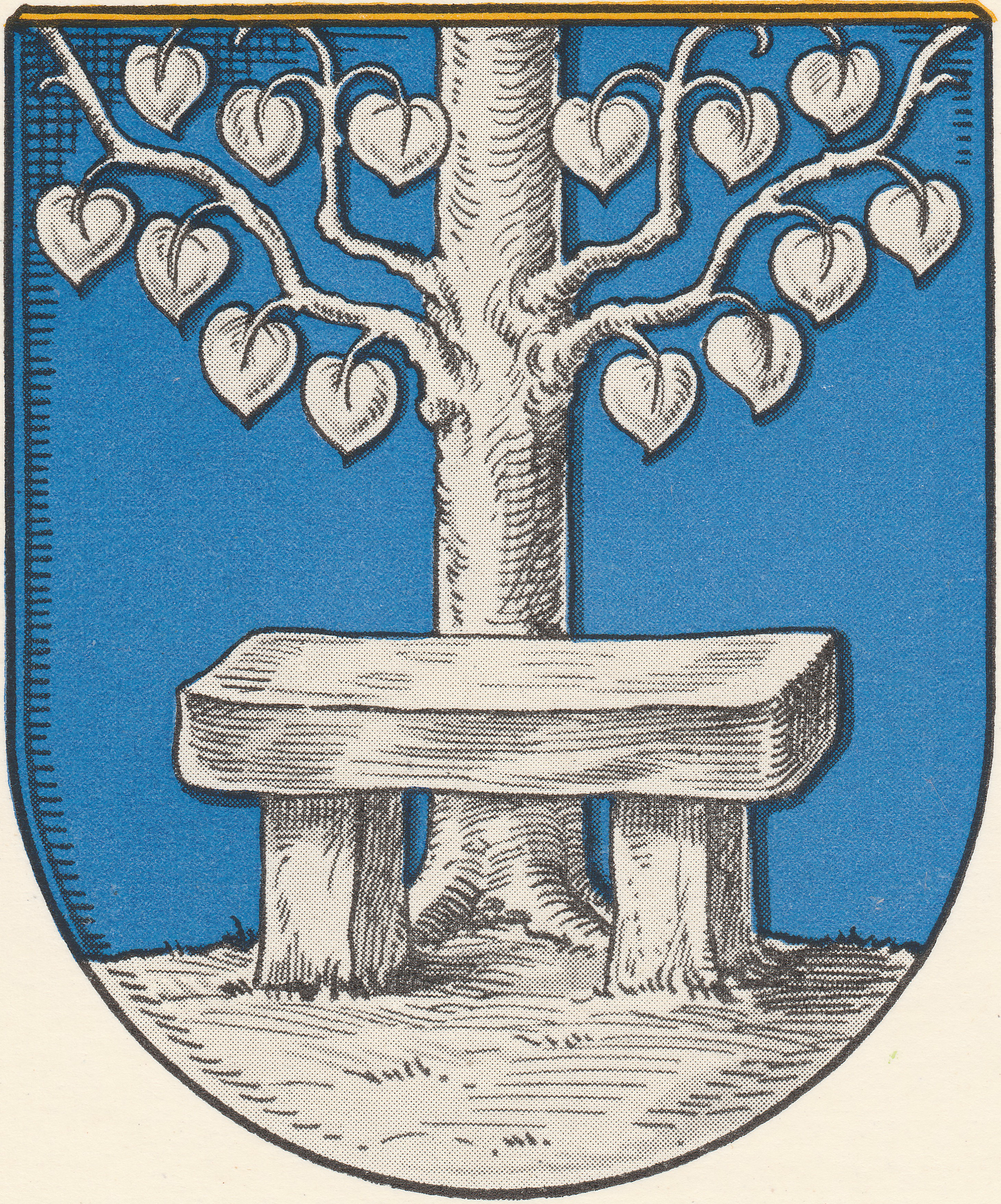
Gemeinde Sibbesse Ortsteil Adenstedt
Gemeinde Harsum Ortsteil Adlum[31]
Gemeinde Giesen Ortsteil Ahrbergen[32]
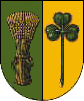
Gemeinde Sibbesse Ortsteil Almstedt
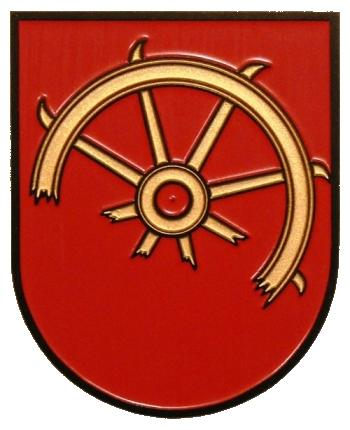
Gemeinde Harsum Ortsteil Asel

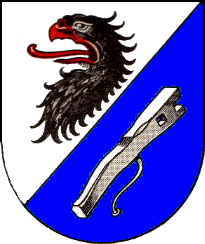
Stadt Gronau (Leine) Ortsteil Banteln
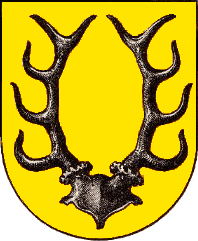
Stadt Gronau (Leine) Ortsteil Barfelde
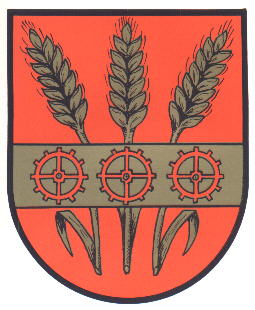
Gemeinde Nordstemmen Ortsteil Barnten
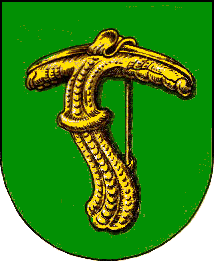
Stadt Gronau (Leine) Ortsteil Betheln
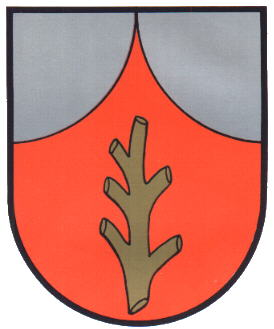
Gemeinde Algermissen Ortsteil Bledeln
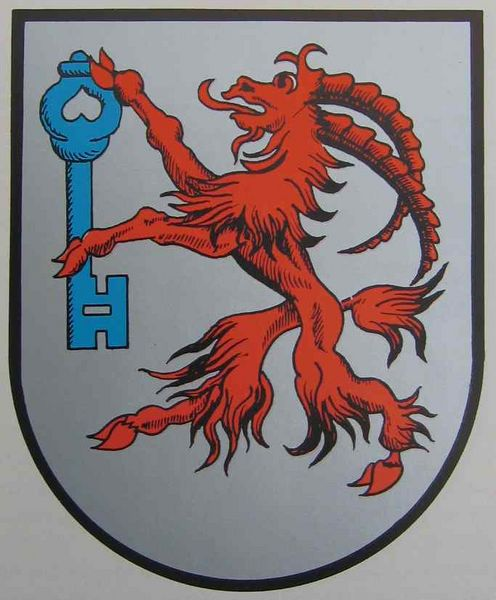
Stadt Bad Salzdetfurth Ortsteil Bodenburg
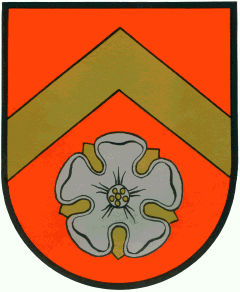
Gemeinde Söhlde Ortsteil Bettrum
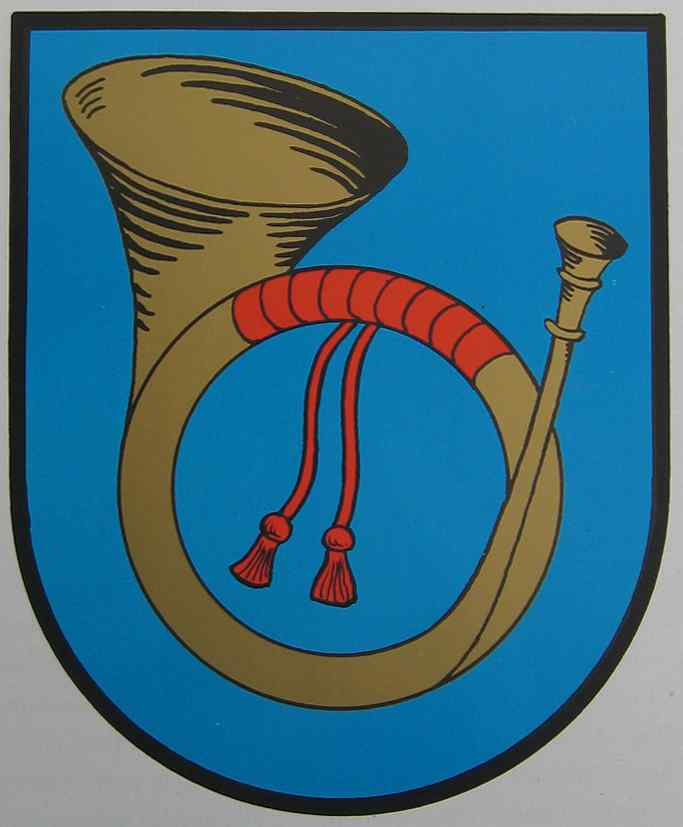
Stadt Bockenem Ortsteil Bönnien
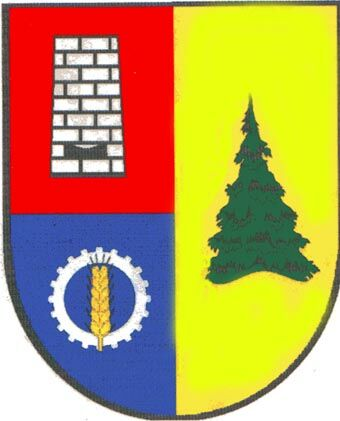
Stadt Bockenem Ortsteil Bornum
Gemeinde Harsum Ortsteil Borsum
Stadt Bad Salzdetfurth Ortsteil Breinum
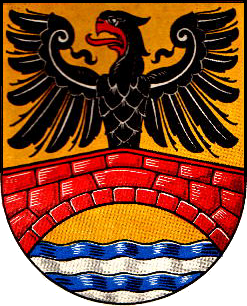
Stadt Gronau (Leine) Ortsteil Brüggen
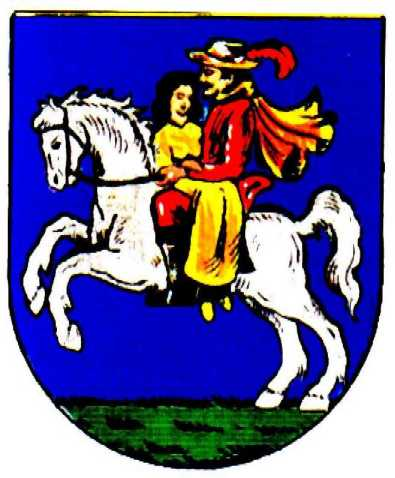
Stadt Alfeld (Leine) Ortsteil Brunkensen
Stadt Bockenem Ortsteil Bültum
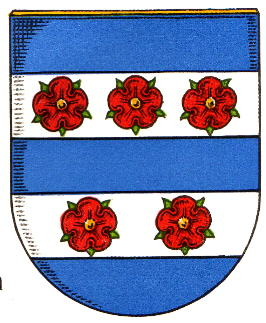
Gemeinde Nordstemmen Ortsteil Burgstemmen
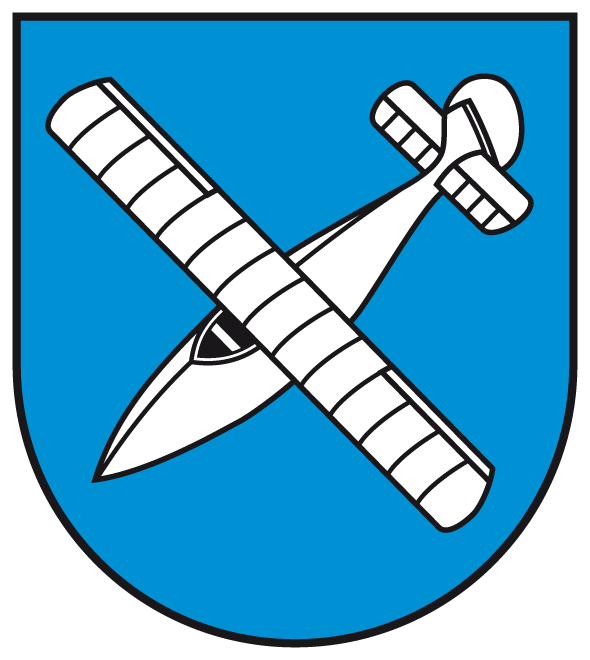
Flecken Duingen Ortsteil Capellenhagen
Flecken Duingen Ortsteil Coppengrave
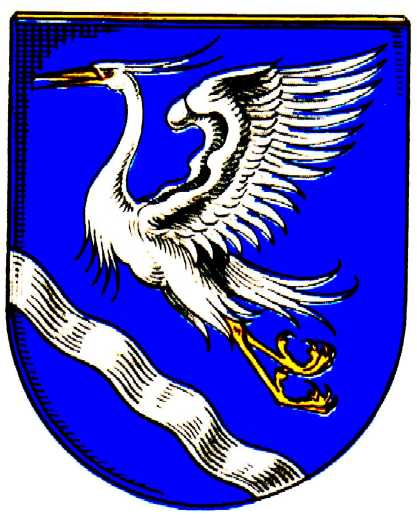
Stadt Alfeld (Leine) Ortsteil Dehnsen
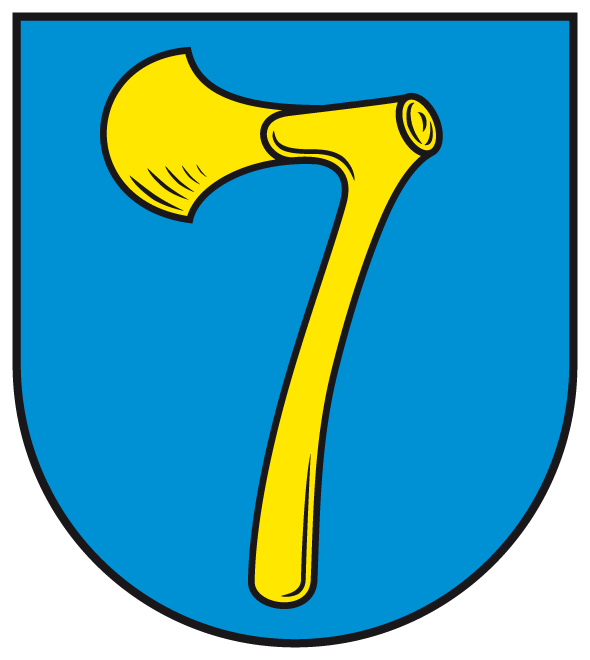
Flecken Eime Ortsteil Deilmissen
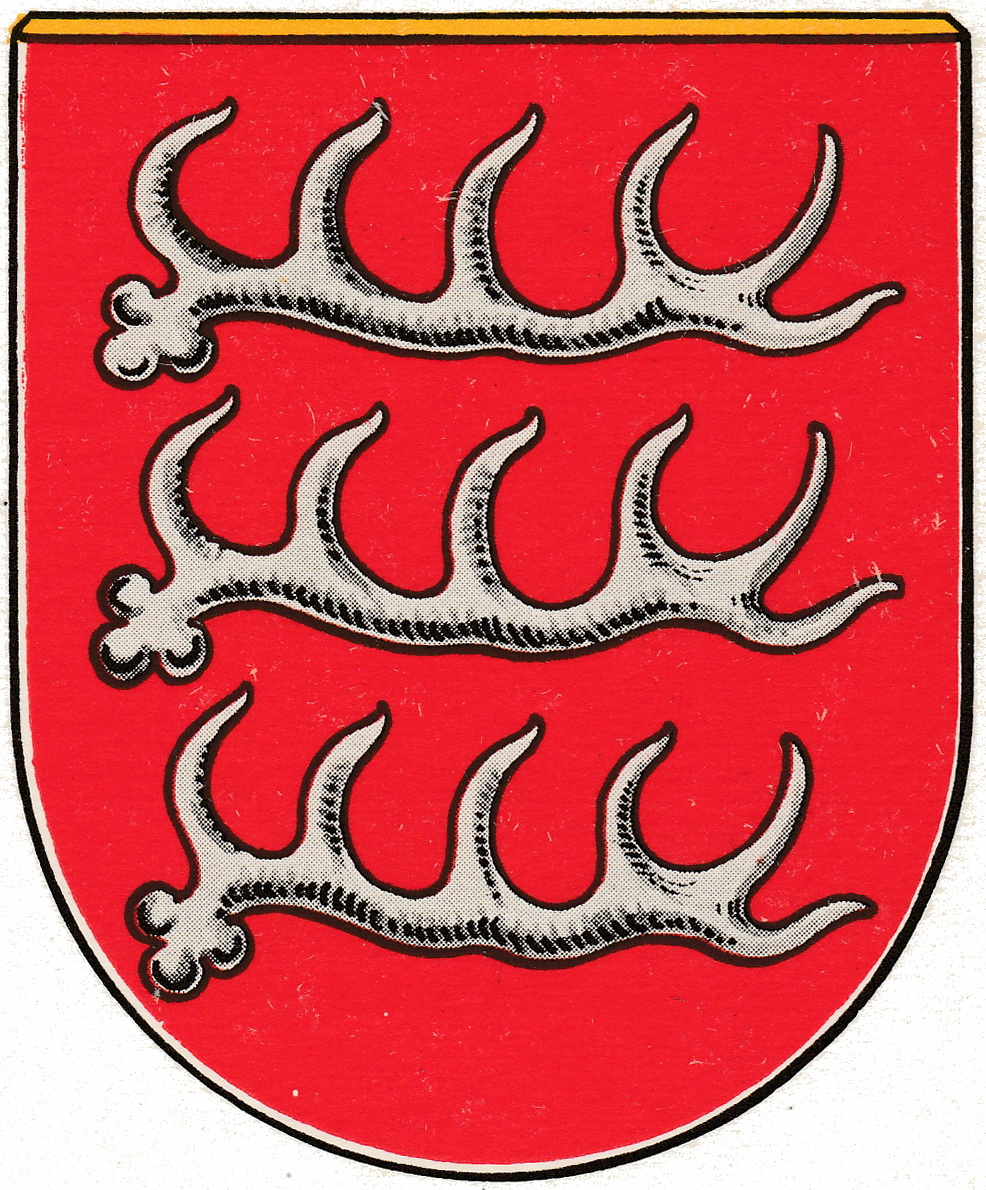
Flecken Eime Ortsteil Deinsen
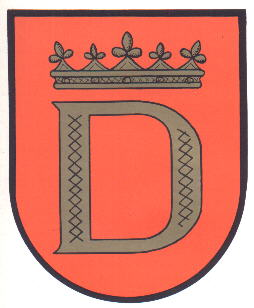
Gemeinde Holle Ortsteil Derneburg
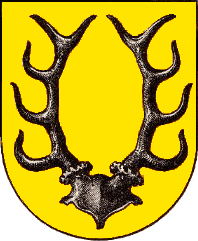
Stadt Gronau (Leine) Ortsteil Despetal
Stadt Bad Salzdetfurth Ortsteil Detfurth
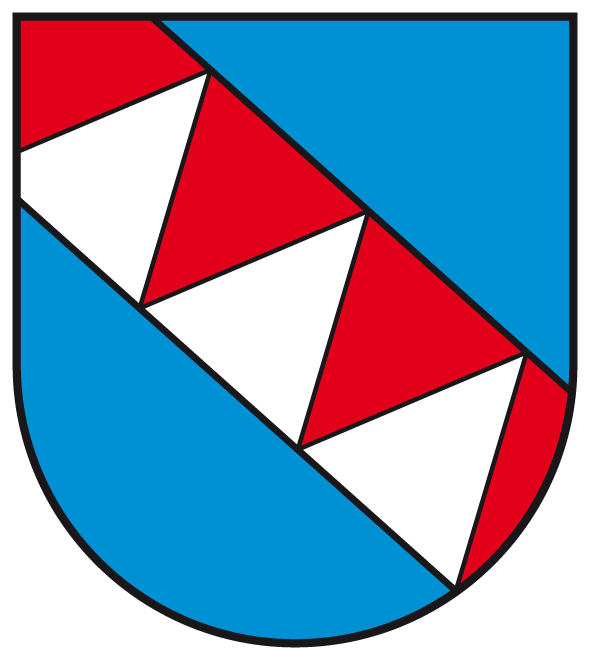
Stadt Gronau (Leine) Ortsteil Dötzum
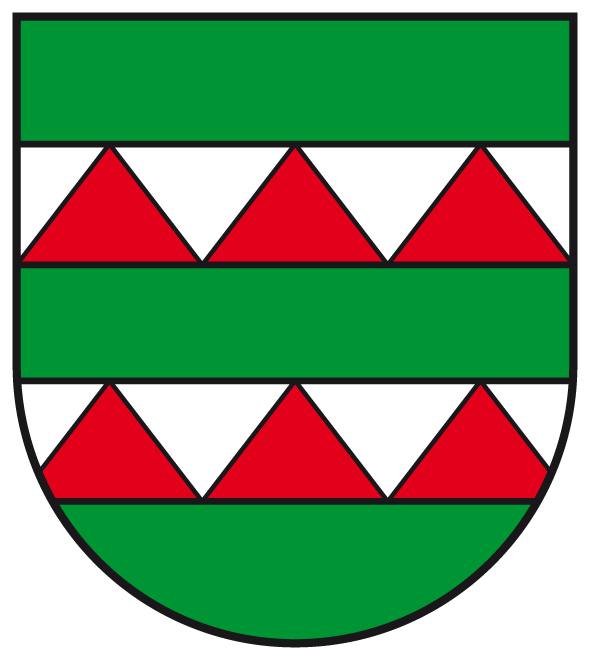
Flecken Eime Ortsteil Dunsen
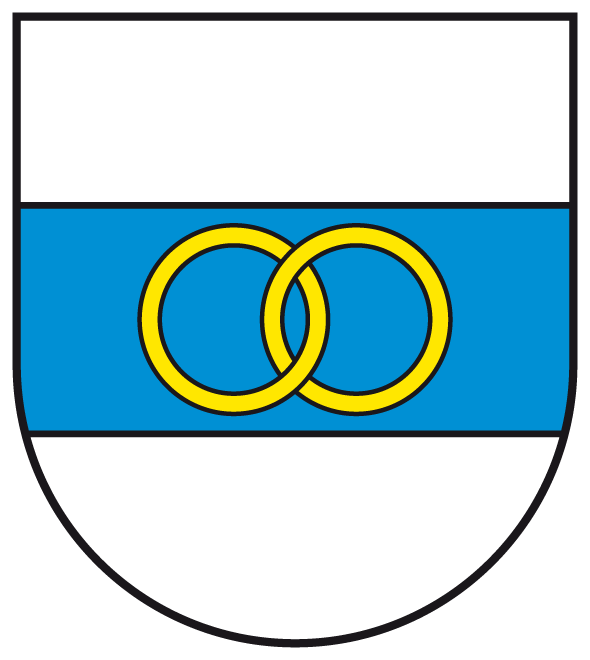
Gemeinde Sibbesse Ortsteil Eberholzen
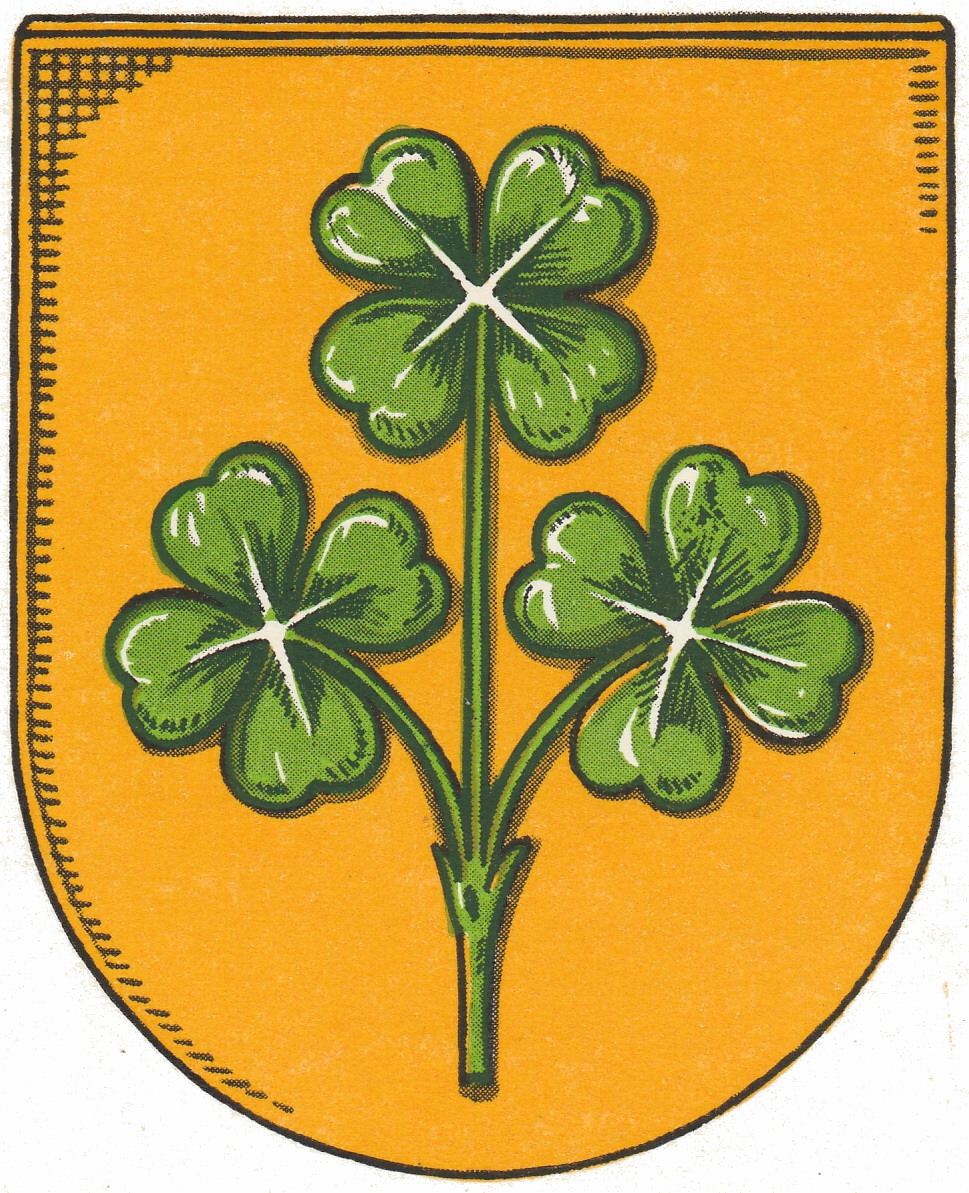
Stadt Gronau (Leine) Ortsteil Eddinghausen
Gemeinde Diekholzen Ortsteil Egenstedt
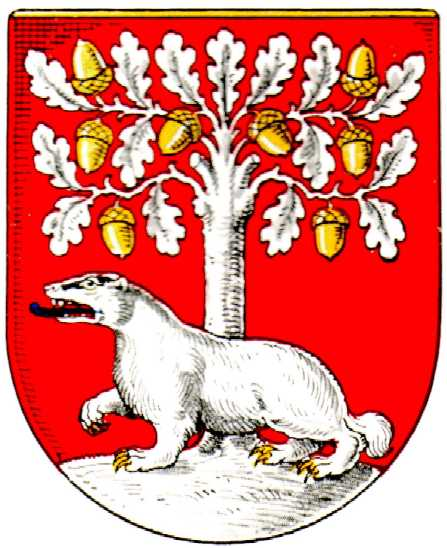
Stadt Alfeld (Leine) Ortsteil Eimsen
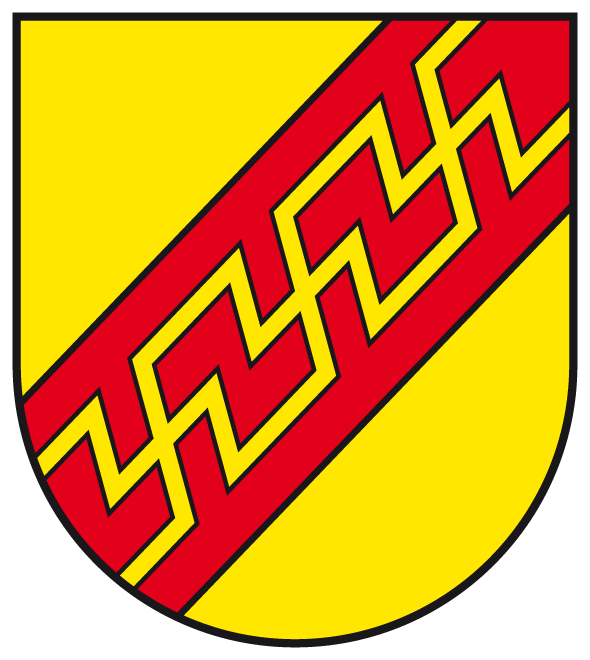
Stadt Gronau (Leine) Ortsteil Eitzum
Gemeinde Giesen Ortsteil Emmerke
Stadt Elze Ortsteil Esbeck
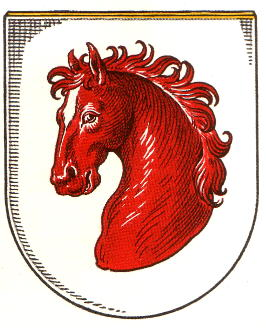
Gemeinde Lamspringe Ortsteil Evensen
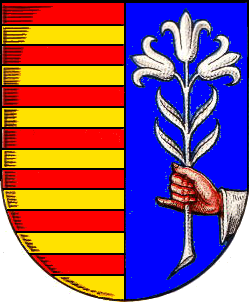
Gemeinde Freden (Leine) Ortsteil Everode
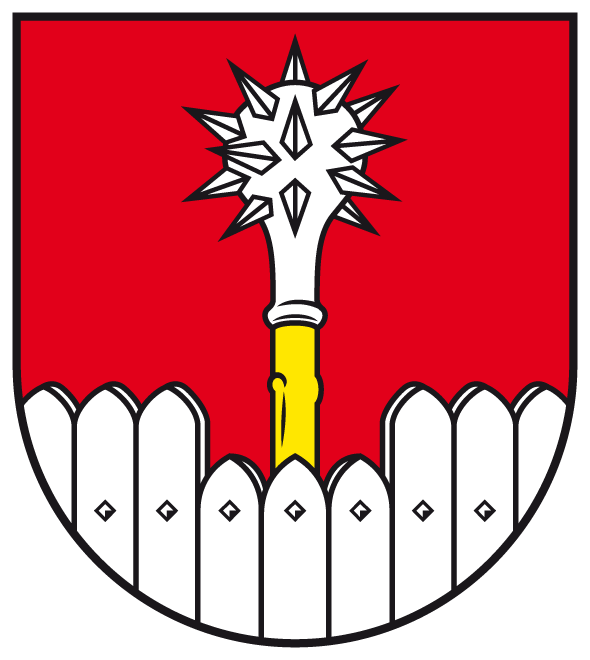
Gemeinde Freden (Leine) Ortsteil Eyershausen
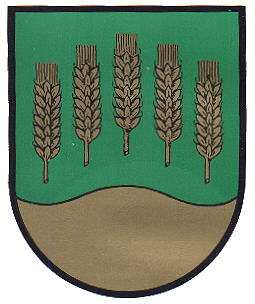
Gemeinde Söhlde Ortsteil Feldbergen
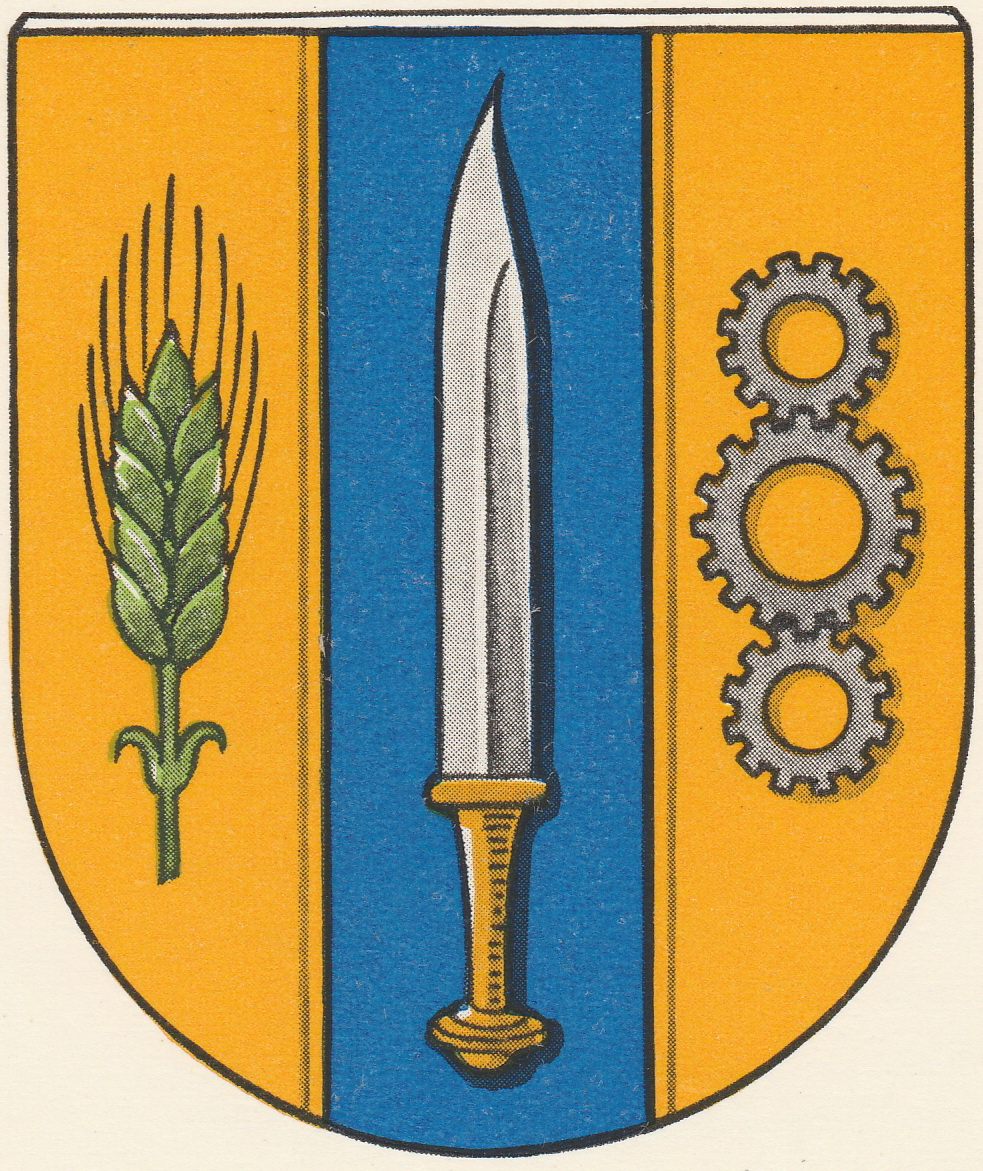
Stadt Alfeld (Leine) Ortsteil Föhrste
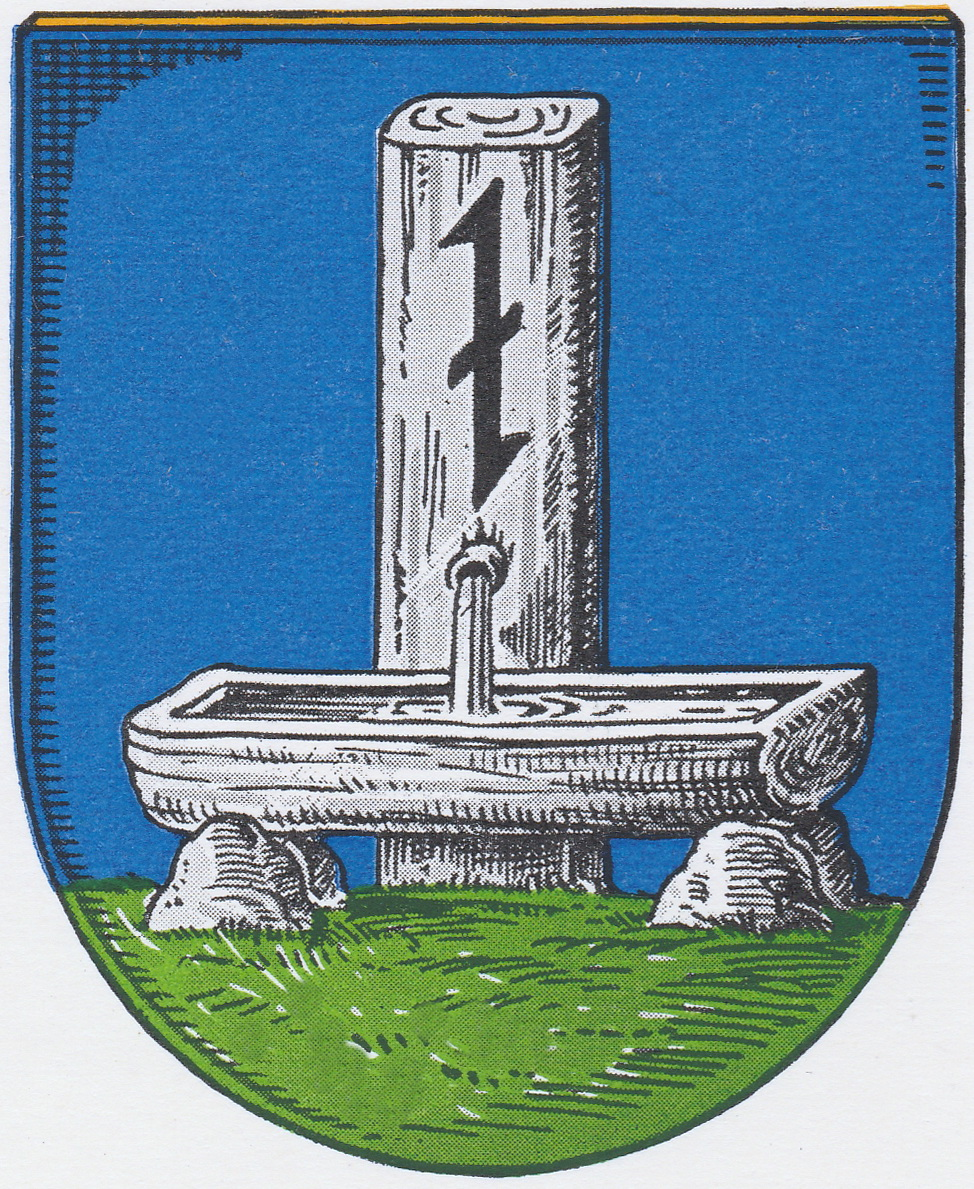
Flecken Duingen Ortsteil Fölziehausen
Gemeinde Schellerten Ortst. Garmissen-Garbolzum
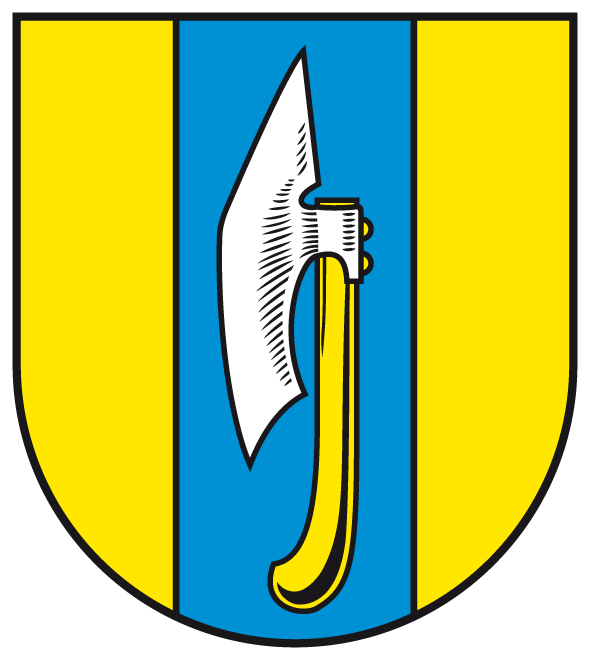
Stadt Alfeld (Leine) Ortsteil Gerzen
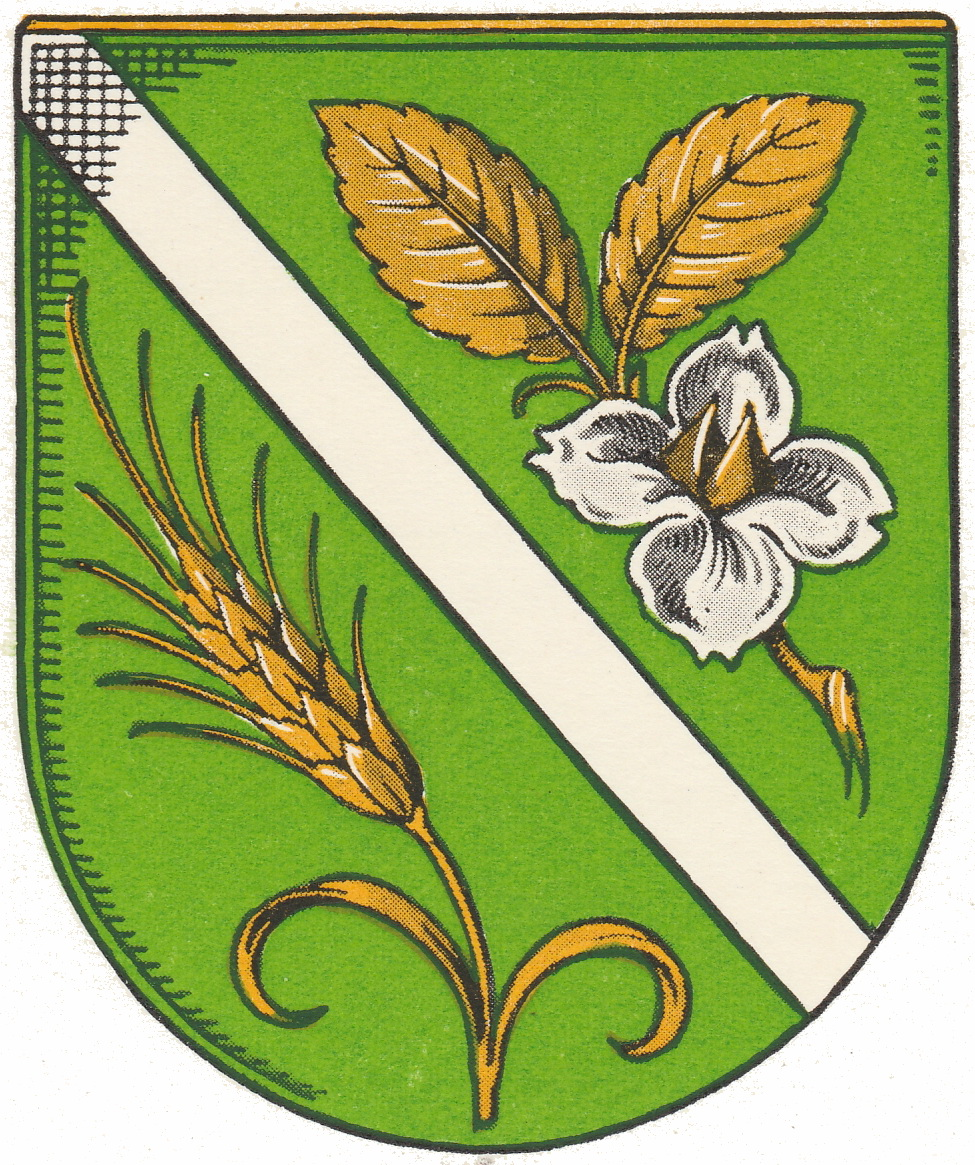
Gemeinde Sibbesse Ortsteil Grafelde
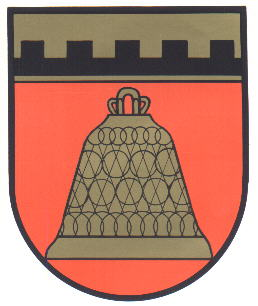
Gemeinde Holle Ortsteil Grasdorf
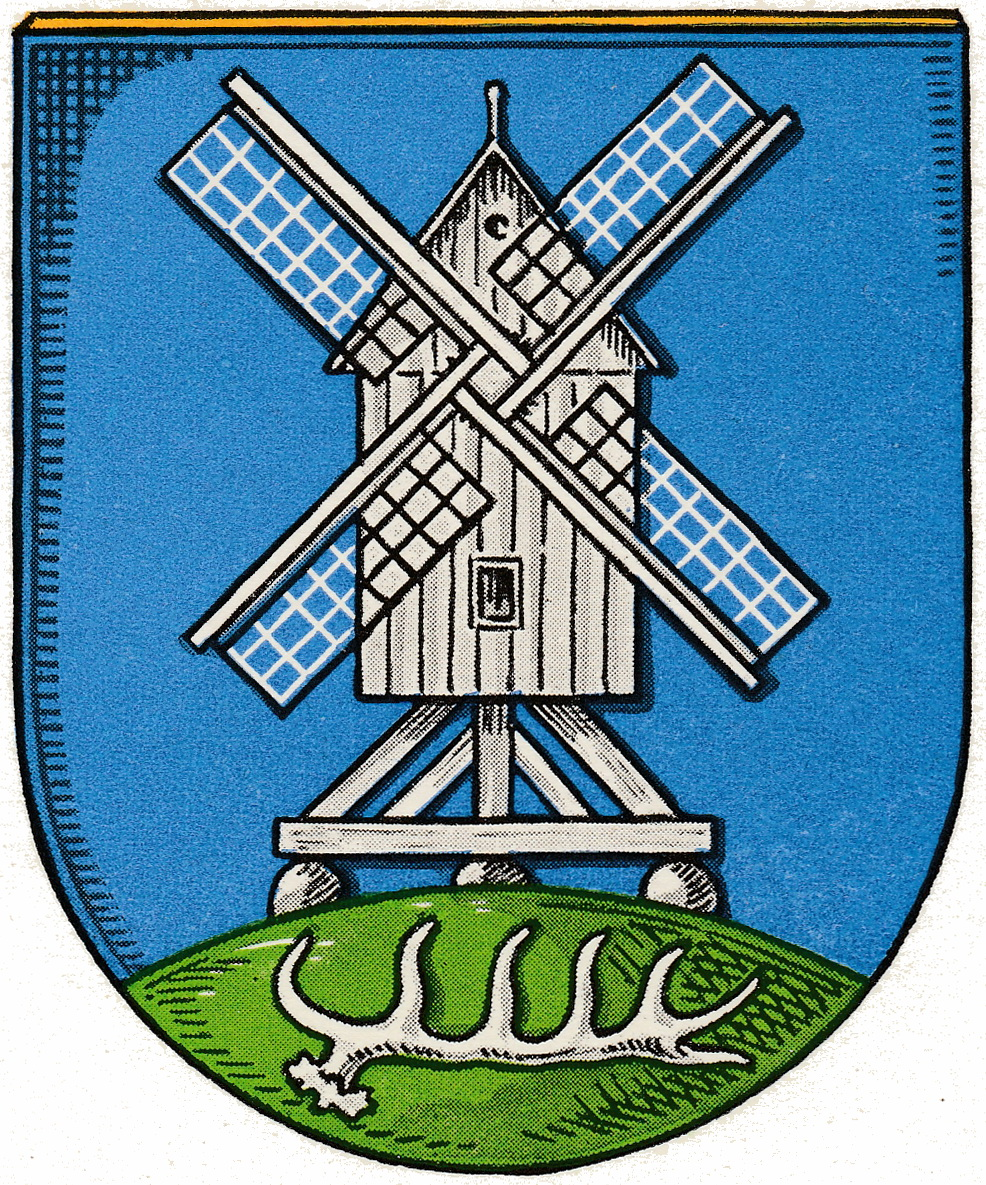
Gemeinde Woltershausen Ortsteil Graste
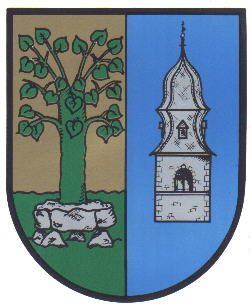
Stadt Bad Salzdetfurth Ortsteil Groß Düngen
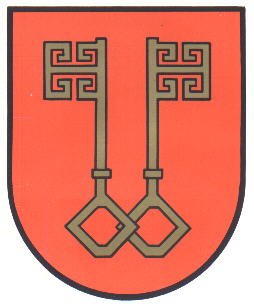
Gemeinde Nordstemmen Ortsteil Groß Escherde
Gemeinde Giesen Ortsteil Groß Förste
Gemeinde Giesen Ortsteil Groß Giesen
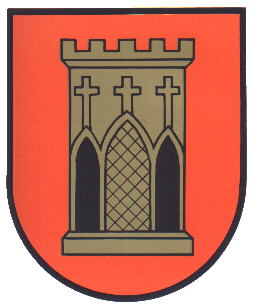
Gemeinde Söhlde Ortsteil Groß Himstedt
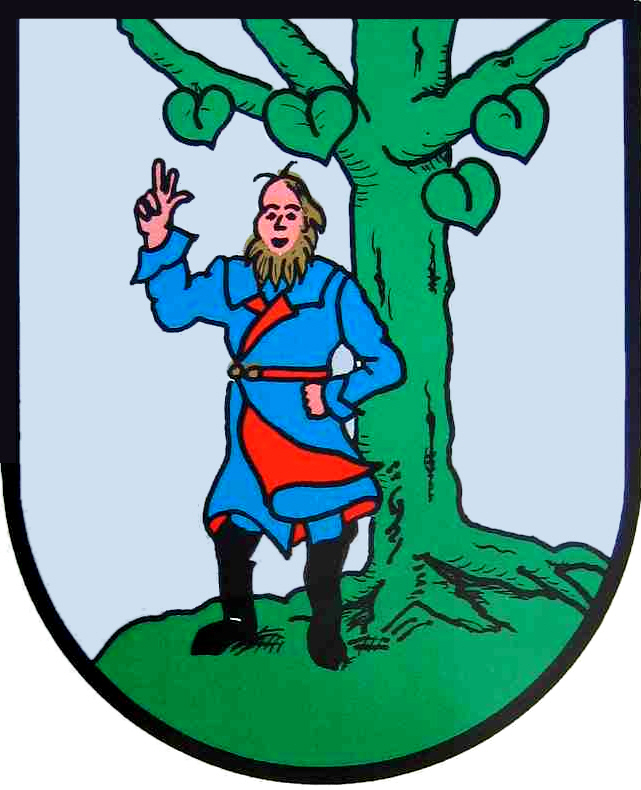
Stadt Bockenem Ortsteil Groß Ilde
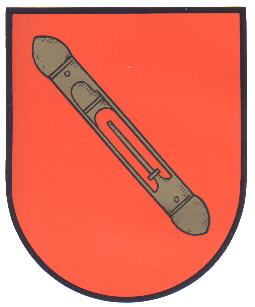
Gemeinde Algermissen Ortsteil Groß Lobke
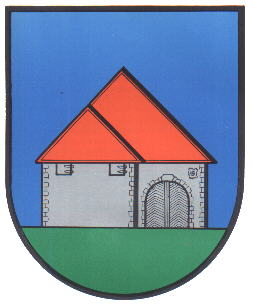
Gemeinde Holle Ortsteil Hackenstedt
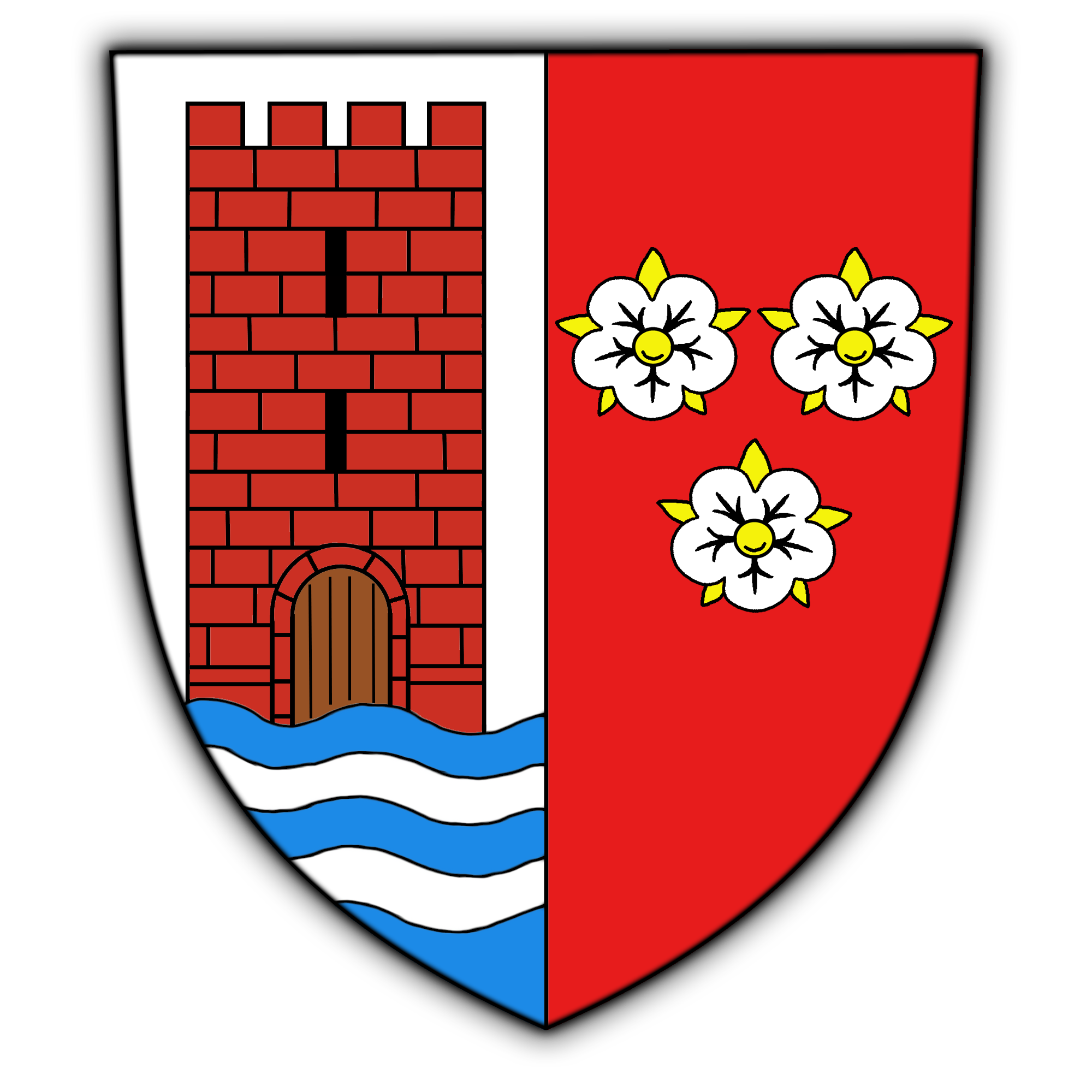
Gemeinde Nordstemmen Ortsteil Hallerburg
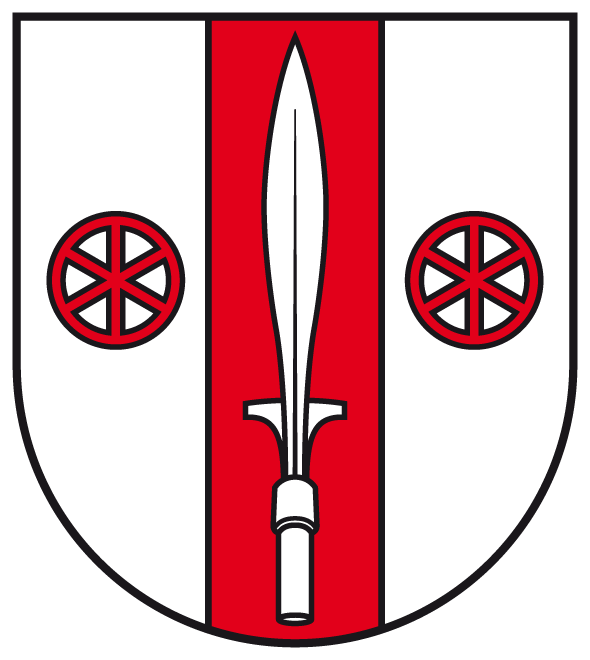
Gemeinde Lamspringe Ortsteil Harbarnsen
Gemeinde Harsum Ortsteil Harsum
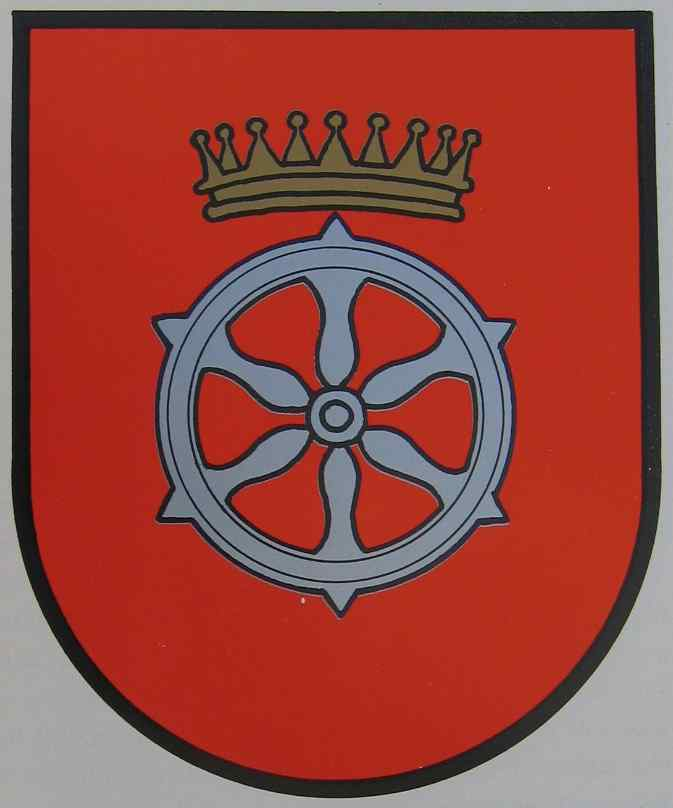
Stadt Bockenem Ortsteil Hary
Gemeinde Giesen Ortsteil Hasede
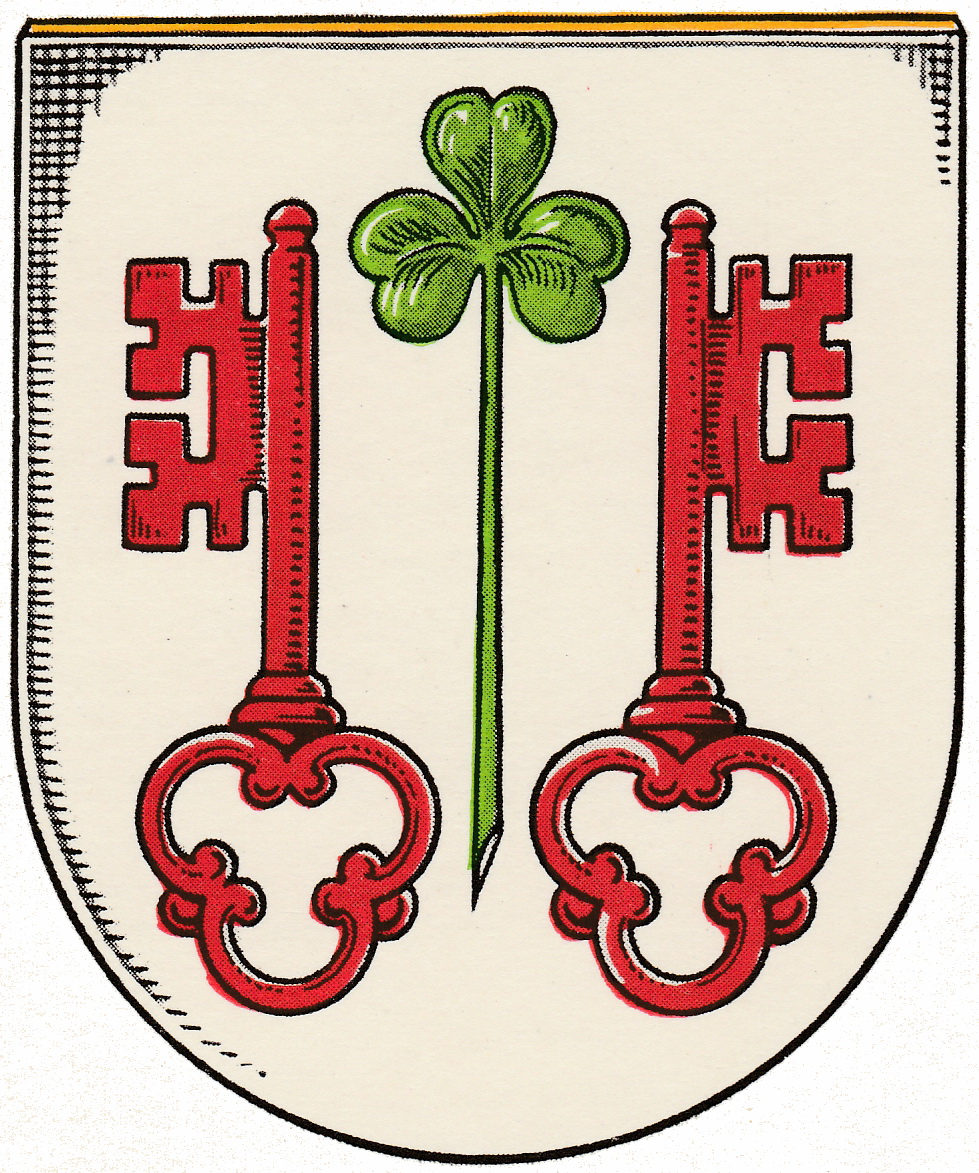
Stadt Gronau (Leine) Ortsteil Haus Escherde
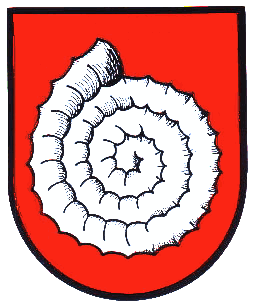
Gemeinde Holle Ortsteil Heersum
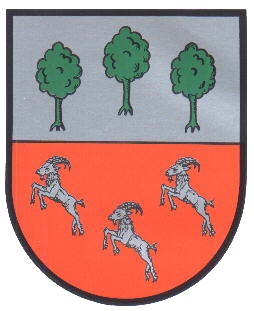
Stadt Bad Salzdetfurth Ortsteil Heinde
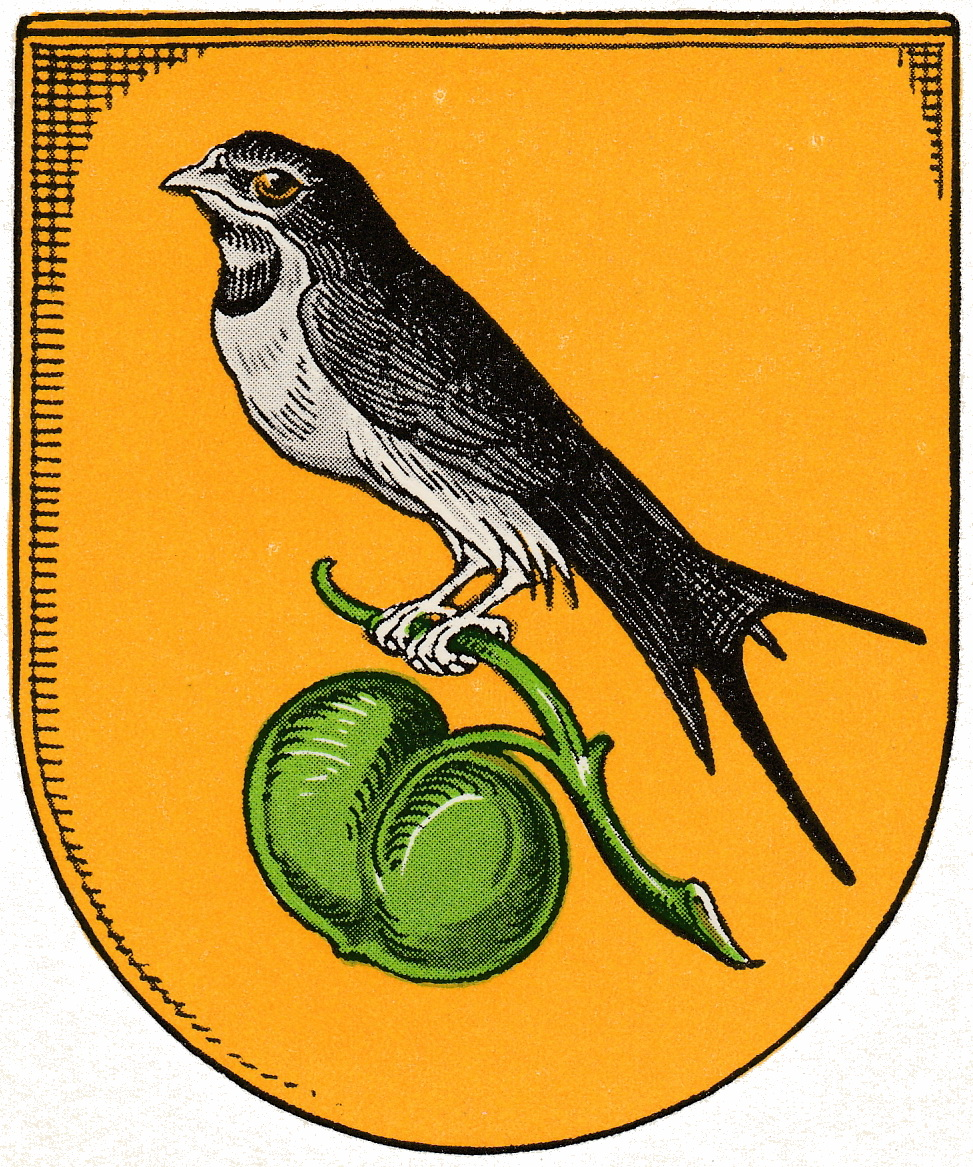
Stadt Gronau (Leine) Ortsteil Heinum
Stadt Sarstedt Ortsteil Heisede
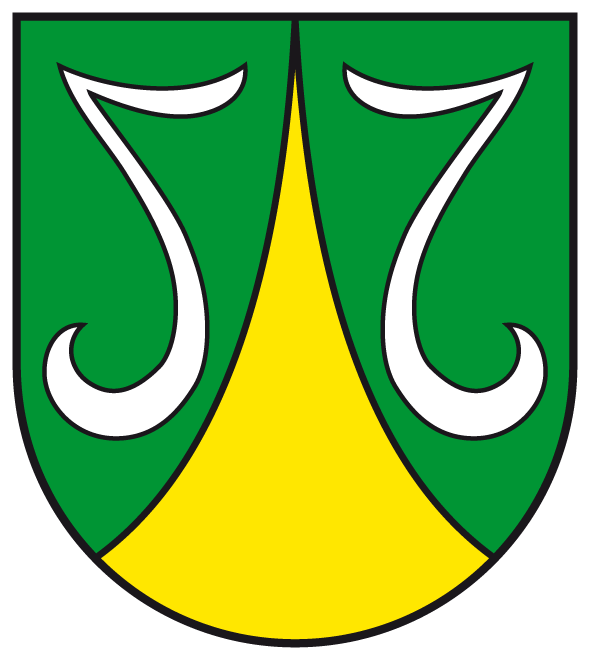
Gemeinde Nordstemmen Ortsteil Heyersum
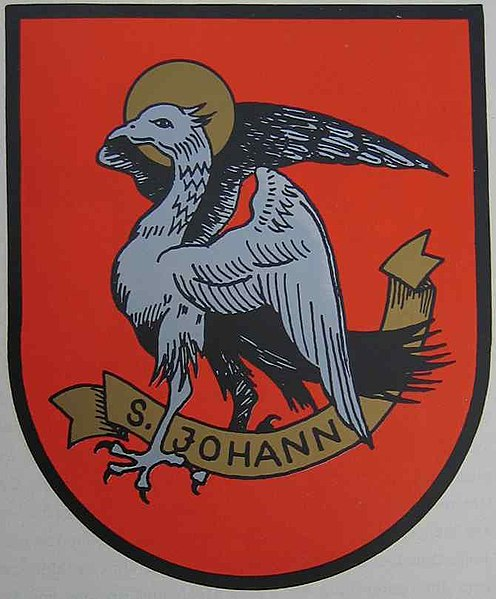
Stadt Bad Salzdetfurth Ortsteil Hockeln
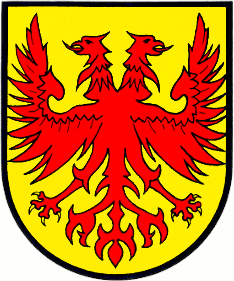
Gemeinde Söhlde Ortsteil Hoheneggelsen
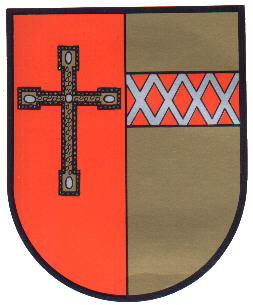
Gemeinde Harsum Ortsteil Hönnersum
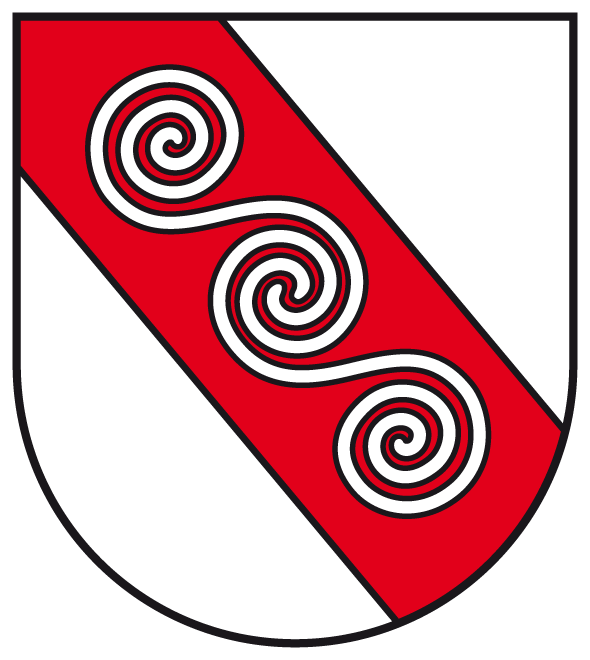
Gemeinde Sibbesse Ortsteil Hönze
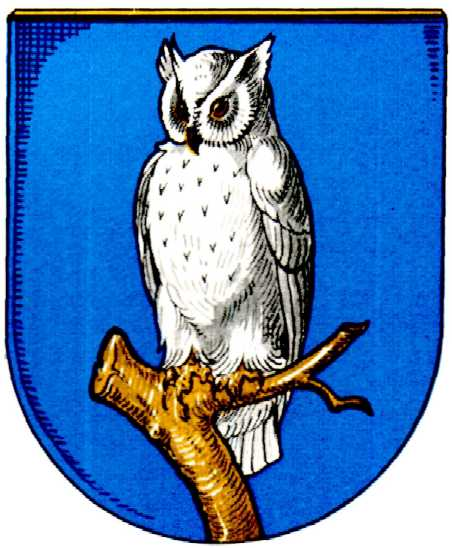
Stadt Alfeld (Leine) Ortsteil Hörsum
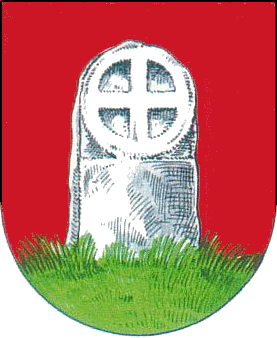
Flecken Duingen Ortsteil Hoyershausen
Gemeinde Harsum Ortsteil Hüddessum
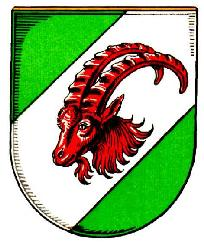
Stadt Alfeld (Leine) Ortsteil Imsen
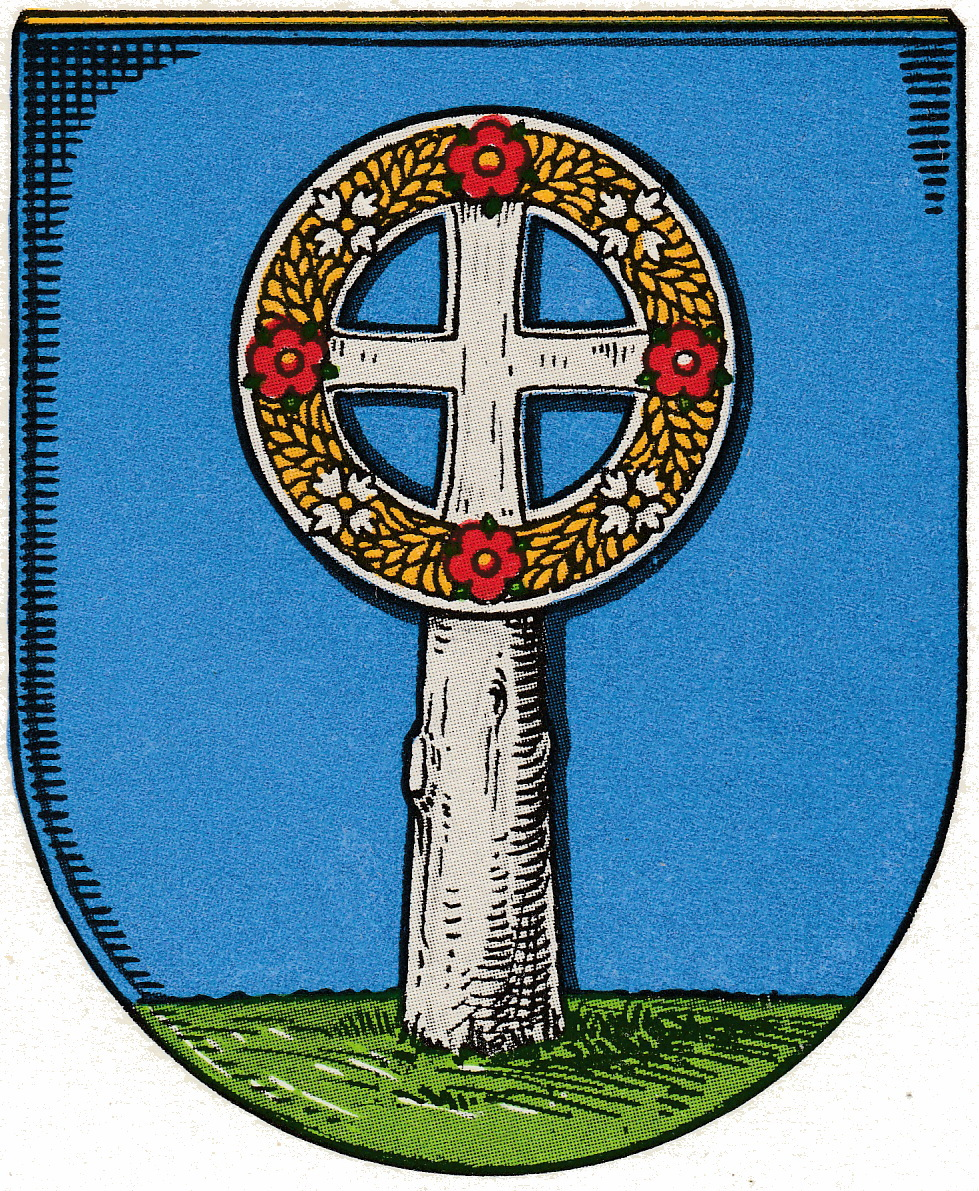
Gemeinde Lamspringe Ortsteil Irmenseul
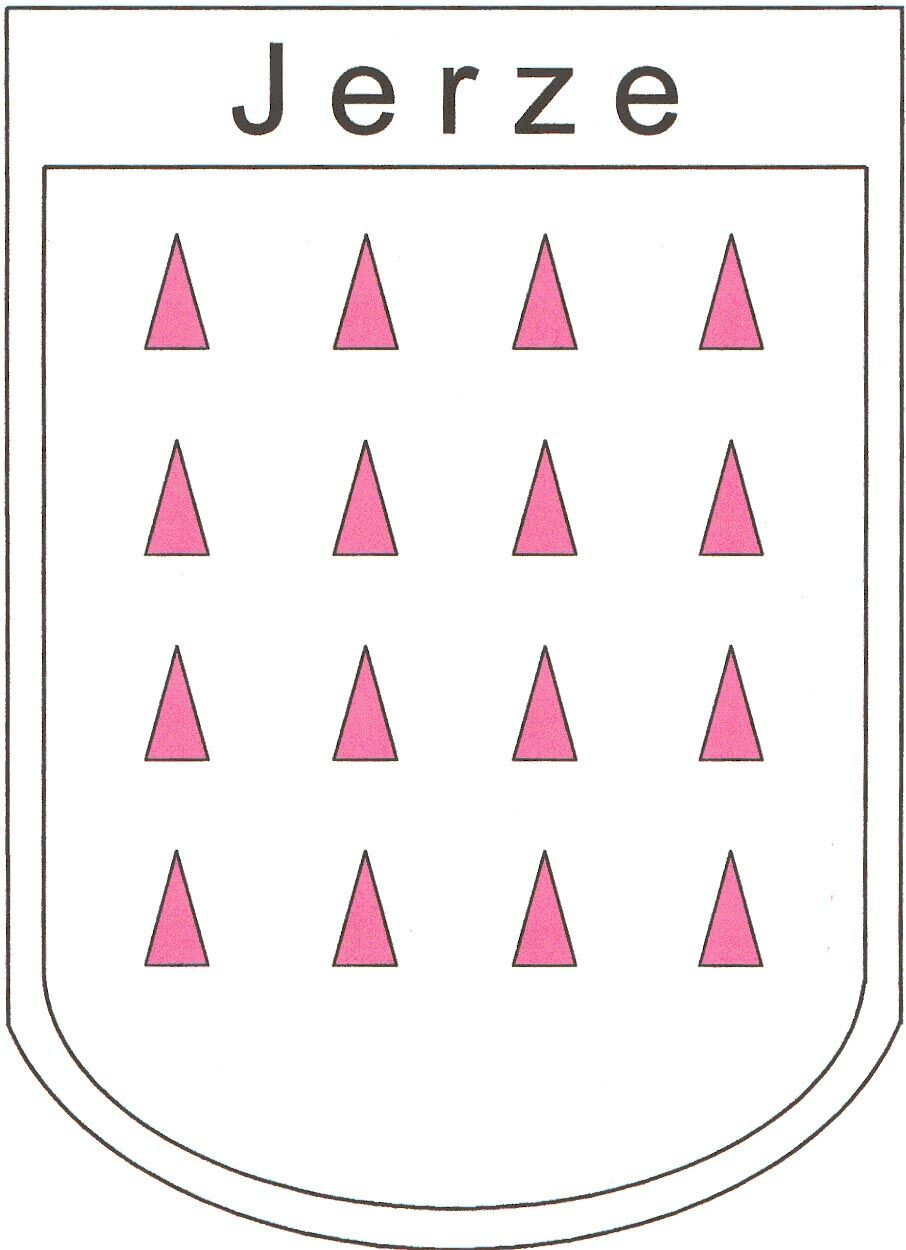
Stadt Bockenem Ortsteil Jerze
Gemeinde Schellerten Ortsteil Kemme
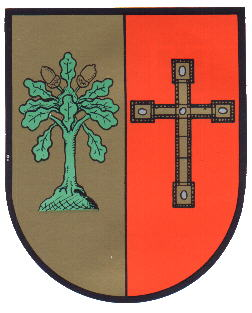
Stadt Bad Salzdetfurth Ortsteil Klein Düngen
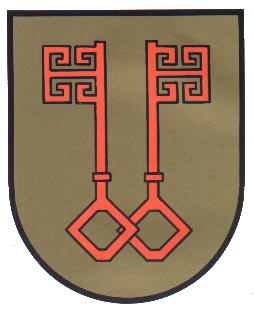
Gemeinde Nordstemmen Ortsteil Klein Escherde
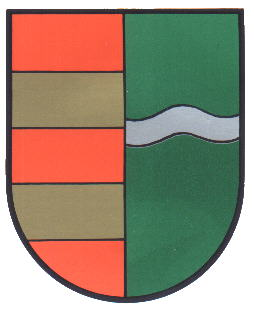
Gemeinde Harsum Ortsteil Klein Förste
Gemeinde Giesen Ortsteil Klein Giesen
Gemeinde Söhlde Ortsteil Klein Himstedt
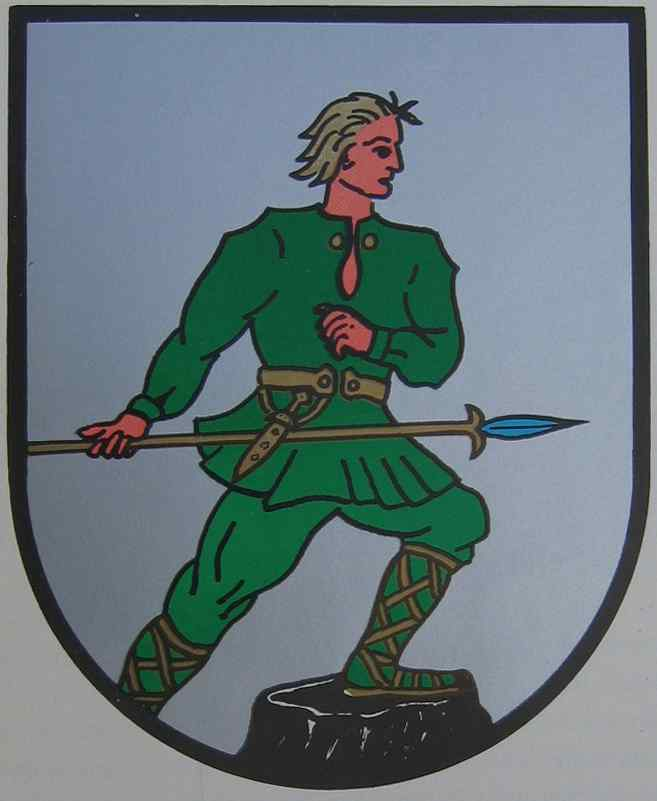
Stadt Bockenem Ortsteil Klein Ilde
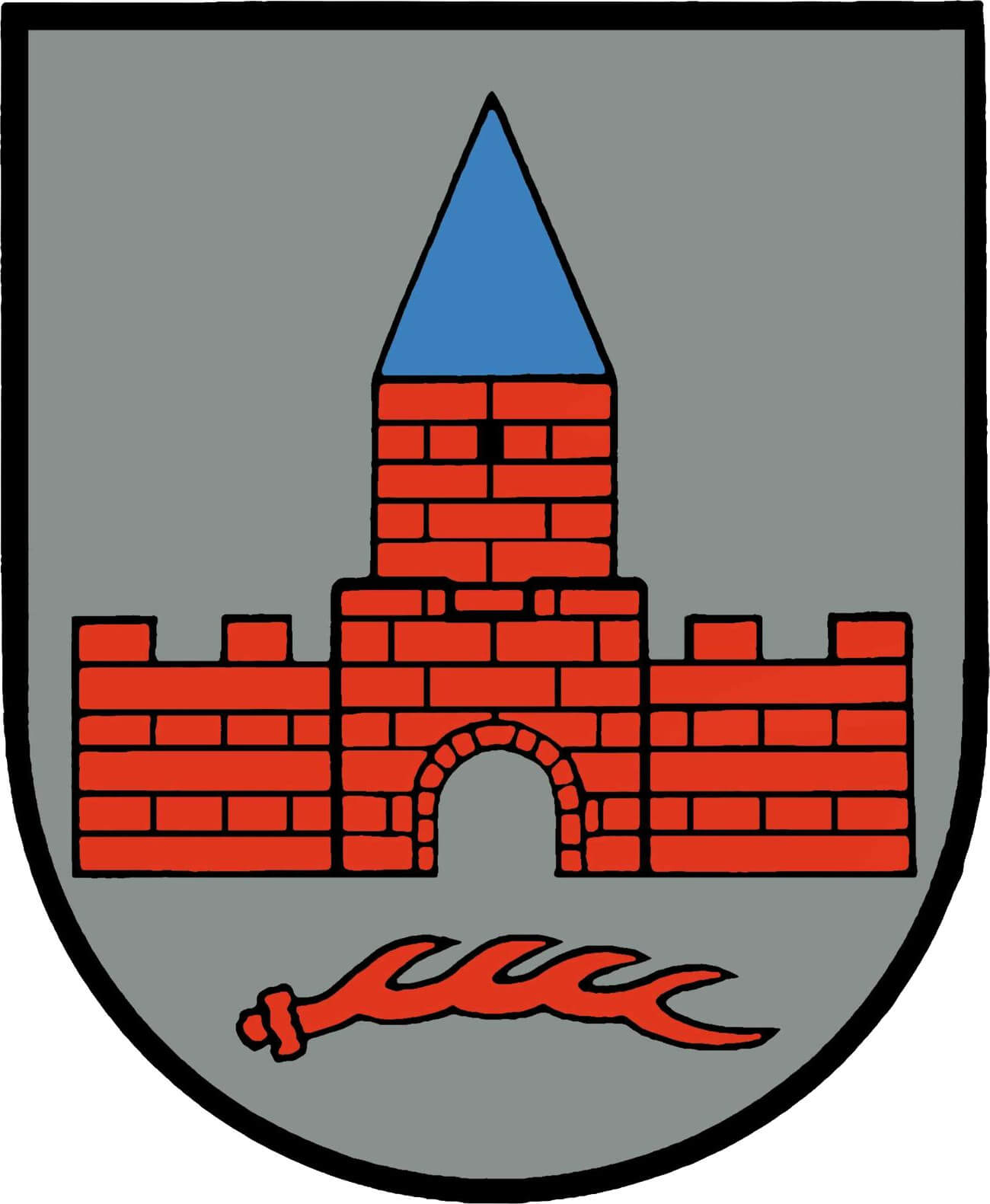
Stadt Bockenem Ortsteil Königsdahlum
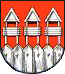
Flecken Freden (Leine) Ortsteil Landwehr
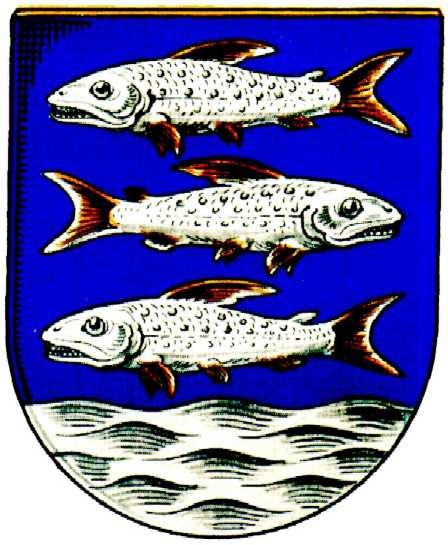
Stadt Alfeld (Leine) Ortsteil Langenholzen
Stadt Bad Salzdetfurth Ortsteil Lechstedt
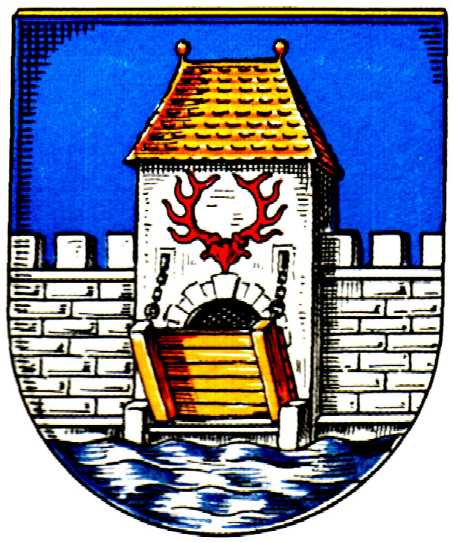
Stadt Alfeld (Leine) Ortsteil Limmer
Stadt Bad Salzdetfurth Ortsteil Listringen
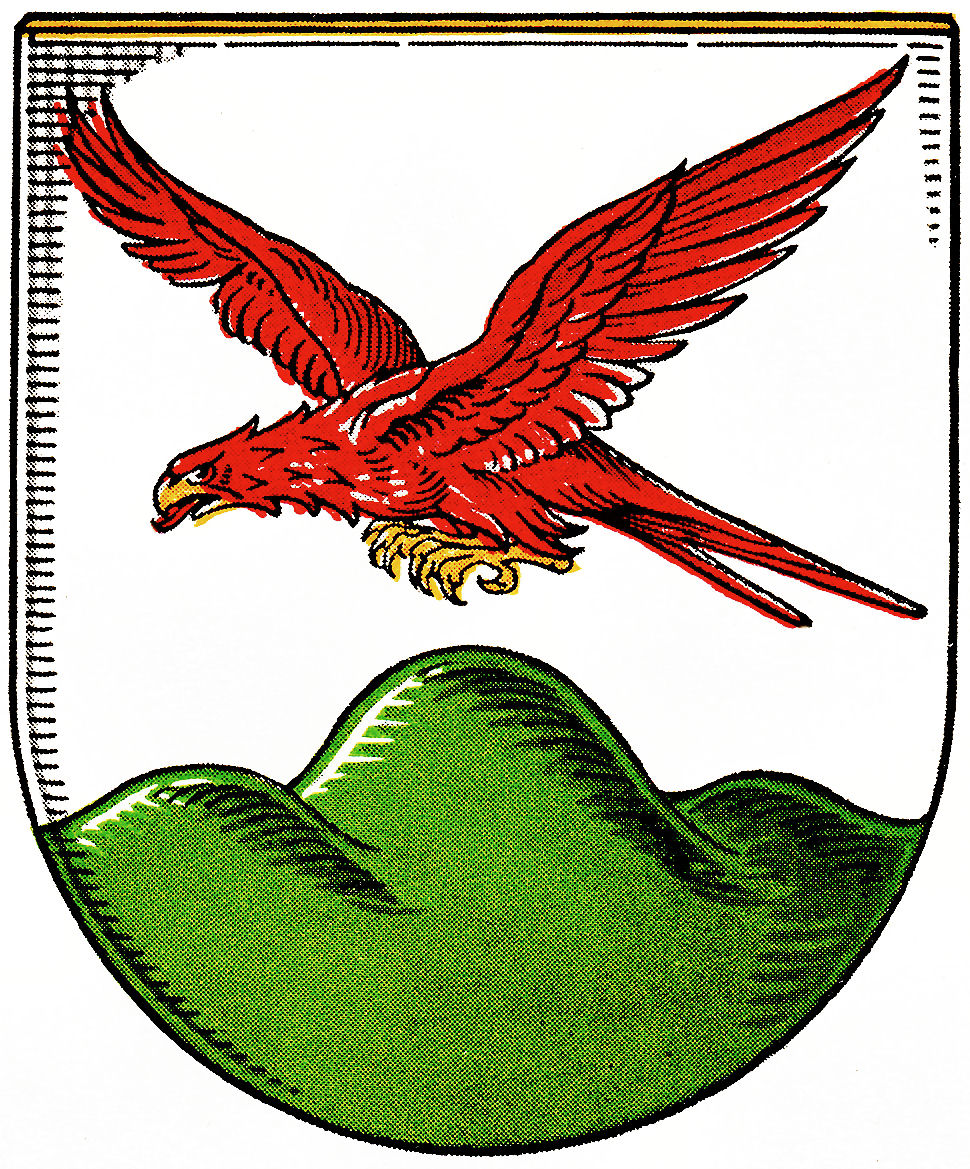
Flecken Duingen Ortsteil Lübbrechtsen
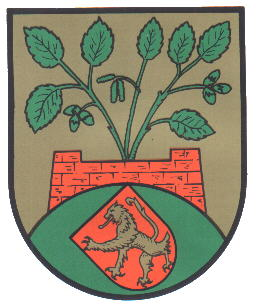
Gemeinde Algermissen Ortsteil Lühnde
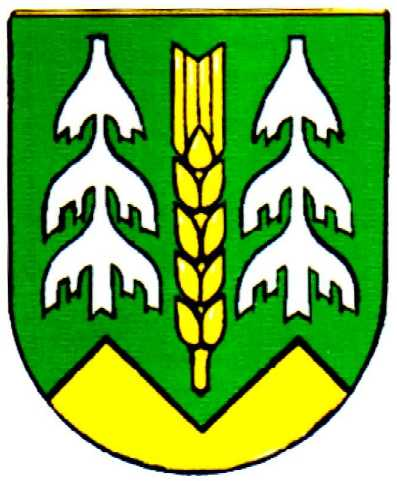
Stadt Alfeld (Leine) Ortsteil Lütgenholzen
Gemeinde Harsum Ortsteil Machtsum
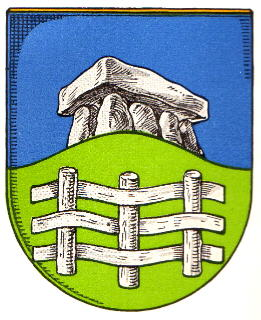
Gemeinde Nordstemmen Ortsteil Mahlerten
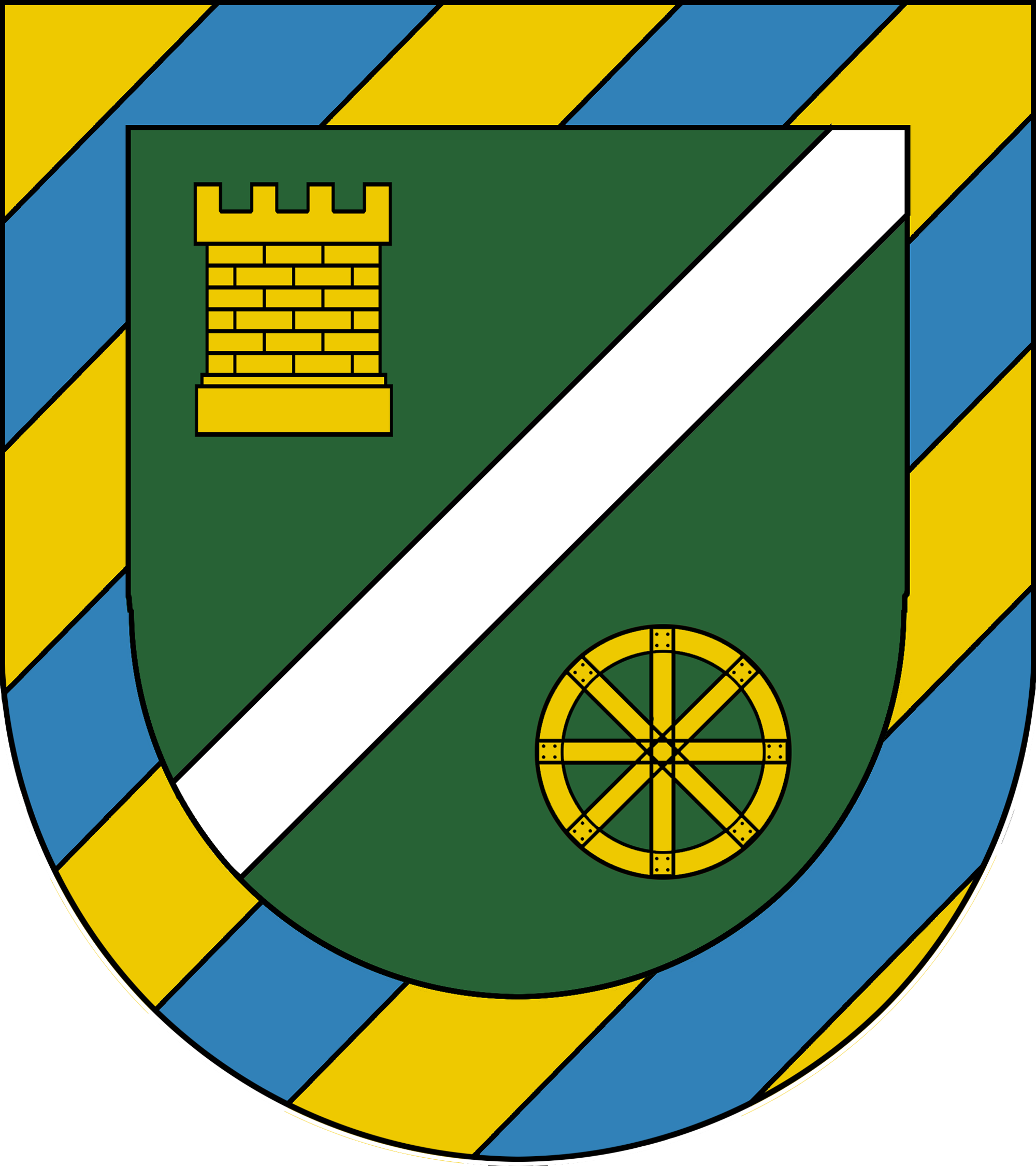
Stadt Bockenem Ortsteil Mahlum
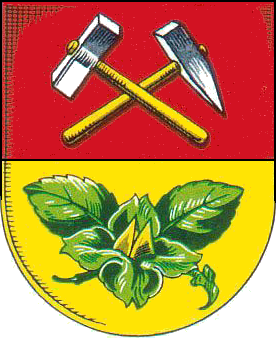
Flecken Duingen Ortsteil Marienhagen
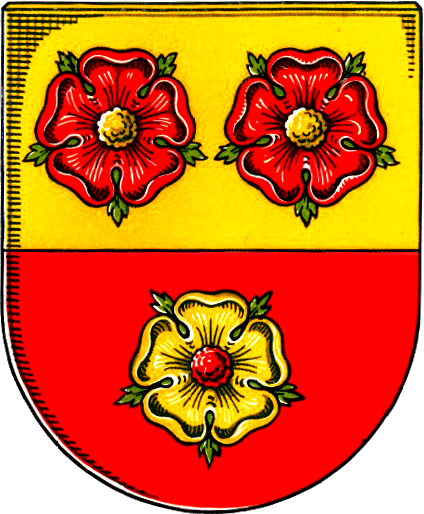
Stadt Elze Ortsteil Mehle
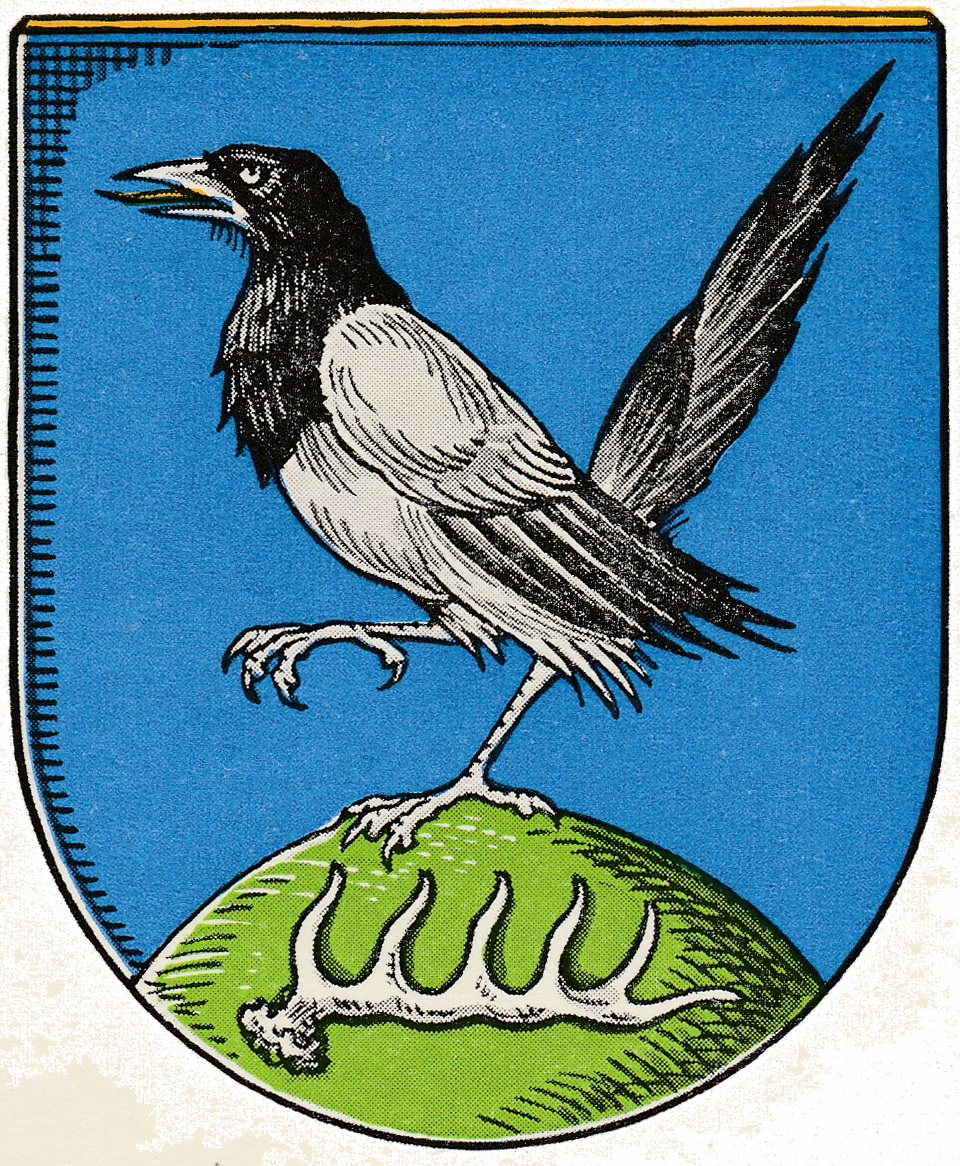
Gemeinde Freden Ortsteil Meimerhausen
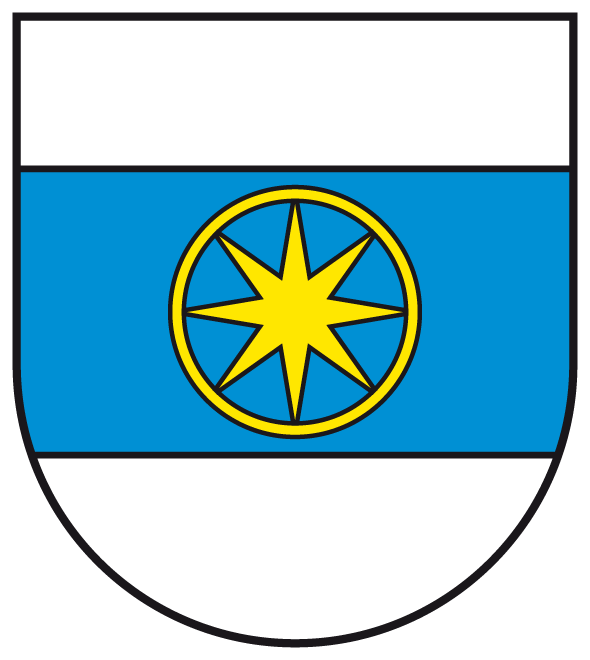
Gemeinde Sibbesse Ortsteil Möllensen
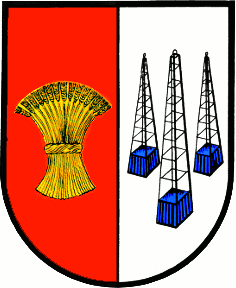
Gemeinde Söhlde Ortsteil Mölme
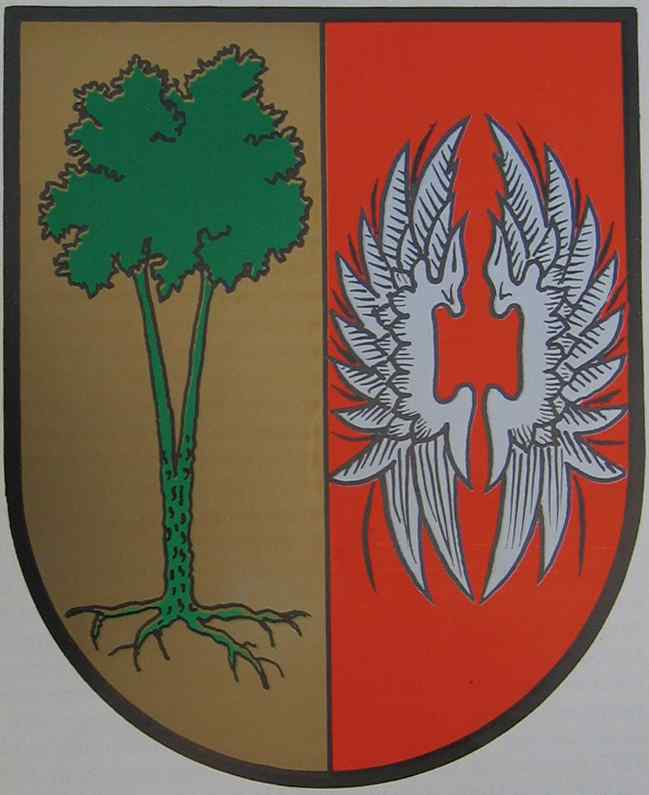
Stadt Bockenem Ortsteil Nette
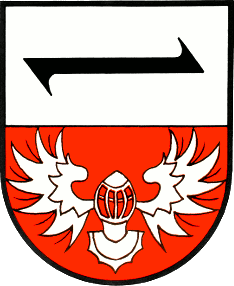
Gemeinde Söhlde Ortsteil Nettlingen
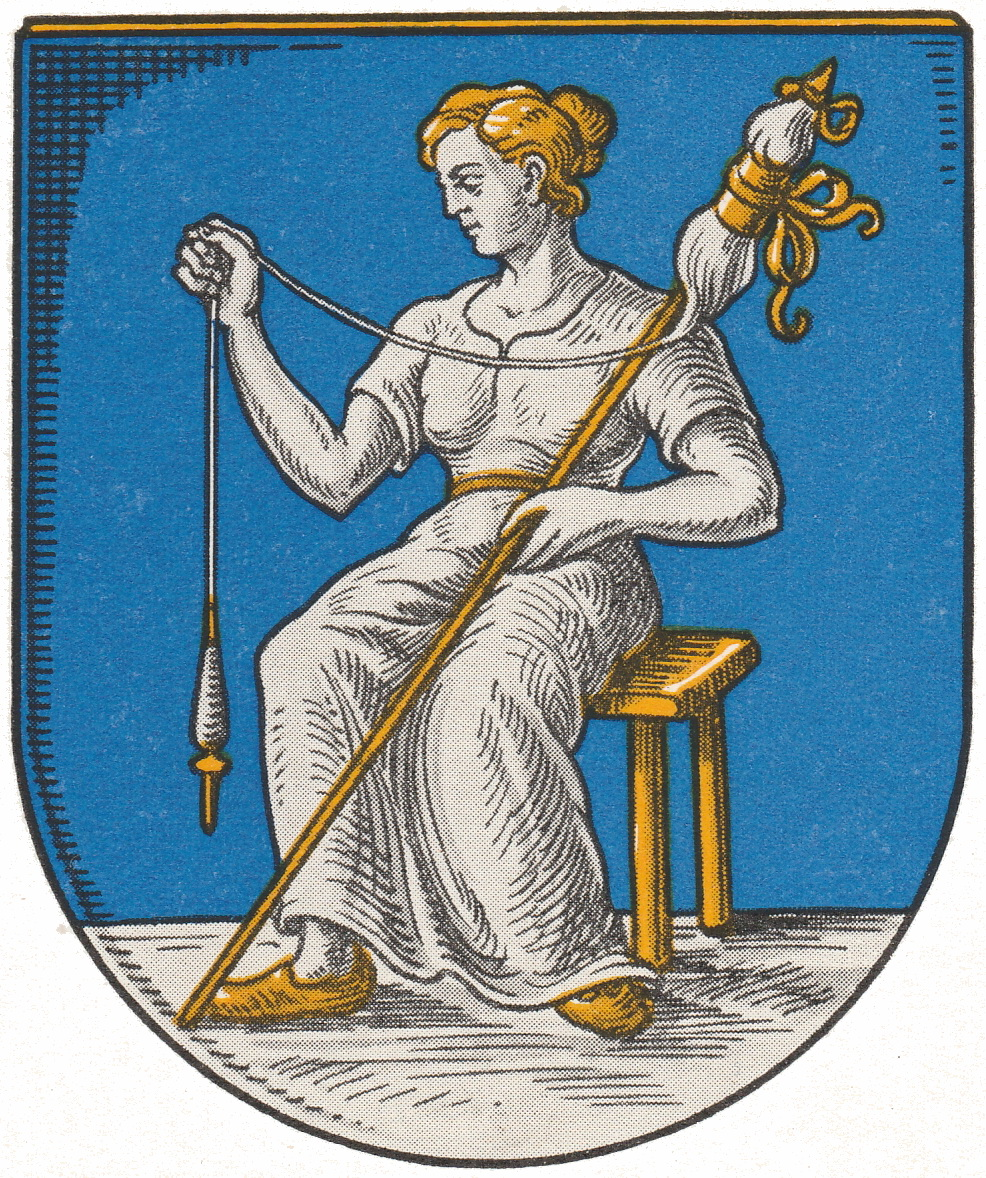
Gemeinde Lamspringe Ortsteil Netze
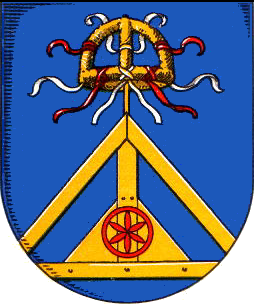
Gemeinde Lamspringe Ortsteil Neuhof
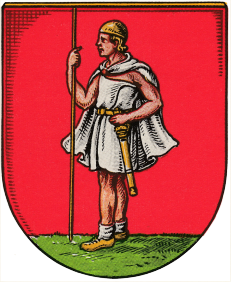
Stadt Gronau (Leine) Ortsteil Nienstedt
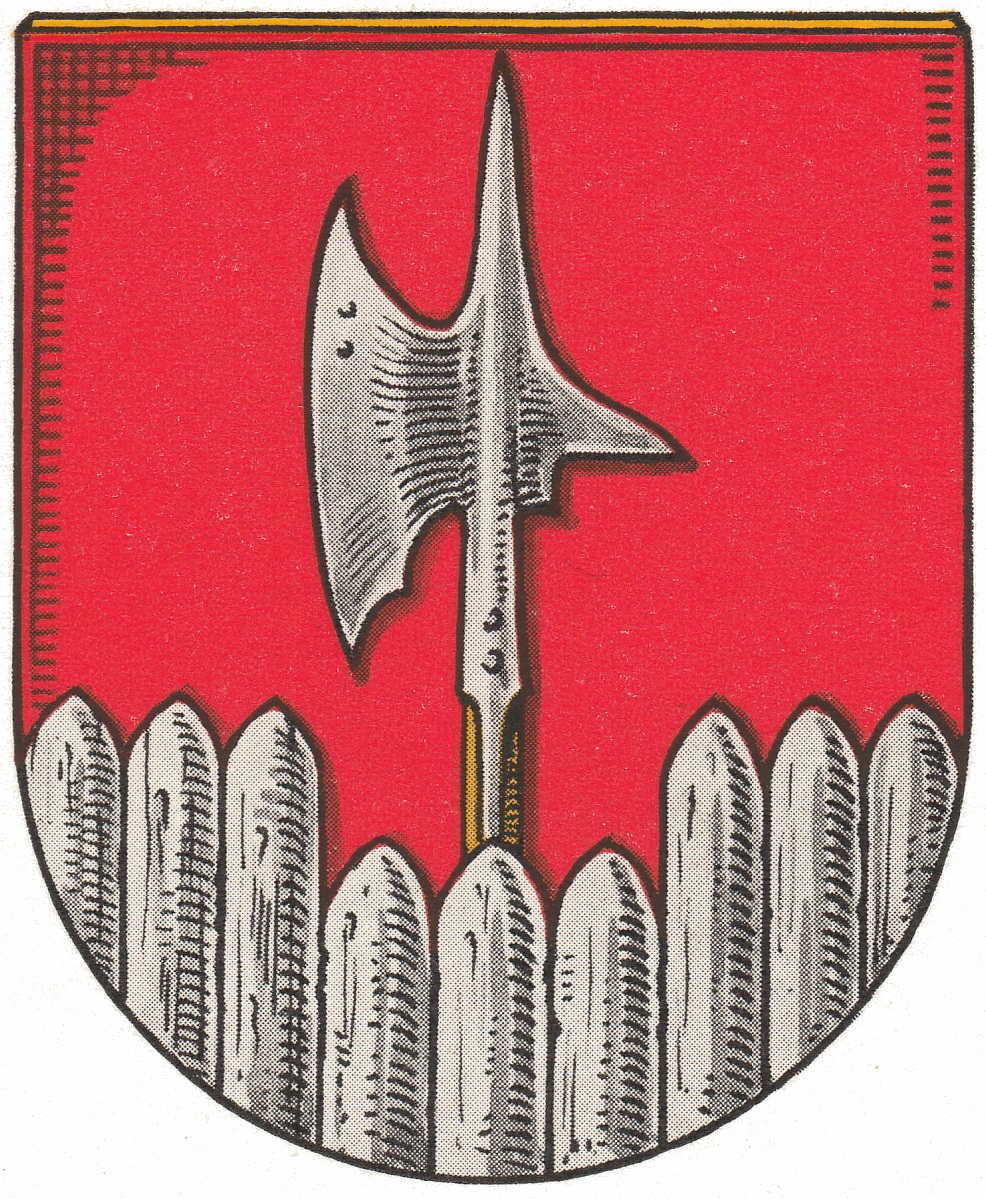
Gemeinde Freden (Leine) Ortsteil Ohlenrode
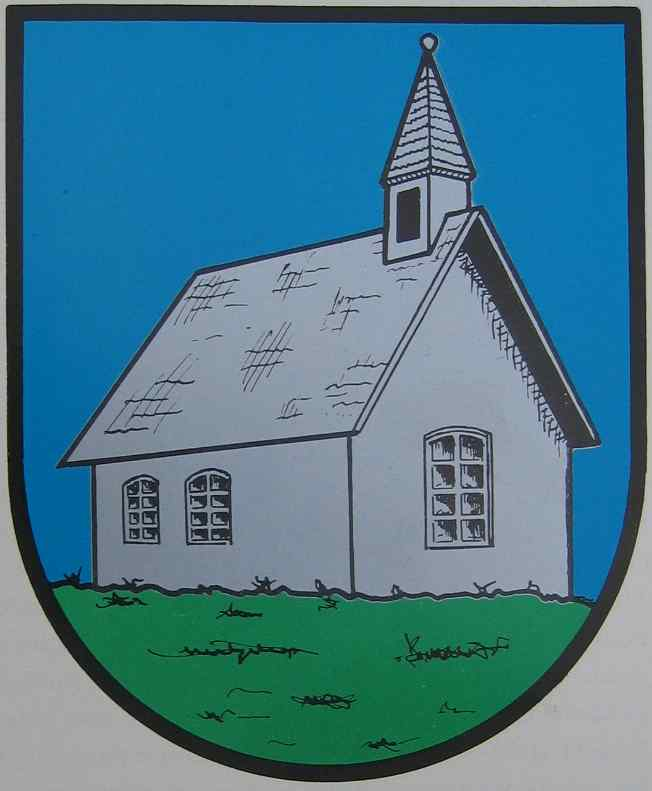
Stadt Bad Salzdetfurth Ortsteil Östrum
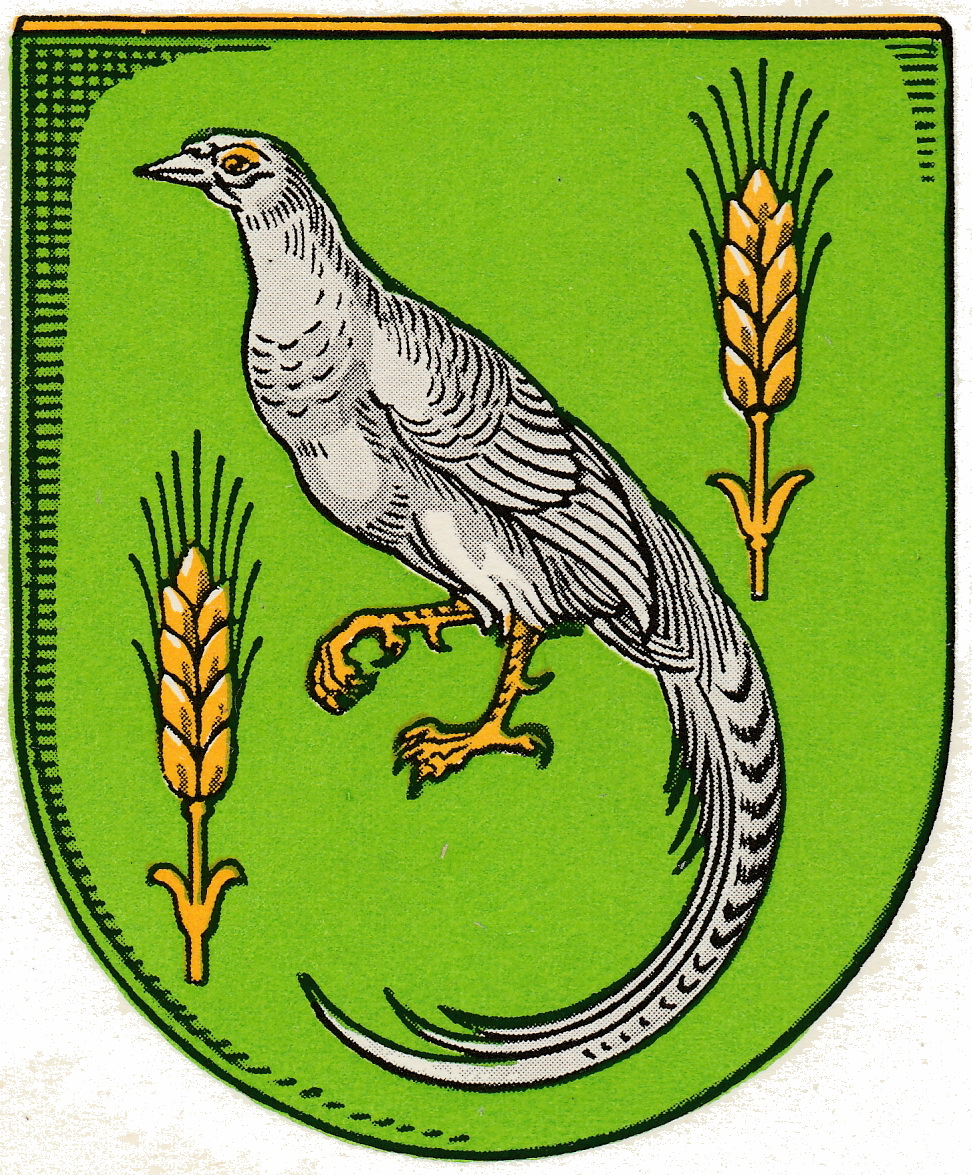
Gemeinde Sibbesse Ortsteil Petze
Gemeinde Harsum Ortsteil Rautenberg
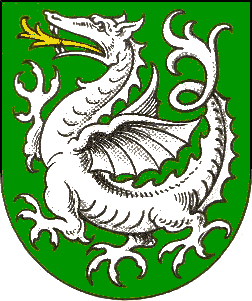
Stadt Gronau (Leine) Ortsteil Rheden
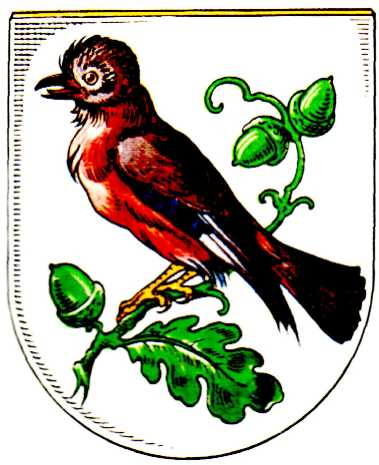
Stadt Alfeld (Leine) Ortsteil Röllinghausen
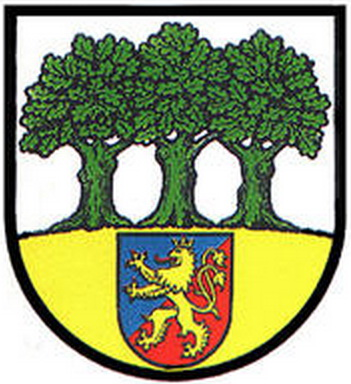
Gemeinde Nordstemmen Ortsteil Rössing
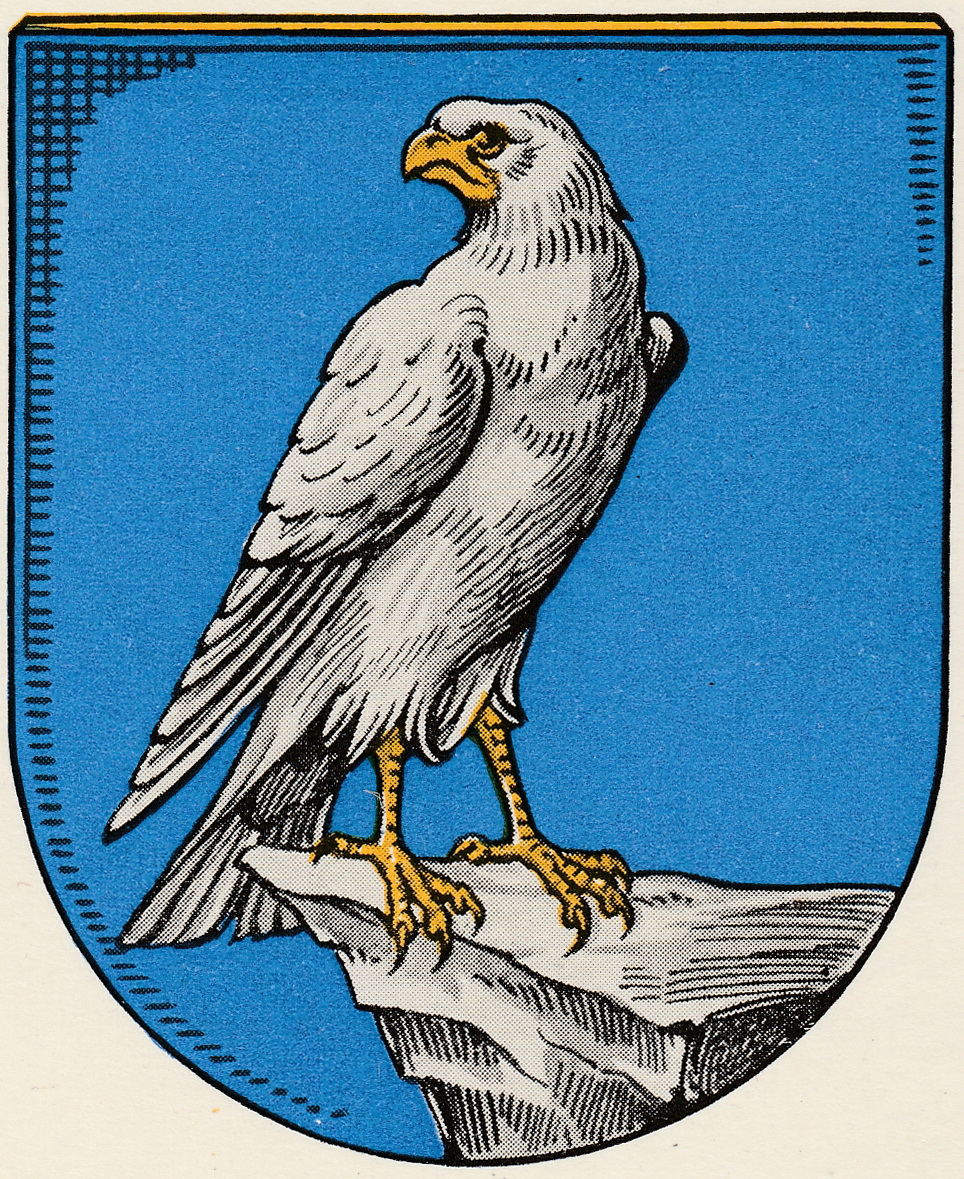
Flecken Duingen Ortsteil Rott
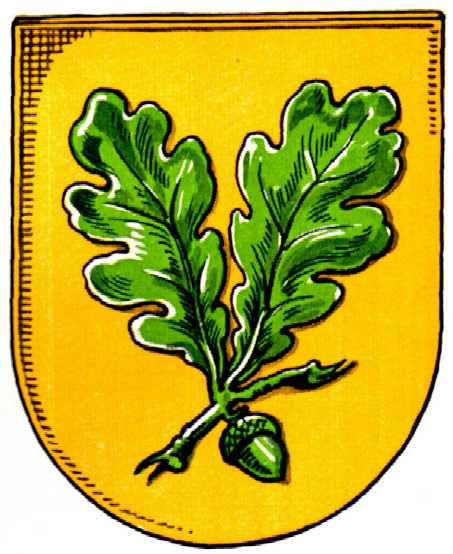
Stadt Alfeld (Leine) Ortsteil Sack
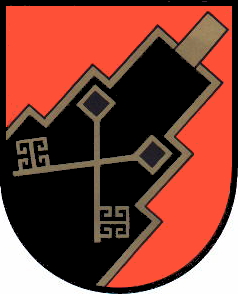
Gemeinde Schellerten Ortsteil Schellerten
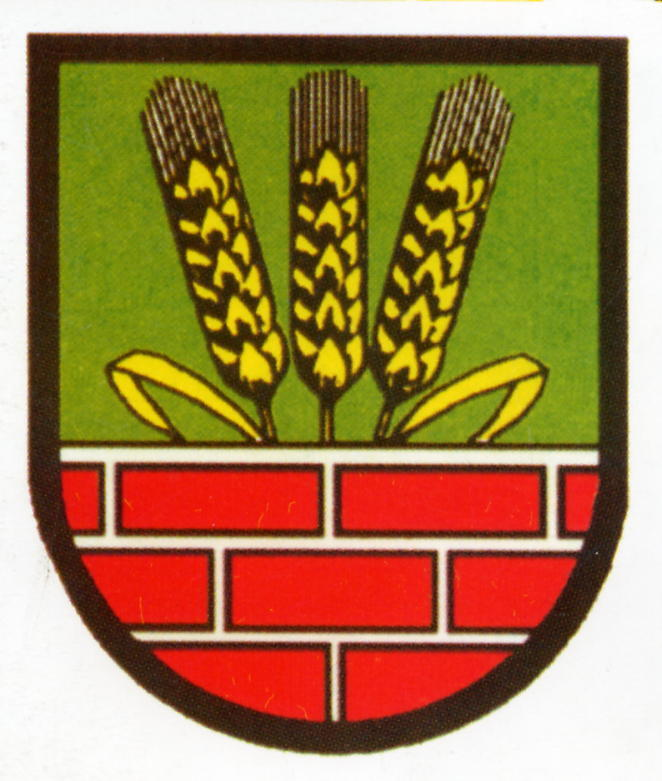
Stadt Bockenem Ortsteil Schlewecke
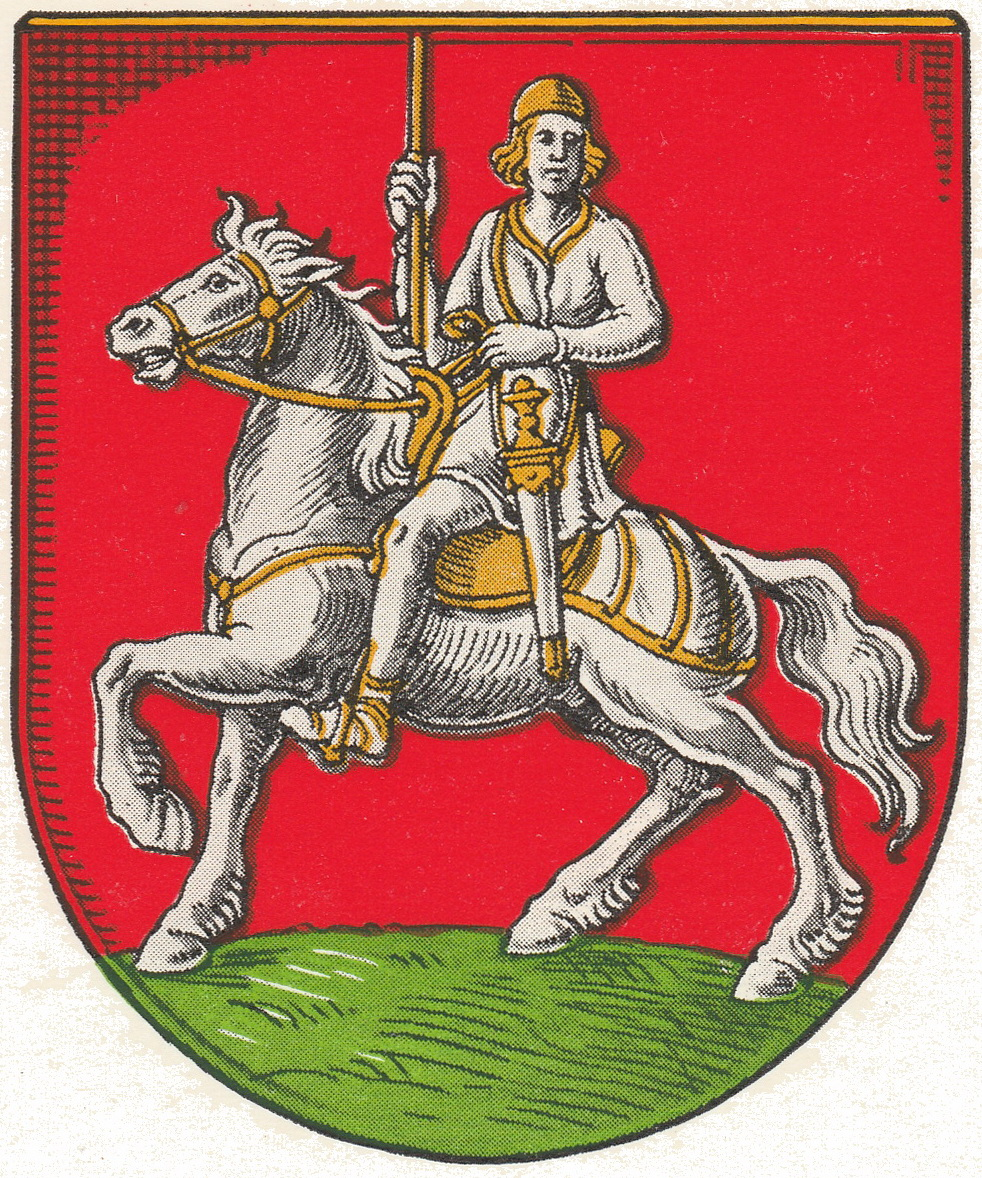
Gemeinde Sibbesse Ortsteil Segeste
Stadt Elze Ortsteil Sehlde
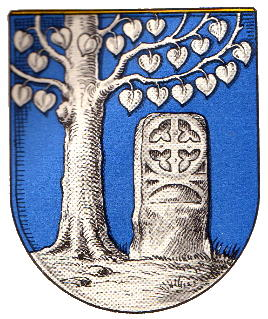
Gemeinde Lamspringe Ortsteil Sehlem
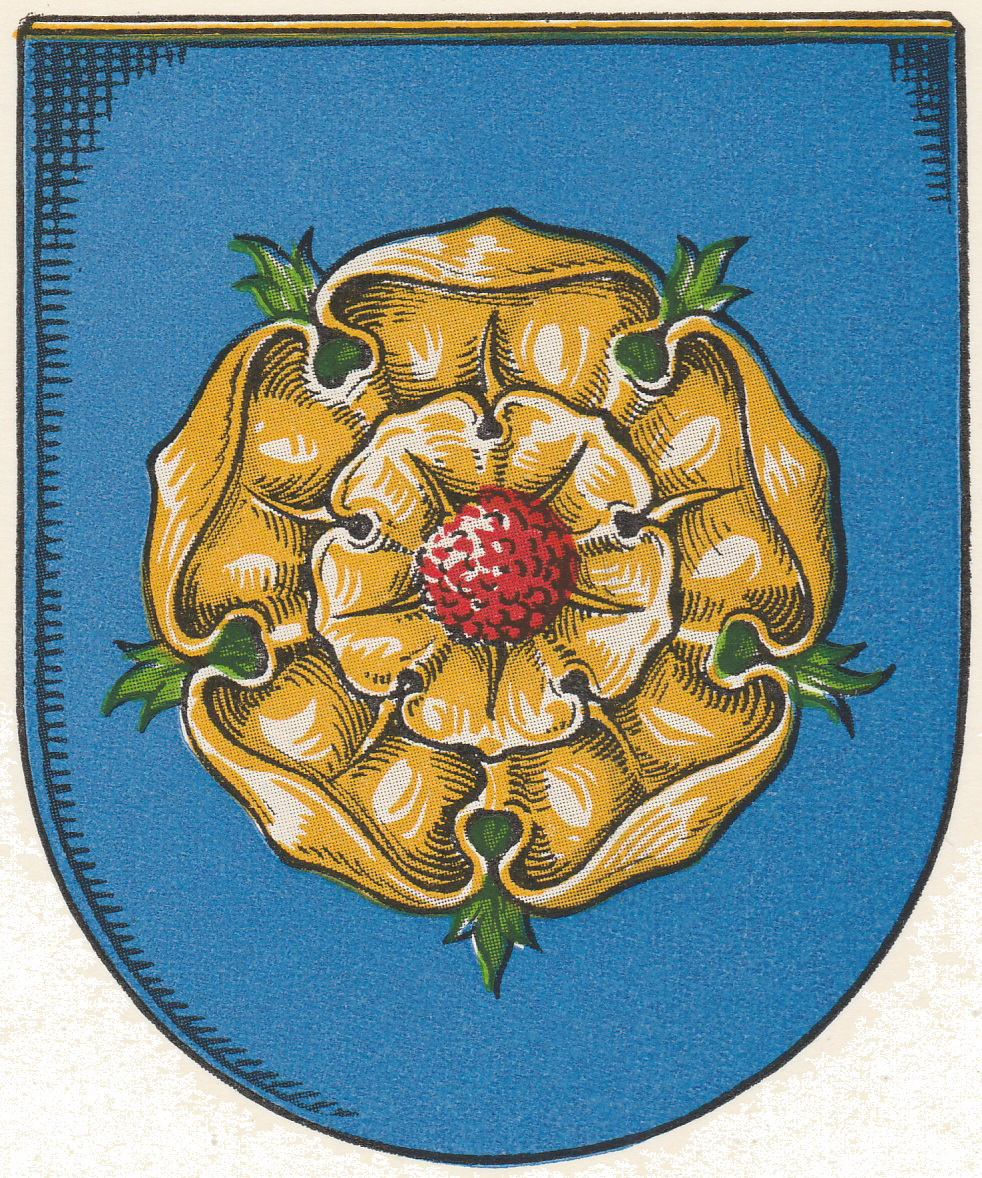
Gemeinde Sibbesse Ortsteil Sellenstedt
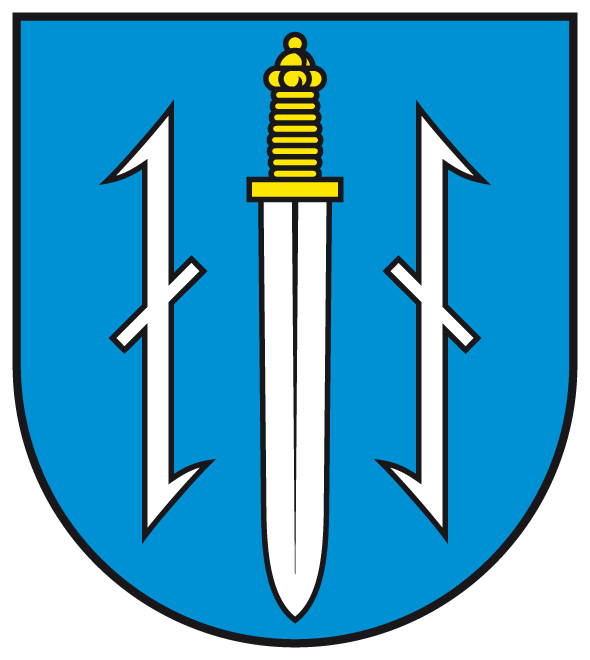
Gemeinde Sibbesse Ortsteil Sibbesse
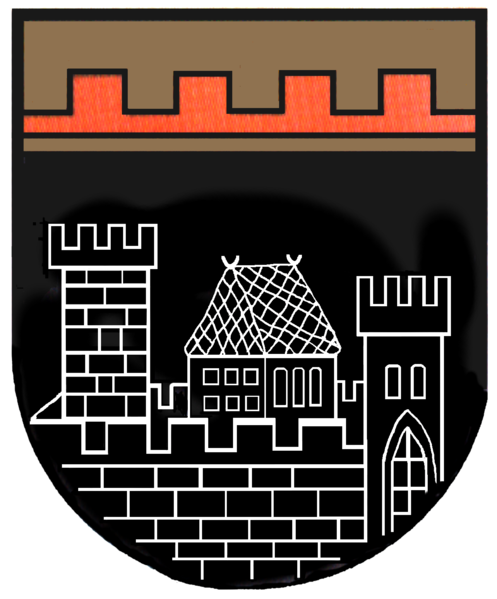
Gemeinde Holle Ortsteil Sillium
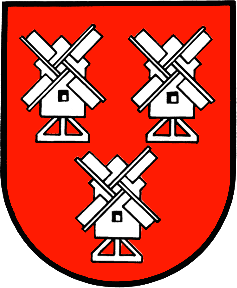
Gemeinde Söhlde Ortsteil Söhlde
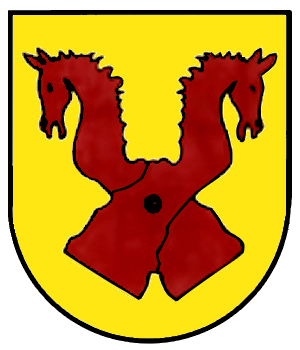
Stadt Elze Ortsteil Sorsum
Gemeinde Holle Ortsteil Sottrum
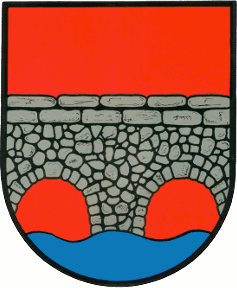
Gemeinde Söhlde Ortsteil Steinbrück
Stadt Bockenem Ortsteil Störy
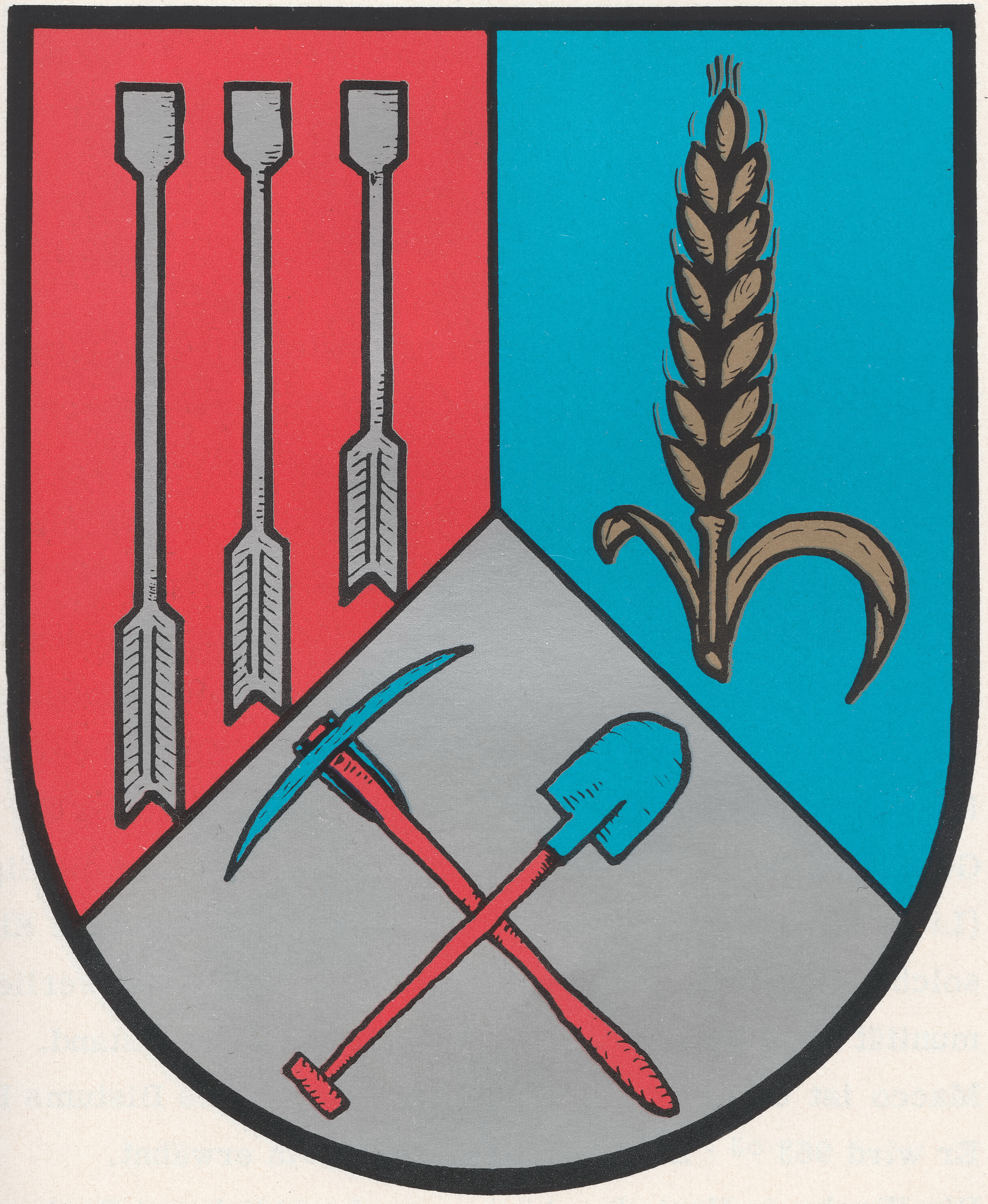
Gemeinde Algermissen Ortsteil Ummeln
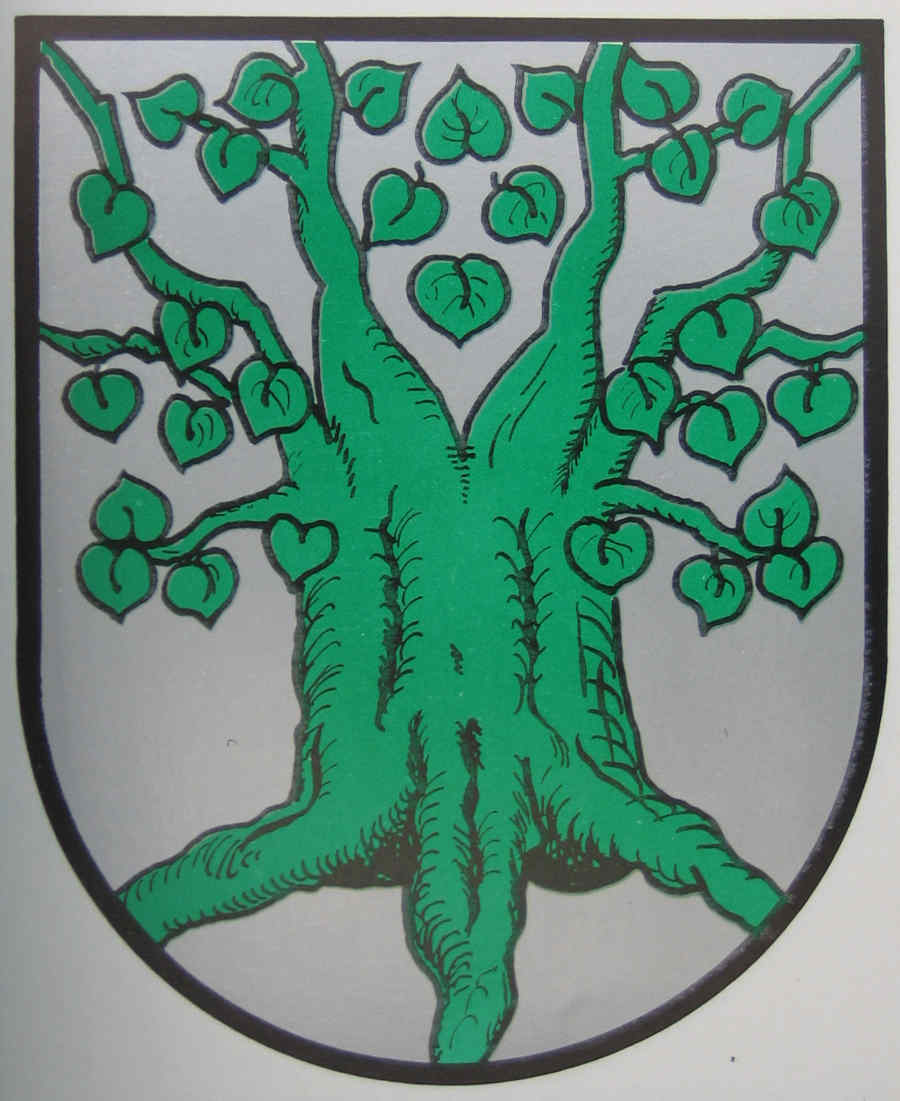
Stadt Bockenem Ortsteil Upstedt
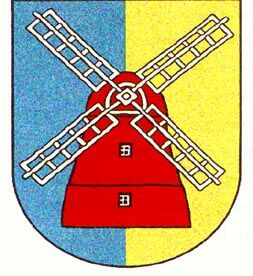
Stadt Bockenem Ortsteil Volkersheim
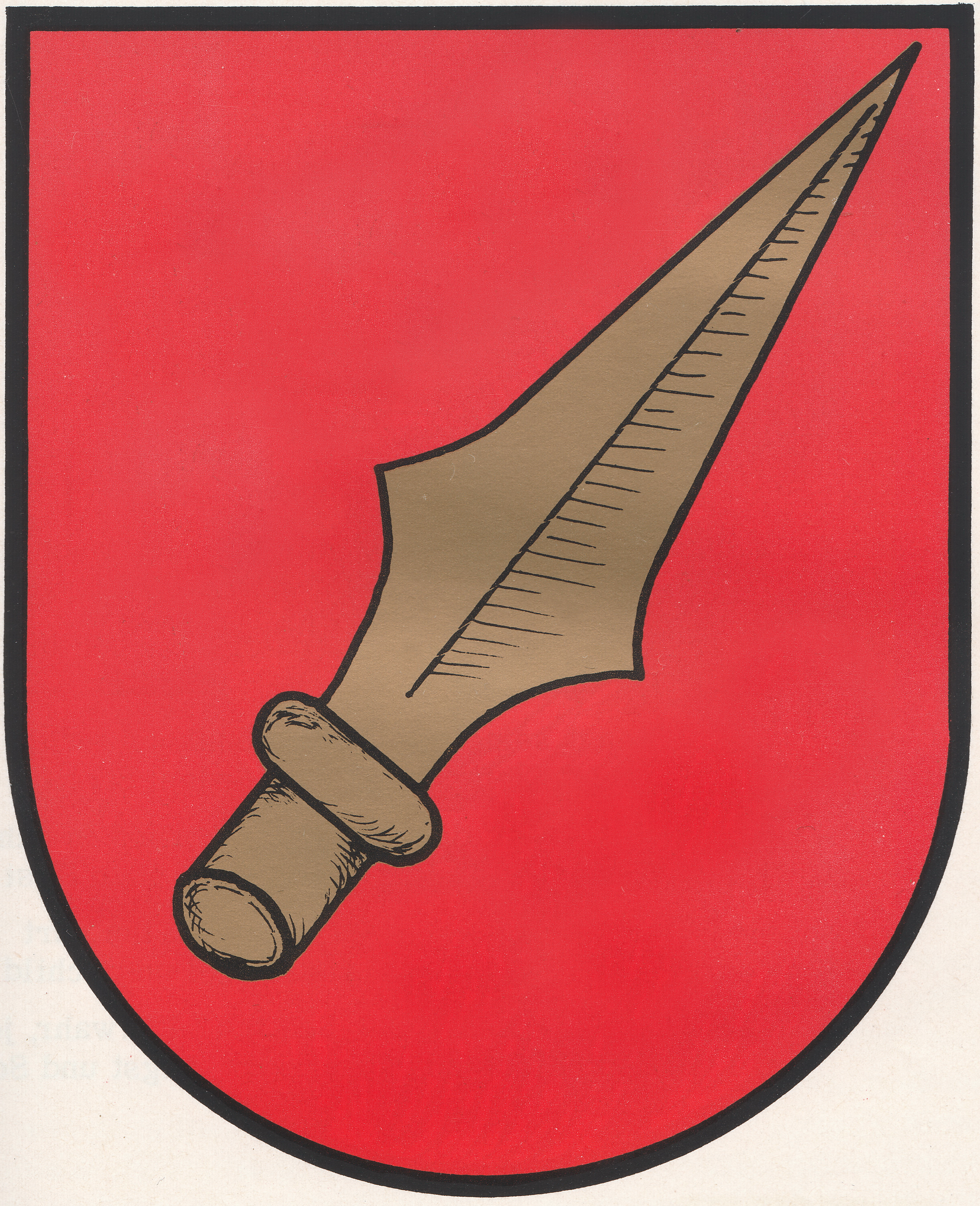
Gemeinde Algermissen Ortsteil Wätzum
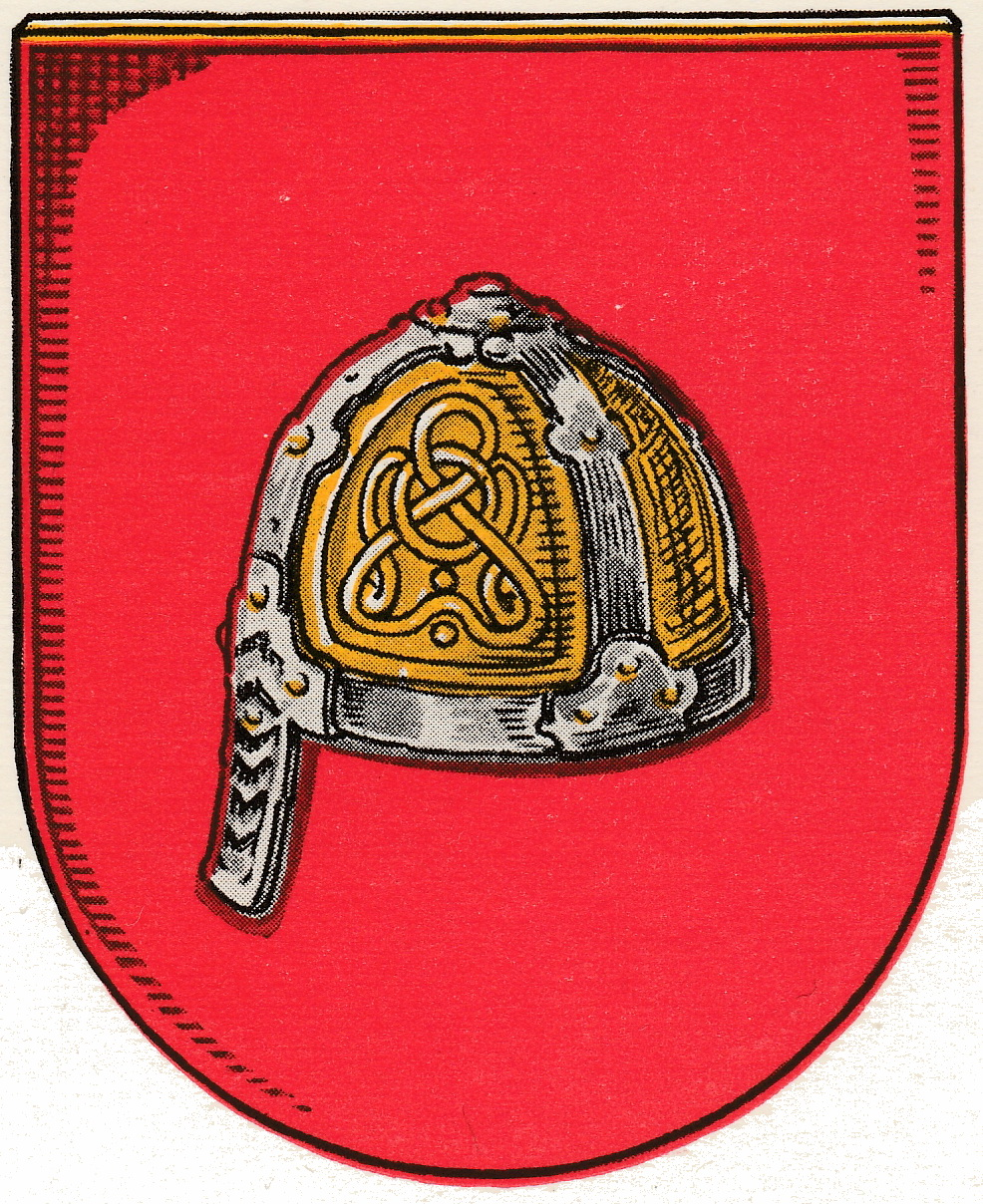
Stadt Gronau (Leine) Ortsteil Wallenstedt
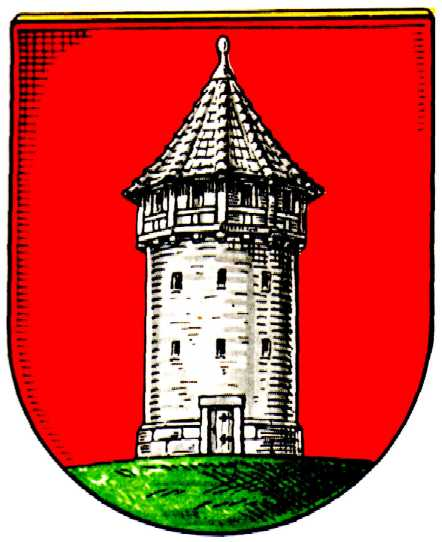
Stadt Alfeld (Leine) Ortsteil Warzen
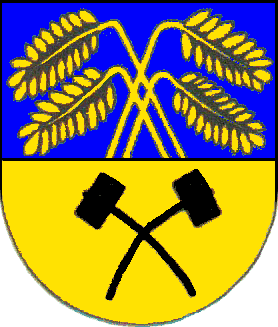
Flecken Duingen Ortsteil Weenzen
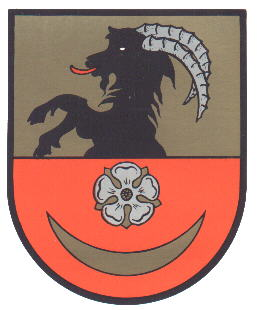
Stadt Bad Salzdetfurth Ortsteil Wehrstedt
Gemeinde Schellerten Ortsteil Wendhausen
Stadt Bockenem Ortsteil Werder
Stadt Bad Salzdetfurth Ortsteil Wesseln
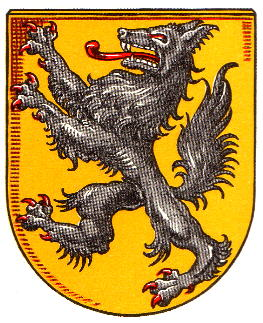
Gemeinde Sibbesse Ortsteil Westfeld
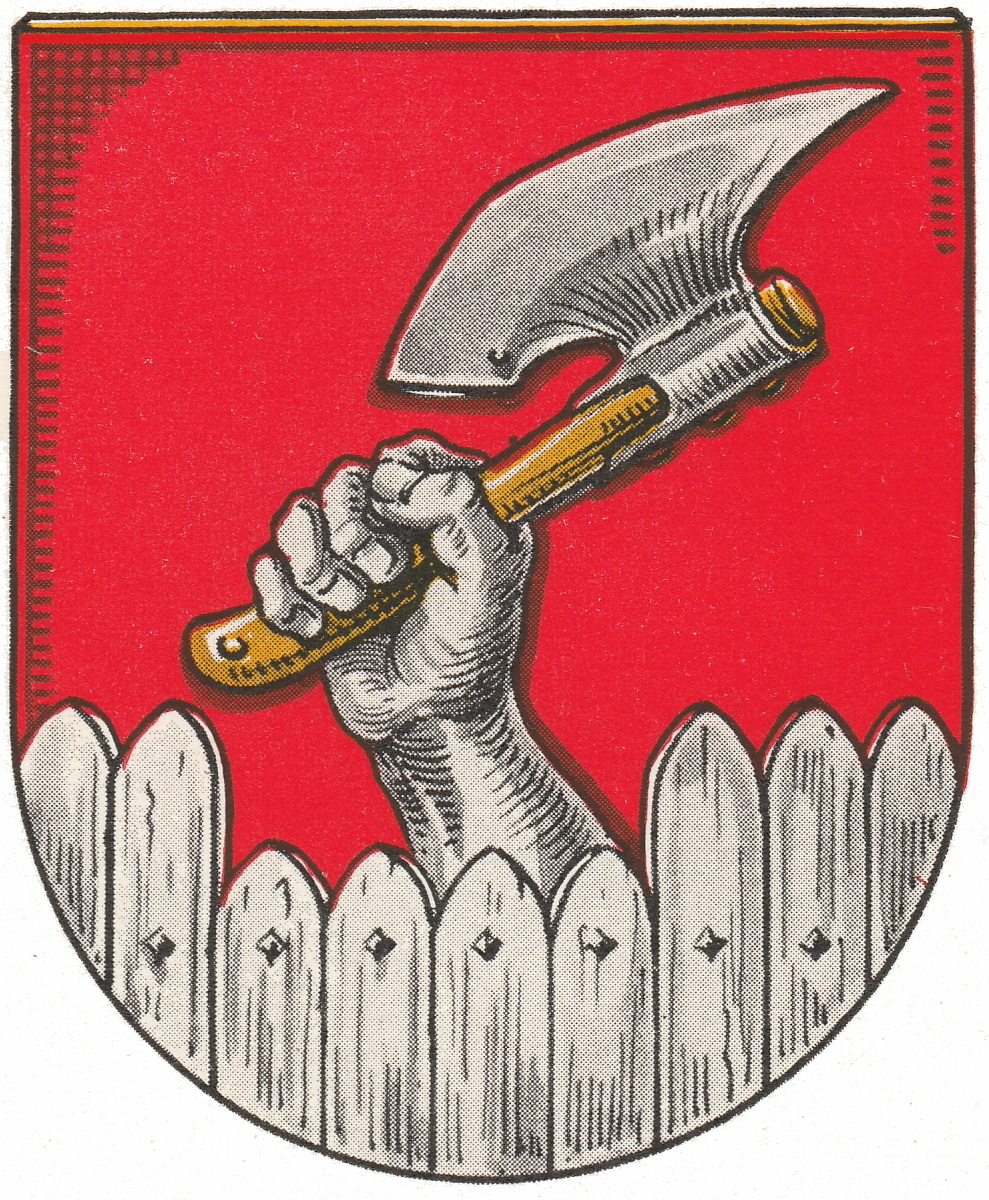
Gemeinde Freden (Leine) Ortsteil Wetteborn
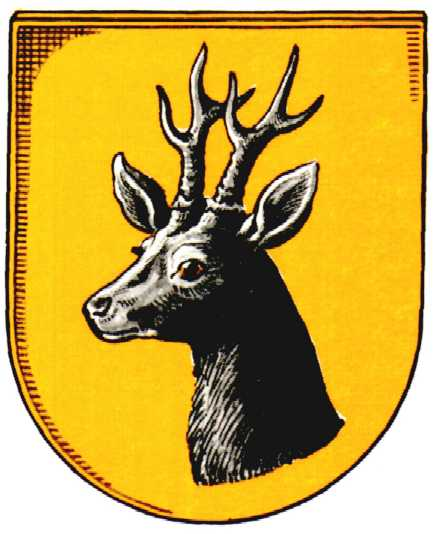
Stadt Alfeld (Leine) Ortsteil Wettensen
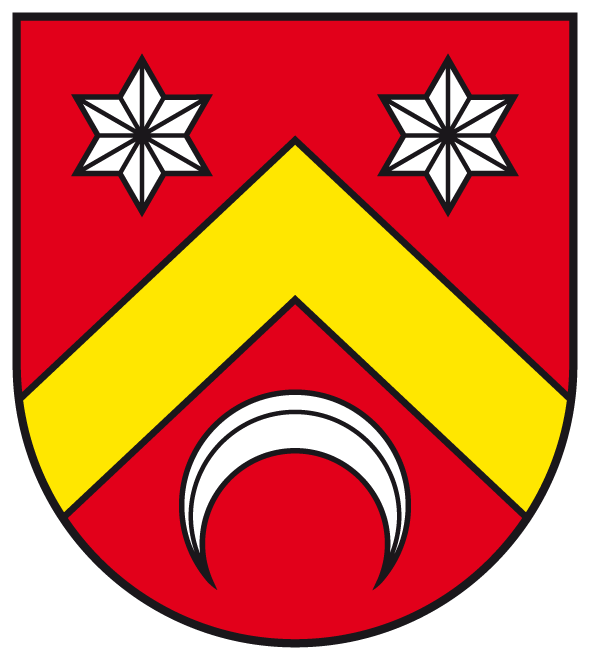
Flecken Freden (Leine) Ortsteil Winzenburg
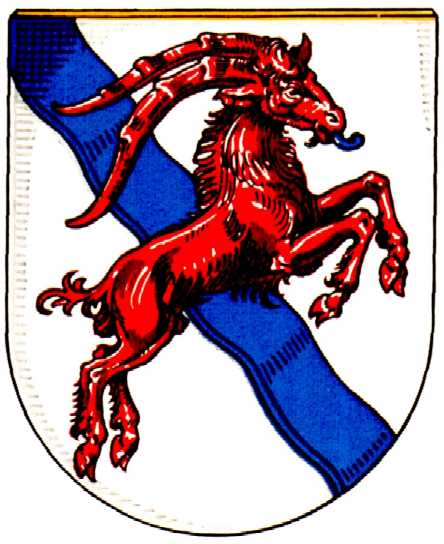
Stadt Alfeld (Leine) Ortsteil Wispenstein
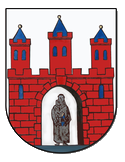
Stadt Elze Ortsteil Wittenburg
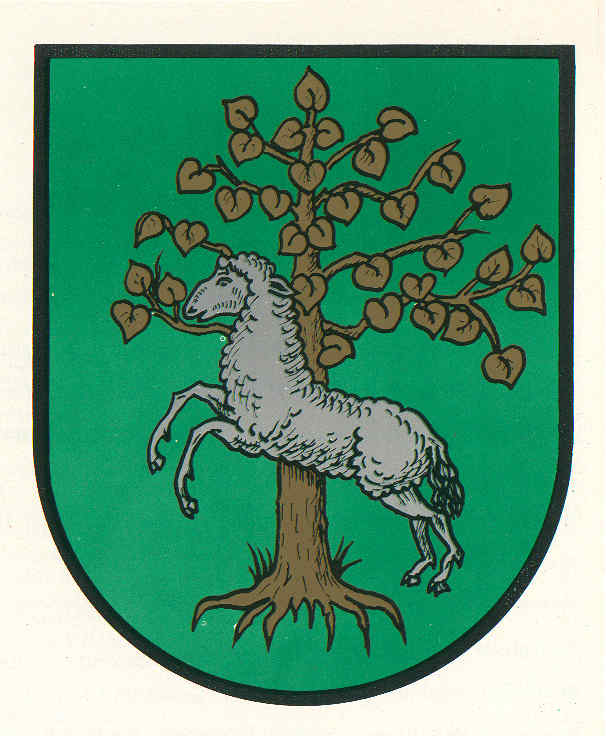
Stadt Bockenem Ortsteil Wohlenhausen
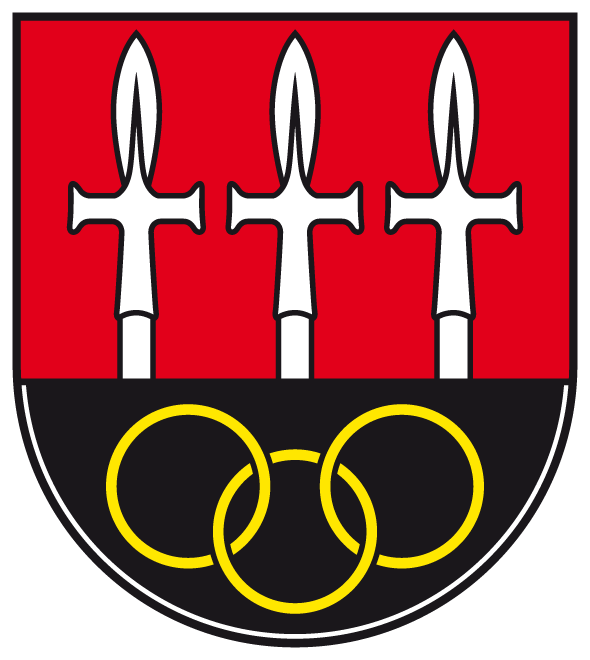
Gemeinde Lamspringe Ortsteil Wöllersheim
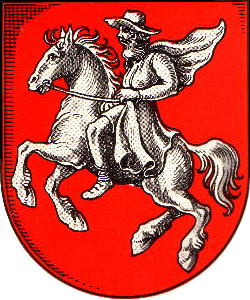
Gemeinde Lamspringe Ortsteil Woltershausen
Gemeinde Sibbesse Ortsteil Wrisbergholzen
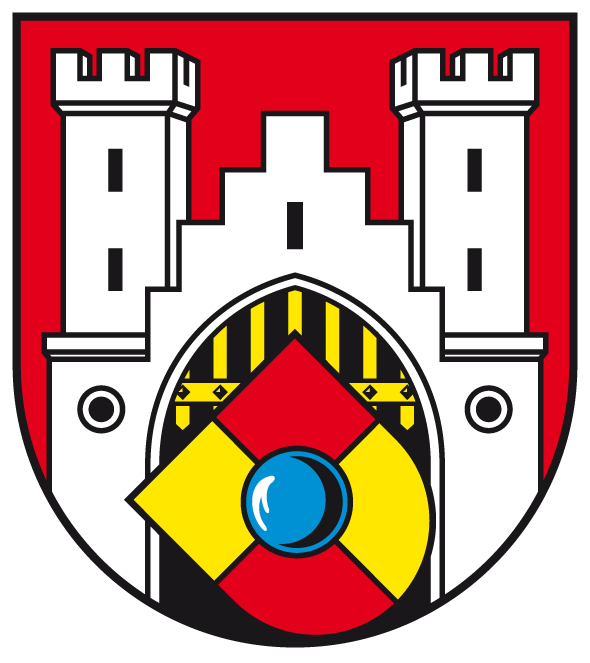
Stadt Gronau (Leine) Ortsteil Banteln
- Stadt Gronau (Leine)
Ortsteil Barfelde[35]
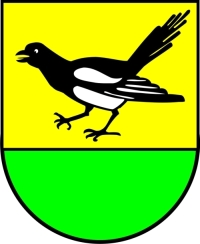
Gemeinde Nordstemmen
Ortsteil Barnten[36]
- Stadt Gronau (Leine)
Ortsteil Betheln[37]
- Gemeinde Algermissen
Ortsteil Bledeln
Stadt Bad Salzdetfurth
Ortsteil Bodenburg
- Gemeinde Söhlde
Ortsteil Bettrum
Stadt Bockenem
Ortsteil Bönnien
- Stadt Bockenem
Ortsteil Bornum
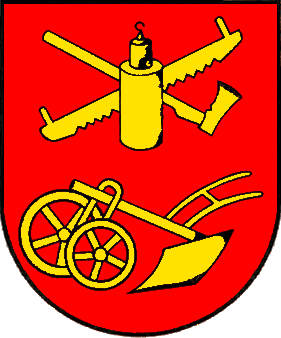
Gemeinde Harsum
Ortsteil Borsum
- Stadt Bad Salzdetfurth
Ortsteil Breinum[38]
- Stadt Gronau (Leine)
Ortsteil Brüggen[39]
- Stadt Alfeld (Leine)
Ortsteil Brunkensen[40]
- Stadt Bockenem
Ortsteil Bültum
- Gemeinde Nordstemmen
Ortsteil Burgstemmen[41]
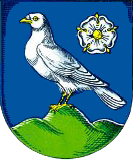
Flecken Duingen
Ortsteil Capellenhagen[42]
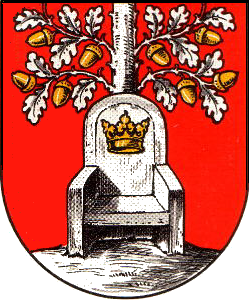
Flecken Duingen
Ortsteil Coppengrave[43]
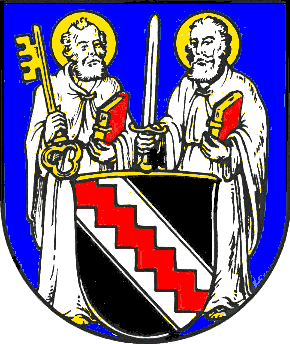
Stadt Alfeld (Leine)
Ortsteil Dehnsen[44]
- Flecken Eime
Ortsteil Deilmissen[45]
- Flecken Eime
Ortsteil Deinsen[46]
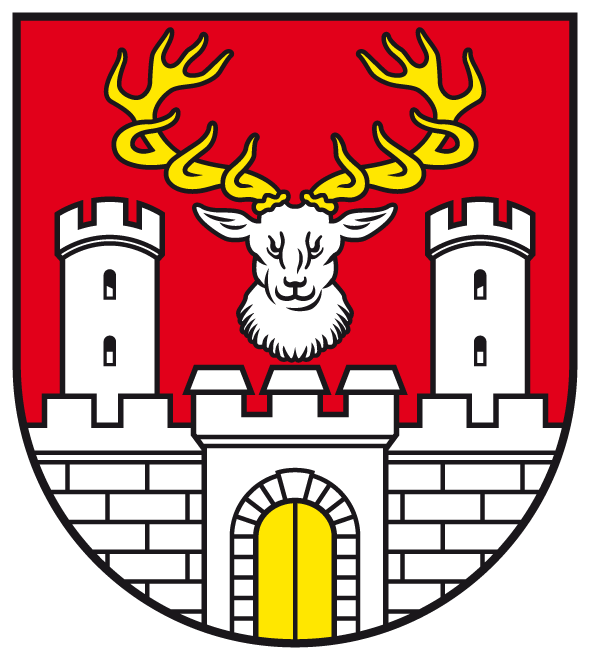
Gemeinde Holle
Ortsteil Derneburg
- Stadt Gronau (Leine)
Ortsteil Despetal[47]
- Stadt Bad Salzdetfurth
Ortsteil Detfurth
- Stadt Gronau (Leine)
Ortsteil Dötzum[48]
- Flecken Eime
Ortsteil Dunsen[49]
Gemeinde Sibbesse
Ortsteil Eberholzen[50]
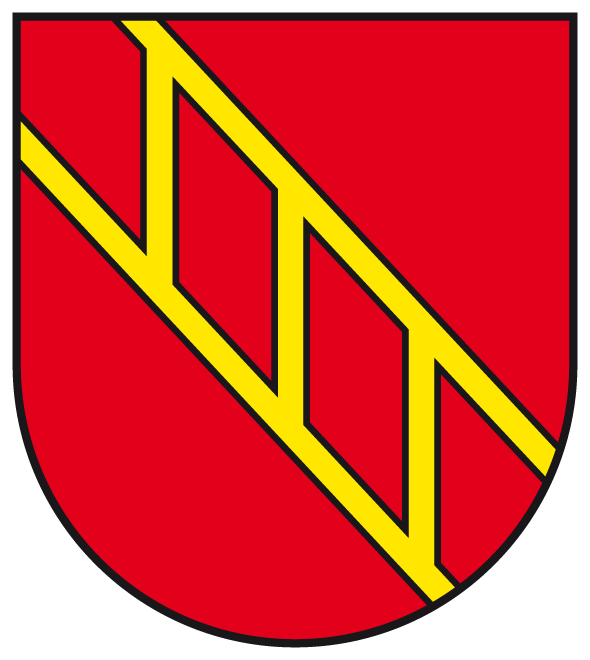
Stadt Gronau (Leine)
Ortsteil Eddinghausen[51]
Gemeinde Diekholzen
Kreisstadt Hildesheim
Ortsteil Egenstedt
- Stadt Alfeld (Leine)
Ortsteil Eimsen[52]
- Stadt Gronau (Leine)
Ortsteil Eitzum[53]
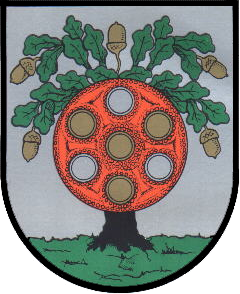
Gemeinde Giesen
Ortsteil Emmerke[54]
- Stadt Elze
Ortsteil Esbeck[55]
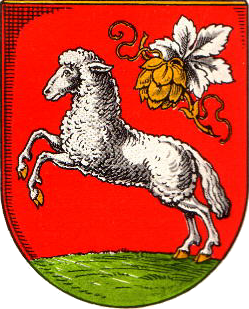
Gemeinde Lamspringe
Ortsteil Evensen[56]
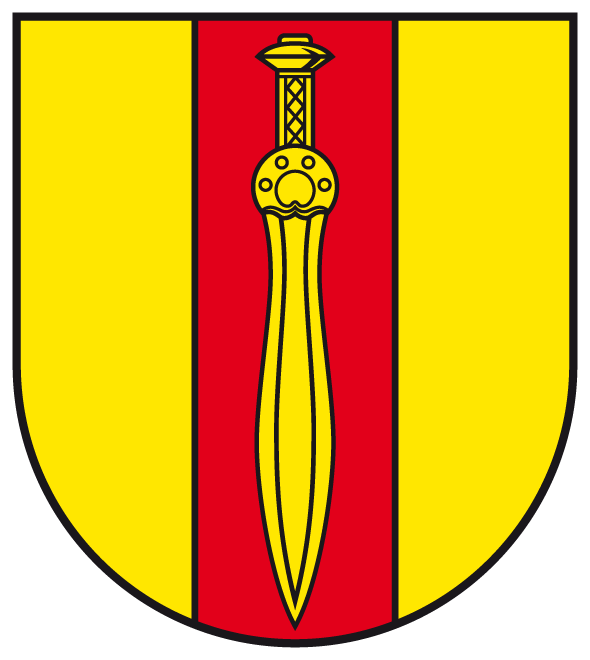
Gemeinde Freden (Leine)
Ortsteil Everode[57]
- Gemeinde Freden (Leine)
Ortsteil Eyershausen[58]
- Gemeinde Söhlde
Ortsteil Feldbergen
Stadt Alfeld (Leine)
Ortsteil Föhrste[59]
- Flecken Duingen
Ortsteil Fölziehausen[60]
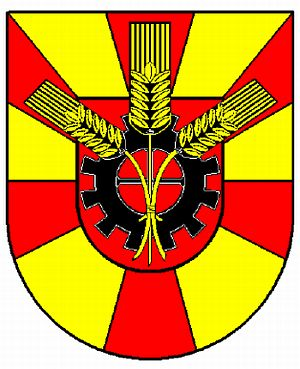
Gemeinde Schellerten
Ortst. Garmissen-Garbolzum
- Stadt Alfeld (Leine)
Ortsteil Gerzen[61]
Gemeinde Sibbesse
Ortsteil Grafelde[62]
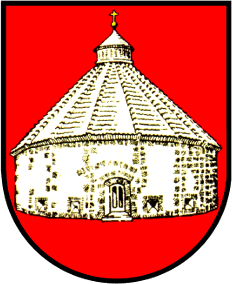
Gemeinde Holle
Ortsteil Grasdorf
- Gemeinde Woltershausen
Ortsteil Graste[63]
- Stadt Bad Salzdetfurth
Ortsteil Groß Düngen
- Gemeinde Nordstemmen
Ortsteil Groß Escherde[64]
- Gemeinde Giesen
Ortsteil Groß Förste[65]
- Gemeinde Giesen
Ortsteil Groß Giesen[66]
- Gemeinde Söhlde
Ortsteil Groß Himstedt
- Stadt Bockenem
Ortsteil Groß Ilde
- Gemeinde Algermissen
Ortsteil Groß Lobke
- Gemeinde Holle
Ortsteil Hackenstedt
- Gemeinde Nordstemmen
Ortsteil Hallerburg[67]
- Gemeinde Lamspringe
Ortsteil Harbarnsen[68]
- Gemeinde Harsum
Ortsteil Harsum
- Stadt Bockenem
Ortsteil Hary
- Gemeinde Giesen
Ortsteil Hasede[69]
- Stadt Gronau (Leine)
Ortsteil Haus Escherde[70]
- Gemeinde Holle
Ortsteil Heersum
- Stadt Bad Salzdetfurth
Ortsteil Heinde
- Stadt Gronau (Leine)
Ortsteil Heinum[71]
- Stadt Sarstedt
Ortsteil Heisede
- Gemeinde Nordstemmen
Ortsteil Heyersum[72]
- Stadt Bad Salzdetfurth
Ortsteil Hockeln
- Gemeinde Söhlde
Ortsteil Hoheneggelsen
- Gemeinde Harsum
Ortsteil Hönnersum
- Gemeinde Sibbesse
Ortsteil Hönze[73]
- Stadt Alfeld (Leine)
Ortsteil Hörsum[74]
- Flecken Duingen
Ortsteil Hoyershausen[75]
- Gemeinde Harsum
Ortsteil Hüddessum
- Stadt Alfeld (Leine)
Ortsteil Imsen[76]
- Gemeinde Lamspringe
Ortsteil Irmenseul[77]
- Stadt Bockenem
Ortsteil Jerze
- Gemeinde Schellerten
Ortsteil Kemme
- Stadt Bad Salzdetfurth
Ortsteil Klein Düngen
- Gemeinde Nordstemmen
Ortsteil Klein Escherde[78]
- Gemeinde Harsum
Ortsteil Klein Förste
- Gemeinde Giesen
Ortsteil Klein Giesen[79]
- Gemeinde Söhlde
Ortsteil Klein Himstedt
- Stadt Bockenem
Ortsteil Klein Ilde
- Stadt Bockenem
Ortsteil Königsdahlum
- Flecken Freden (Leine)
Ortsteil Landwehr[80]
- Stadt Alfeld (Leine)
Ortsteil Langenholzen[81]
- Stadt Bad Salzdetfurth
Ortsteil Lechstedt
- Stadt Alfeld (Leine)
Ortsteil Limmer[82]
- Stadt Bad Salzdetfurth
Ortsteil Listringen
- Flecken Duingen
Ortsteil Lübbrechtsen[83]
- Gemeinde Algermissen
Ortsteil Lühnde[84]
- Stadt Alfeld (Leine)
Ortsteil Lütgenholzen
- Gemeinde Harsum
Ortsteil Machtsum
- Gemeinde Nordstemmen
Ortsteil Mahlerten[85]
- Stadt Bockenem
Ortsteil Mahlum
- Flecken Duingen
Ortsteil Marienhagen[86]
- Stadt Elze
Ortsteil Mehle[87]
- Gemeinde Freden
Ortsteil Meimerhausen[88]
- Gemeinde Sibbesse
Ortsteil Möllensen[89]
- Gemeinde Söhlde
Ortsteil Mölme
- Stadt Bockenem
Ortsteil Nette
- Gemeinde Söhlde
Ortsteil Nettlingen
- Gemeinde Lamspringe
Ortsteil Netze[90]
- Gemeinde Lamspringe
Ortsteil Neuhof[91]
- Stadt Gronau (Leine)
Ortsteil Nienstedt[92]
- Gemeinde Freden (Leine)
Ortsteil Ohlenrode[93]
- Stadt Bad Salzdetfurth
Ortsteil Östrum
- Gemeinde Sibbesse
Ortsteil Petze[94]
- Gemeinde Harsum
Ortsteil Rautenberg
- Stadt Gronau (Leine)
Ortsteil Rheden[95]
- Stadt Alfeld (Leine)
Ortsteil Röllinghausen[96]
- Gemeinde Nordstemmen
Ortsteil Rössing[97]
- Flecken Duingen
Ortsteil Rott[98]
- Stadt Alfeld (Leine)
Ortsteil Sack[99]
- Gemeinde Schellerten
Ortsteil Schellerten
- Stadt Bockenem
Ortsteil Schlewecke
- Gemeinde Sibbesse
Ortsteil Segeste[100]
- Stadt Elze
Ortsteil Sehlde[101]
- Gemeinde Lamspringe
Ortsteil Sehlem[102]
- Gemeinde Sibbesse
Ortsteil Sellenstedt[103]
- Gemeinde Sibbesse
Ortsteil Sibbesse[104]
- Gemeinde Holle
Ortsteil Sillium
- Gemeinde Söhlde
Ortsteil Söhlde
- Stadt Elze
Ortsteil Sorsum
- Gemeinde Holle
Ortsteil Sottrum
- Gemeinde Söhlde
Ortsteil Steinbrück
- Stadt Bockenem
Ortsteil Störy
- Gemeinde Algermissen
Ortsteil Ummeln[105]
- Stadt Bockenem
Ortsteil Upstedt
- Stadt Bockenem
Ortsteil Volkersheim
- Gemeinde Algermissen
Ortsteil Wätzum[106]
- Stadt Gronau (Leine)
Ortsteil Wallenstedt[107]
- Stadt Alfeld (Leine)
Ortsteil Warzen[108]
- Flecken Duingen
Ortsteil Weenzen[109]
- Stadt Bad Salzdetfurth
Ortsteil Wehrstedt
- Gemeinde Schellerten
Ortsteil Wendhausen
- Stadt Bockenem
Ortsteil Werder
- Stadt Bad Salzdetfurth
Ortsteil Wesseln
- Gemeinde Sibbesse
Ortsteil Westfeld[110]
- Gemeinde Freden (Leine)
Ortsteil Wetteborn[111]
- Stadt Alfeld (Leine)
Ortsteil Wettensen[112]
- Flecken Freden (Leine)
Ortsteil Winzenburg[113]
- Stadt Alfeld (Leine)
Ortsteil Wispenstein[114]
- Stadt Elze
Ortsteil Wittenburg
- Stadt Bockenem
Ortsteil Wohlenhausen
- Gemeinde Lamspringe
Ortsteil Wöllersheim[115]
- Gemeinde Lamspringe
Ortsteil Woltershausen[116]
- Gemeinde Sibbesse
Ortsteil Wrisbergholzen[117]

## Historische Wappen

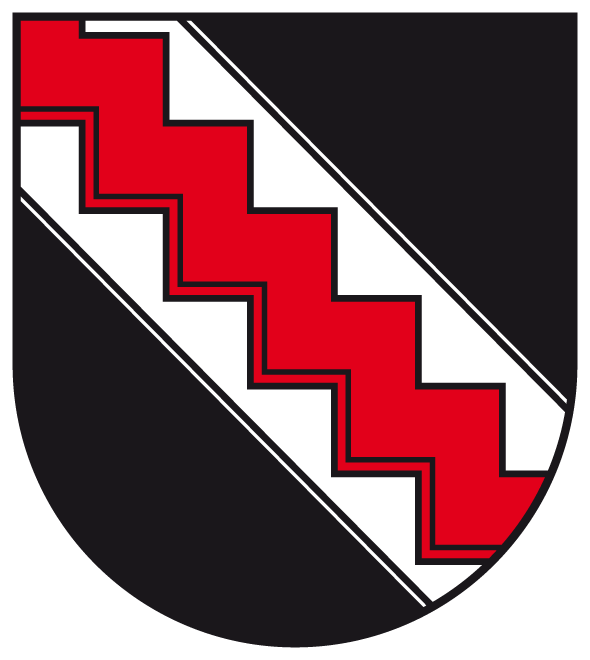
Stadt Elze Wappen von 1939

## Blasonierungen
1. ↑  Landkreiswappen: „In Gold und Rot durch erhöhten Zinnenschnitt geteilt, oben einen wachsenden rot gekrönten und bewehrten schwarzen Adler, unten ein goldenes Geweih des Zwölfender-Kronenhirsches, auf der Herzstelle eine silbern bebutzte goldene Rose.“
2. ↑  Samtgemeinde Leinebergland: „Über silbernen Wellenschildfuß, darin zwei blaue Wellenleisten, auf goldenem Schild ein grüner Dreiberg von dessen linker Kuppe ein roter Hirsch springt.“
3. ↑  Alfeld: „In Rot ein silbernes Stadttor mit zwei viereckigen Zinnentürmen rechts und links und einem gotischen Treppengiebel inmitten. Im spitzbogigen Torraum ein goldenes Fallgatter, davor lehnt schräg nach rechts ein halbrunder Wappenschild, von Gold und Rot quadriert, in der Mitte mit einer blauen, gebuckelten Scheibe belegt.“
4. ↑  Algermissen: „Im geteilten Schilde, oben in Gold eine nach rechts gewandte Elster in natürlichen Farben, unten ein grüner Schildfuß.“
5. ↑  Bad Salzdetfurth: „Auf rotem Schilde drei nebeneinandergelegte silberne Salzhaken.“
6. ↑  Bockenem: „Schild gespalten von Gold und Rot, überdeckt mit einem unten gezinnten silbernen Schrägbalken.“
7. ↑  Diekholzen: „In Rot oben eine goldene Axt gekreuzt mit einer goldenen Holzsäge, davor eine Grubenlampe; unten ein goldener Pflug.“
8. ↑  Duingen: „In blauem Schild auf grünem Dreiberg sitzend eine silberne Taube mit goldener Bewehrung; darüber in der linken Schildecke eine silberne heraldische Rose mit goldenen Kelchblättern und Staubgefäßen.“
9. ↑  Eime: „In Rot auf silbernem Boden ein hergewendeter silberner Steinsitz mit seitlichen Wangen und hoher gerundeter Rückenlehne mit einer goldenen Königskrone darin. Hinter dem Sitz ragt ein bis zum Ansatz der Zweige sichtbarer silberner Eichbaum mit silbernen Blättern und goldenen Eicheln hervor.“
10. ↑  Elze: „In Blau nebeneinander stehend die golden nimbierten und silbern gekleideten Heiligen Petrus und Paulus mit je einem roten Buch in der Linken; in der Rechten hält Petrus einen goldenen Schlüssel, Paulus ein silbernes Schwert mit goldenem Griff. Vor ihnen ein schwarzes Schild mit silbernen Schrägbalken, darin ein roter Stufenschrägbalken.“
11. ↑  Freden: „In Rot eine silberne Burg mit Zinnenmauer, vorspringendem Torbau, zwei runden Zinnentürmen und geschlossenem goldenen Tor; über dem Torbau ein herschauender silberner Hirschkopf mit goldenem Vierzehnenderkronengeweih.“
12. ↑  Giesen: „Schild geteilt durch einen silbernen Balken mit roter Eisenhutreihe. Die obere grüne Schildhälfte wird durch zwei silberne, schräg nach links aufsteigende Zinnenbalken gedrittelt. Die Felder beinhalten von rechts nach links in Silber: Eine Lilie, ein Mühlenrad und drei, ein gleichseitiges Dreieck bildende Hasenlöffel. Die untere Schildhälfte zeigt auf goldenem Grund fünf rote Nägel.“
13. ↑  Gronau: „Im roten Schild eine goldene Schrägrechtsleiter mit drei senkrecht durchgezogenen Sprossen.“
14. ↑  Harsum: „Ein silberner Ring, belegt mit einer goldenen Ähre in rotem Wappengrund.“
15. ↑  Hildesheim: „Geteilt, oben in Silber wachsend ein schwarzer goldgekrönter, goldbewehrter und schwarzgezungter Reichsadler, unten von Gold und Rot geviert. Auf dem gold-rot bewulsteten Stechhelm mit gold-roten Decken eine wachsende goldhaarige, blauäugige Jungfrau (die Hildesia) in natürlichen Farben mit gold-rot quadriertem Kleid, in beiden Händen vor dem Vierungspunkt des Gewandes einen rot-silber gevierten Kranz aus acht heraldischen Rosen haltend, dabei die goldenen Kleidecken im Kranz sowie die rechte Kragenhälfte in Silber, um das Haupt ein rot-silbernes Band, hinter dem Haupt links besteckt mit einer schräglinken roten und goldenen Straußenfeder.“
16. ↑  Holle: „In Silber auf grünem Boden ein Eichbaum mit vier grünen Blättern und fünf goldenen Eicheln, davor eine rote Scheibenfibel mit vier goldenen und drei silbernen Beschlägen.“
17. ↑  Lamspringe: „In Rot auf grünem Boden ein springendes silbernes Lamm, darüber in der linken Schildecke eine goldene Hopfenranke mit silbernem Blatt und goldenem Fruchtzapfen.“
18. ↑  Nordstemmen: „In goldenem Schild ein roter Pfahl, belegt mit einem gestürzten goldenen Schwert der Bronzezeit.“
19. ↑  Sarstedt: „Gespalten von Gold und Rot, belegt mit grünem Kleeblatt an verschlungenem Stiel.“
20. ↑  Schellerten: „Auf einem 12-fach rot-gold geständertem Schild ein rotes Herzschild mit einem silbern bordiertem schwarzen Werkrad mit 12 Zähnen, belegt mit 3 gebündelten goldenen Ähren.“
21. ↑  Sibbesse: „In Rot ein silberner, mit einer schwarzen Wolfsangel belegter Schrägbalken, begleitet oben rechts von sieben, unten links von sechs silbernen Rosen mit goldenen Kelchblättern und goldenen Butzen.“
22. ↑  Söhlde: „In Rot die silberne Kehrwiederkirche Steinbrück mit goldenem Knauf und Kreuz.“
23. ↑  Landkreis Alfeld (Leine): „Im roten Schild ein steigender silberner Hirsch mit goldenem Geweih und goldenen Schalen.“
24. ↑  Landkreis Hildesheim-Marienburg: „Geviert; Feld 1 und 4: fünfmal geteilt von Rot und Gold; Feld 2: in Grün ein silberner Hirschkopf, zwischen den Stangen ein goldenes Kreuz; Feld 3: in Grün ein silbernes Gebäude.“
25. ↑  Samtgemeinde Duingen: „In Silber auf grünem Hügel eine linksgewendete golden bewehrte blaue Taube mit grünem Palmenzweig im Schnabel, darüber in der rechten oberen Schildecke eine rote heraldische Rose mit goldenen Kelchblättern und Staubgefäßen.“
26. ↑  Samtgemeinde Gronau (Leine): „Im roten Schild eine goldene Schrägrechtsleiter mit drei senkrecht durchgezogenen Sprossen.“
27. ↑  Samtgemeinde Lamspringe: „In Gold fünf kreuzförmig angeordnete rote Buchenblätter.“
28. ↑  Samtgemeinde Sibbesse: „In Rot ein silberner, mit einer schwarzen Wolfsangel belegter Schrägbalken, begleitet oben rechts von 7, unten links von 6 silbernen Rosen mit goldenen Kelchblättern und goldenen Butzen.“
29. ↑  Adensen: „Im silbernen Wappenschild, ein gegittertes Feld, belegt von einem aufrechten blauen Sparren. In den Rauten befinden sich fünfblättrige roten Rosen, deren Blütenkelche goldfarben sind.“
30. ↑  Adenstedt: „Auf Blau ein silberner Steintisch (Thiestein) vor einem bis zum Ansatz der Zweige sichtbaren, mit Lindenblättern gekennzeichneten silbernen „Wahrbaum“.“
31. ↑  Adlum: „Auf silbernem Grund ein schwarzer Kirchturm.“
32. ↑  Ahrbergen: „Durch eine blaue Schlängellinie geteiltes Wappen. Links auf grünem Berg in Rot ein goldener Turm, rechts auf Gold ein roter Querbalken, belegt mit 3 silbernen Eisenhüten.“
33. ↑  Almstedt: „Gespalten; vorn auf Grün eine stehende goldene Garbe, hinten auf Gold ein gestieltes grünes Kleeblatt 1:2.“
34. ↑  Banteln: „Wappenschild schräg von rechts nach links silbern-blau geteilt. Im silbernen Feld ein rotbewehrter und rotbezungter Adlerkopf; im blauen Feld ein schräg links gestelltes sogenanntes „Bindeisen“.“
35. ↑  Barfelde: „Auf goldenem Schild ein schwarzes Zehnenderhirschgeweih.“
36. ↑  Barnten: „Im roten Schild drei goldene Weizenähren, belegt von einem goldenen Balken, der von drei roten Mühlenrädern bedeckt wird.“
37. ↑  Betheln: „In Grün eine goldene cheruskische Gewandhafte des 1. Jahrhunderts nach Chr., sogenannte „Fibel mit doppellappiger Rollenkappe“.“
38. ↑  Breinum: „Auf Rot neben einem bis zum Ansatz der Zweige sichtbaren, nicht belaubten silbernen „Thiebaum“ ein barhäuptig stehender silberner Mann in offenem langen Leinenkittel und Schaftstiefeln, der als Zeichen seines Richteramtes in der erhobenen Rechten einen goldenen Stab, in der Linken am Körper eine gerollte silberne Urkunde mit goldenem Siegel hält.“
39. ↑  Brüggen: „Auf Gold eine einbogige, rote Steinbrücke über blau-silber gewelltem Schildfuß. Aus der Brücke wachsend ein schwarzer, rotbewehrter Adler (mittelalterlicher Reichsadler) mit gespreizten Schwingen.“
40. ↑  Brunkensen: „Auf blauem Grund ein Schimmel. Auf dem Ross der Räuber Lippold mit der geraubten Braut. Die Bekleidung der Personen ist rot und gelb gehalten.“
41. ↑  Burgstemmen: „Auf blauem Schild zwei silberne Balken, der obere belegt mit drei und der untere mit zwei roten heraldischen Rosen mit grünen Kelchspitzen und goldenen Staubgefäßen.“
42. ↑  Capellenhagen: „Auf blauem Schild ein schräg nach rechts niedergehendes silbernes Segelflugzeug.“
43. ↑  Coppengrave: „Schild geteilt. Die rechte Schildhäflte zeigt auf silbernem Grund eine auf grünem Hügel stehende grüne Fichte. Die linke Schildhälfte zeigt auf rotem Grund eine goldene Langvase.“
44. ↑  Dehnsen: „Auf Blau über silbernem, erniedrigtem, schrägrechtem Wellenbalken ein ziehender goldenbewehrter, silberner Fischreiher.“
45. ↑  Deilmissen: „Auf blauem Schild eine aufrecht gestellte bronzezeitliche, goldene Streitaxt, mit der Schneide nach rechts gekehrt.“
46. ↑  Deinsen: „Auf rotem Schild drei silberne Hirschgeweihstangen, waagerecht von rechts nach links übereinandergestellt.“
47. ↑  Despetal: „Auf goldenem Schild ein schwarzes Zehnenderhirschgeweih.“
48. ↑  Dötzum: „Auf Blau ein silber-rot gespickelter Schrägrechtsbalken.“
49. ↑  Dunsen: „Auf grünem Schild zwei silber-rot gespickelte Balken.“
50. ↑  Eberholzen: „Auf Silber ein mit zwei verschlungenen goldenen Ringen belegter blauer Balken.“
51. ↑  Eddinghausen: „Auf goldenem Schild drei vierblättrige grüne Kleeblätter aus einem Schaft hervorwachsend, von denen das mittlere die seitlichen überhöht.“
52. ↑  Eimsen: „In Rot auf silbernem Boden ein bis zum Ansatz der Zweige sichtbarer silberner Eichbaum mit silbernen Blättern und goldenen Früchten, davor ein silberner Dachs mit goldenen Krallen und herausgestreckter blauer Zunge.“
53. ↑  Eitzum: „Auf Gold ein roter Schräglinksbalken, belegt mit einem durchlaufenden goldenen Mäanderband, dessen Verschlingungen  in Hakenkreuzform gestaltet sind.“
54. ↑  Emmerke: „Auf von Rot und Gold gespaltenem Schild ein schräglinker, oben mit sechs Zinnen belegter grüner Balken.“
55. ↑  Esbeck: „In Rot fünf begrannte goldene Ähren, aus zwei silbernen, schräggekreuzten Totenknochen hervorwachsend.“
56. ↑  Evensen: „In silbernem Schild ein roter Pferdekopf mit Blesse.“
57. ↑  Everode: „Schild gespalten; vorn dreizehnmal von Rot und Gold geteilt, hinten auf Blau eine silberne, von einer aus dem linken Schildrand wachsenden, natürlich gefärbten Hand gehaltene Lilie mit drei Blüten.“
58. ↑  Eyershausen: „Auf Rot ein aus silberner Palisade wachsender silberner „Morgenstern“ mit goldenem Stiel.“
59. ↑  Föhrste: „In goldenem Schild ein blauer Pfahl, belegt mit einem aufgerichteten silbernen Sachs mit goldenem Griff. Vorn eine grüne, begrannte Ähre, hinten drei ineinandergreifende blaue Zahnräder übereinander, von denen das mittlere etwas größer gestaltet ist.“
60. ↑  Fölziehausen: „Auf Blau über grünem Schildfuß ein silberner, mit einem senkrechten schwarzen Wolfshaken belegter Holzbrunnen, aus dem sich der Wasserstrahl in ein davorstehendes, gleichfalls silbernes Trogbecken ergießt.“
61. ↑  Gerzen: „In Gold ein blauer Pfahl, belegt mit einer golden gestielten, nach rechts gekehrten, aufrechtstehenden silbernen Streitaxt.“
62. ↑  Grafelde: „Im grünen Schild, geteilt durch einen silbernen Schrägrechtsfaden, oben ein goldener, zweiblättriger Buchenzweig mit geöffnetem, silbernem, vierblättrigem Fruchtbecher, darin die goldenen Buchnüsse, unten eine goldene, begrannte und beblätterte Roggenähre.“
63. ↑  Graste: „In Blau auf grünem, mit einer liegenden silbernen Hirschgeweihstange belegten Hügel eine silberne deutsche Bockwindmühle.“
64. ↑  Groß Escherde: „Auf rotem Wappenschild liegen zwei aufgerichtete goldene Schlüssel mit nach außen gerichteten Bärten.“
65. ↑  Groß Förste: „Auf Grün drei silberne Wellenlinien, darüber ein silbernes Mühlrad.“
66. ↑  Groß Giesen: „Durch ein breites rotes Band geteilter goldener Schild. Oben belegt mit 11 (4:3:4) und unten mit 9 (4:3:2) roten Nägeln.“
67. ↑  Hallerburg: „Wappenschild gespalten von Silber und Gold. Auf der rechten silbernen Seite ist über blau-silbernen Wellenlinien ein zinnengekrönter Turm. Die linke Seite zieren auf Rot drei fünfblättrige silberne Rosen mit goldenen Kelchblättern.“
68. ↑  Harbarnsen: „Im silbernen Schild ein roter Pfahl, belegt mit einem aufrechtstehenden silbernen Knebelspieß. Rechts und links vom Pfahl je ein sechsspeichiges rotes Sonnenrad.“
69. ↑  Hasede: „Auf grünem Schild drei goldene Hasen kreisförmig angeordnet, dass jedes Hasenohr 2 Hasen angehört.“
70. ↑  Haus Escherde: „Im silbernen Schild zwischen zwei aufgerichteten roten Schlüsseln mit abgewendeten Bärten ein im Blatteil zur Hälfte über die Schlüssel hinausragendes dreiblättriges grünes Kleeblatt.“
71. ↑  Heinum: „In Gold eine naturfarbene Mehlschwalbe, auf einem grünen Seerosenstengel mit einem nach unten gewandten Blatte daran sitzend.“
72. ↑  Heyersum: „In Grün eine aufsteigende eingebogene goldene Spitze, beseitet von zwei abgewendeten silbernen Salzhaken.“
73. ↑  Hönze: „Auf Silber ein roter Schrägrechtsbalken, belegt mit einem silbernen, aus drei ineinandergeschlungenen Spiralen gebildeten Mäanderband, dessen obere Spirale sich nach links, dessen untere sich nach rechts öffnet.“
74. ↑  Hörsum: „In Blau eine silberne goldenbewehrte Eule auf einem aus dem unteren Schildrand hervorkommenden goldenen Aste.“
75. ↑  Hoyershausen: „Auf rotem Schild ein silberner Kreuzstein auf grünem Hügel.“
76. ↑  Imsen: „Grüner Schild mit silbernem Schräglinksbalken, darauf der Kopf eines Steinbocks in Rot.“
77. ↑  Irmenseul: „In Blau auf grünem Boden ein silberner Holzstamm (Irmensul); dieser trägt ein aufrechtes, vierspeichiges, silbernes Rad, dessen Radkranz von einem goldenen, abwechselnd mit je vier roten Rosen und blauen Kornblumen belegten Ährenkranz verdeckt wird.“
78. ↑  Klein Escherde: „Auf goldenem Wappenschild liegen zwei aufgerichtete rote Schlüssel mit nach außen gerichteten Bärten.“
79. ↑  Klein Giesen: „Durch ein breites goldenes Band geteilter roter Schild. Oben belegt mit zwei und unten mit einer silbernen Lilie.“
80. ↑  Landwehr: „In Rot ein silberner Palisadenzaun, darüber drei silberne Wachtürme mit Giebeldächern.“
81. ↑  Langenholzen: „Auf Blau über silbernem Wellenfuß übereinander drei silberne Bachforellen mit goldenen Flossen, von denen die oberste und unterste nach rechts, die mittlere nach links schwimmt.“
82. ↑  Limmer: „In Blau über blauem Wellenfuß eine silberne Burgmauer mit Zinnen und herausragendem goldbedeckten Torturm inmitten, dessen goldene Zugbrücke zur Hälfte gehoben ist; über dem Torbogen am Turm ein rotes Zehnenderhirschgeweih.“
83. ↑  Lübbrechtsen: „Auf Silber über grünem Dreiberg ein streichender roter Milan (Gabelweihe) mit goldener Bewehrung.“
84. ↑  Lühnde: „In Gold ein grüner Hügel, belegt mit einem schrägrechts gestellten roten Schild, darin ein goldener Löwe; auf dem Hügel eine zweizinnige rote Mauer, daraus mittig wachsend ein grüner Haselstrauch.“
85. ↑  Mahlerten: „In Blau ein silberner Steintisch (Thiestein) auf grünem Hügel, an dessen Fuße ein silberner, geflochtener Zaun, bestehend aus drei Stäben und drei Bändern.“
86. ↑  Marienhagen: „Schild geteilt; oben in Rot die schräggekreuzten silbernen Berghämmer (Schlegel und Eisen) mit goldenen Stielen, unten in Gold ein grünes, zweiblättriges Buchenreis mit geöffnetem, grünem, vierblättrigem Fruchtbecher, darin zwei goldene Buchnüsse.“
87. ↑  Mehle: „Schild geteilt; oben in Gold zwei rote fünfblättrige Rosen mit goldenem Fruchtansatz und grünen Kelchblättern, unten in Rot eine goldene Rose mit rotem Fruchtansatz und grünen Kelchblättern.“
88. ↑  Meimerhausen: „In blauen Schild auf grünem, mit einer liegenden silbernen Hirschgeweihstange belegtem Hügel, eine Elster in natürlichen Farben mit schräg nach oben gerichtetem Schwanz und erhobenem rechten Bein.“
89. ↑  Möllensen: „Im silbernen Schild ein blauer Balken, belegt mit einem von einem goldenen Ring eingefassten achtstrahligen, goldenen Stern.“
90. ↑  Netze: „In Blau auf silbernem Boden eine auf goldenem Schemel sitzende, silbern gekleidete Bäuerin mit goldenem Haar und goldenen Schuhen, die mit einer goldenen Handspindel von einem goldenen Handwocken spinnt, dessen silberner Flachs von goldenem Wockenblatt zusammengehalten wird.“
91. ↑  Neuhof: „In Blau aus dem Schildfuß hervorwachsend das goldene Giebelbalkenwerk eines gerichteten Hauses, bestehend aus dem Binder mit daraufgesetztem Sprengwerk und eingefügten Winkelhölzern; diese tragen zwei Dachsparren, denen ein goldener Richtefestkranz mit im Wechsel rot und silbern gefärbten Bändern aufgesetzt ward. In die durch das Sprengwerk und die Winkelhölzer gebildete Fläche ist ein rotes sechsspeichiges Sonnenrad gesetzt worden.“
92. ↑  Nienstedt: „Auf rotem Schild über grünem Schildfuß ein silberngekleideter germanischer Krieger der Zeit um 1000 v. Chr. mit goldener Kopfbedeckung goldenen Sandalen und goldenem Haar. Die goldene Lanze in der Rechten verläuft im oberen Schildrande. Wehrgehänge und Schwert, dessen Griff die Linke umspannt, in Gold.“
93. ↑  Ohlenrode: „Auf Rot eine aus einer silbernen Palisade wachsende silberne Hellebarde mit goldenem Stiel.“
94. ↑  Petze: „Im grünen Schild ein silberner, goldenbewehrter Fasanenhahn, dessen Schwanzfedern nach unten in einem Rechtsbogen verlaufen. Rechts unten und links oben ist als Beizeichen je eine goldene Ähre mit Grannen gesetzt.“
95. ↑  Rheden: „Im grünen Schild ein sich aufrichtender goldzüngiger, geflügelter, silberner Lindwurm mit gehobenem und einfach geringeltem Schwanz.“
96. ↑  Röllinghausen: „Auf Silber ein auf schräglinks verlaufendem, grünem Eichenzweig sitzender Eichelhäher in natürlichen Farben.“
97. ↑  Rössing: „In Silber über erhöhtem, abgerundetem, goldenem Schildfuß - darin ein von Rot über Blau schräglinks geteilter Schild, bedeckt mit einem gekrönten rotbewehrten und bezungten goldenen Löwen - drei grüne nebeneinanderstehende Eichen.“
98. ↑  Rott: „In Blau auf silberner Klippe ein linksgewendeter, widersehender, goldenbewehrter silberner Falke.“
99. ↑  Sack: „Auf goldenem Schild in Grün zwei Eichenblätter mit reifender Eichel.“
100. ↑  Segeste: „In Rot über grünem Schildfuß auf silbernem, verhaltendem Ross mit goldenem Zaumzeug und Bocksattel, durch dessen vorderen Wulst der Zaum hindurchgeführt ist, ein herschauender silberner Reiter in der Tracht des 10. Jahrhunderts, bestehend in einem am Hals offenen, kniefreiem silbernen Leibrock mit langen Ärmeln, Bundschuhen sowie in einem goldenen, mützenartigen Helm, der das herabwallende goldene Haupthaar freiläßt. In der Rechten hat er eine im oberen Schildrande verlaufende goldene Lanze, am goldenen Wehrgehänge ein Schwert mit goldenem Griff und silberner Scheide, die oben und unten mit Gold beschlagen ist; die Linke zieht den Zügel an.“
101. ↑  Sehlde: „In Rot ein goldenes Cheruskergefäß (sogenannte Situla) des 1. Jahrhunderts nach der Zeitenwende.“
102. ↑  Sehlem: „In Blau auf silbernem Boden zur Rechten ein bis zum Ansatz der Zweige sichtbarer, mit Lindenblättern gekennzeichneter silberner Thiebaum, daneben links ein silberner Kreuzstein, dessen Radkreuz in gotisierenden Formen gehalten ist.“
103. ↑  Sellenstedt: „Auf Blau eine goldene heraldische Doppelrose mit rotem Fruchtansatz und Kelchblättern in Grün.“
104. ↑  Sibbesse (Kernort): „Auf blauem Schild ein gestürztes silbernes Schwert mit goldenem Knauf, rechts und links begleitet von je einer silbernen aufrechten Wolfsangel.“
105. ↑  Ummeln: „Schild durch einen Göpel geteilt; vorne in Rot drei aufrecht gestellte silberne Bolzen, hinten in Blau eine breite goldene Ähre, im Schildfuß in Silber eine blaue Hacke, gekreuzt von einer blauen Schaufel, beide mit rotem Stiel.“
106. ↑  Wätzum: „In Rot eine schräglinks gelegte goldene Lanzenspitze.“
107. ↑  Wallenstedt: „Auf Rot ein altgermanischer silberner Spangenhelm mit Naseneisen, der zwischen den Spangen mit goldenen, von Bandmotiven verzierten Platten unterlegt ist.“
108. ↑  Warzen: „Im roten Schild ein silberner mittelalterlicher Wachtturm auf grünem Hügel.“
109. ↑  Weenzen: „Schild geteilt von Blau und Gold. Oben; vier paarweise gekreuzte goldene Ähren. Unten; zwei gekreuzte schwarze Gipshämmer.“
110. ↑  Westfeld: „In Gold ein rotbewehrter schwarzer Wolf.“
111. ↑  Wetteborn: „Auf Rot eine aus silberner Palisade wachsende Faust, die eine goldgeschäftete silberne Streitaxt schwingt.“
112. ↑  Wettensen: „In Gold ein schwarzer Rehbockkopf mit kräftigem Sechsergehörn.“
113. ↑  Winzenburg: „Auf Rot ein goldener Sparren, begleitet oben von zwei silbernen sechszackigen Sternen und unten von einem abwärts gekehrten silbernen Halbmond.“
114. ↑  Wispenstein: „In Silber vor einem blauen Wellenschrägrechtsbalken ein nach links steigender roter Steinbock mit blauer Zunge.“
115. ↑  Wöllersheim: „In Rot drei wachsende silberne Knebelspieße über schwarzem Schildfuß mit 3 (2:1) verschlungenen Goldringen.“
116. ↑  Woltershausen: „In Rot auf galoppierenden Schimmel ein silberner, bärtiger Mann, bekleidet mit silbernem Mantel und flatterndem Sturmkragen darauf, silbernem Sturmhut und silbernen Bundschuhen.“
117. ↑  Wrisbergholzen: „In Silber ein grüner Schrägrechtsbalken, belegt mit drei silbernen Schilden.“
118. ↑  Elze 1939: „In Schwarz ein silberner Schrägrechtsbalken, belegt mit rechtwinklig geknicktem Mäanderband in Rot.“